# توشیبا
توشیبا (به ژاپنی: 株式会社東芝) شرکت خوشه‌ای چندملیتی ژاپنی است، که در زمینه طراحی، توسعهٔ فناوری و تولید تجهیزات مخابراتی، قطعات الکترونیکی، سامانه‌های برق و تجهیزات نیروگاهی، زیرساخت‌های شهری و صنعتی، لوازم خانگی، رایانه‌های شخصی، موتورهای الکتریکی، تجهیزات پزشکی، تجهیزات اداری، سخت‌افزارهای رایانه، خودروهای ریلی، جنگ‌افزارها، ابزارهای روشنایی، تجهیزات نورپردازی و نیز ارائۀ خدمات لجستیک فعالیت می‌کند.
ریشه‌های تأسیس این کورپوریشن به سال ۱۸۷۵ و راه‌اندازی شرکت تاناکا سیزو-شا توسط تاناکا هیساشیگ بازمی‌گردد. شکل کنونی توشیبا در سال ۱۹۳۹ با ادغام شرکت‌های تاناکا سیزو-شا و توکیو دنکی (تأسیس: ۱۸۹۰) پدید آمد. هم‌اکنون توشیبا، پس از شرکت‌های اچ‌پی، دل، ایسر و لنوو، در رتبه پنجم از بزرگترین تولیدکنندگان رایانه‌های شخصی قرار دارد. این شرکت همچنین پس از شرکت‌های اینتل، سامسونگ و تگزاس اینسترومنتس، به‌عنوان چهارمین تولیدکننده نیم‌رساناها در جهان، شناخته می‌شود.
دفتر مرکزی شرکت توشیبا در شهر توکیو، ژاپن قرار دارد و بخشی از سهام آن در بازارهای بورس توکیو، بورس لندن، بورس ناگویا و بورس اوساکا معامله می‌شود و جزئی از شاخص نیکی ۲۲۵ و شاخص تاپیکس بشمار می‌آید.

## تاریخچه

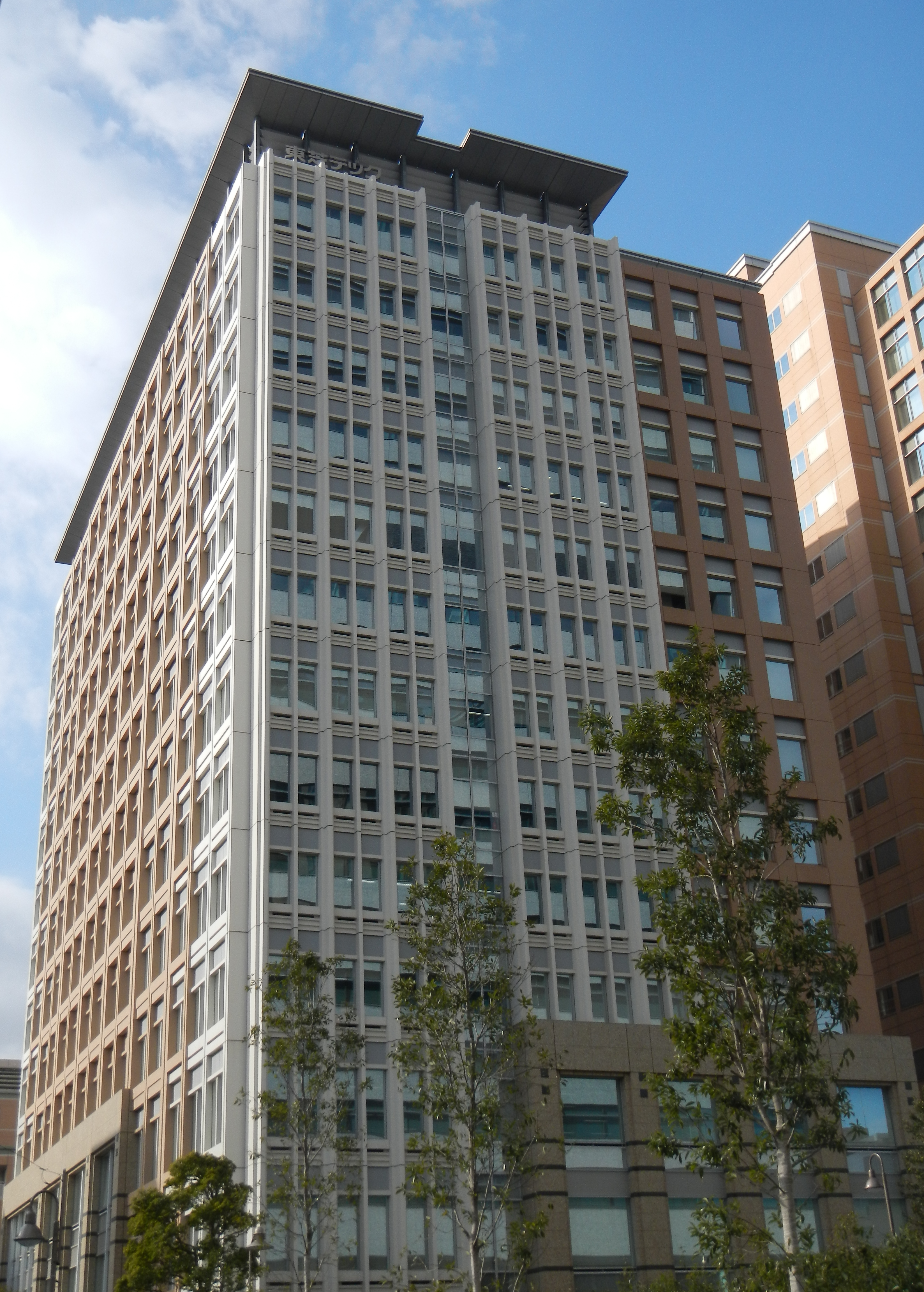
ساختمان اداری شرکت توشیبا تک، توکیو

در سال ۱۸۷۵ نخستین کارخانجات تولید تجهیزات و دستگاه‌های تلگراف در ژاپن، با نام محلی تاناکا سیزو-شو و به معنی کارخانه مهندسی تاناکا، به کار افتاد. مؤسس آن تاناکا هیساشیگ (۱۷۹۹-۱۸۸۱) به خاطر اختراعاتش که شامل عروسک‌های مکانیکی و یک ساعت که به وسیله رزونانس (تشدید) عمل می‌کرد، بسیار معروف بود. تحت عنوان شیبورا سیزاکو شو، شرکت او به یکی از بزرگ‌ترین تولیدکنندگان تجهیزات و دستگاه‌های سنگین الکتریکی تبدیل شد. در سال ۱۸۹۰ میلادی هاکونتسو نخستین شرکت بزرگ ژاپن در زمینه تولید لامپ‌های برقی تأسیس گردید. گام بعدی در راه توسعه این شرکت و تنوع محصولات، اضافه شدن کالاهای مصرفی به محصولات آن بود.
در ۱۸۹۹ میلادی نام شرکت به توکیو دنکی یا همان شرکت برق توکیو تغییر پیدا کرد. در سال ۱۹۳۹ این دو شرکت تقریباً معروف استراتژی‌های خود را نزدیک یافته و مدیران آن‌ها تصمیم به ادغام گرفتند. بدین ترتیب آن‌ها به یک کارخانجات مجتمع تجهیزات الکتریکی بدل شدند؛ با نام محلی توکیو شیبورا دنکی. این شرکت بزرگ به زودی تحت عنوان توشیبا مشهور شد و در سال ۱۹۷۸ نام رسمی این شرکت به شکل کنونی تبدیل گشت. توکیو شیبورا دنکی در سال ۱۹۳۰ نخستین ماشین لباس‌شویی برقی و نیز یخچال، در ژاپن را ساخت. سال بعد، نخستین جارو برقی ژاپنی به بازار عرضه شد. سال ۱۹۴۲ نخستین رادار توسط توکیو شیبورا دنکی تکمیل و عرضه گردید. در سال ۱۹۵۵ پلوپز برقی و چهار سال بعد، نخستین تلویزیون ترانزیستوری و اجاق مایکروویو توسط توشیبا ساخته شد.
این در حالی است، که شرکت برق توکیو، پیش از ادغام و تشکیل رسمی توشیبا، نخستین موتور القایی و نیز ژنراتور برق چرخ آبی ۶۰ کیلووات را ساخته بود و در دهه‎‌های ۱۹۱۰ و ۱۹۲۰ موفق به تولید لوله پرتو اکس و پرتو کاتدیک شده بود.
در سال ۱۹۶۳ نخستین توربین نیروگاه هسته‌‎ای به قدرت ۱۲٫۵۰۰ کیلووات توسط توشیبا تکمیل و به کار گرفته شد. در فاصله این دو دهه، آزمایشگاه‌های پژوهشی بسیاری توسط شرکت راه اندازی شد.
تا سال ۱۹۷۸ که نخستین واژه‌پرداز ژاپنی توسط توشیبا به بازار آمد، کارخانه‎‌های نورد، توربین‌سازی، سیلیکون، لوازم خانگی و تجهیزات الکتریکی و تولید لامپ، توسط شرکت فعال شده و به کار مشغول بودند.
نخستین سامانه پزشکی ام‌آرآی در سال ۱۹۸۲ توسط توشیبا عرضه شد. دو سال بعد، بزرگترین نیروگاه سلول‌های خورشیدی ۵۰ کیلوواتی در ژاپن راه‌اندازی شد. نخستین رایانه شخصی کیفی (لپ‌تاپ) در سال ۱۹۸۵ توسط توشیبا ارائه گردید.
در ۱۹۹۵ دیسک‌های دی‌وی‌دی با چگالی بالا توسط شرکت توسعه یافت و سال بعد دستگاه دی‌وی‌دی و دی‌وی‌دی خوان عرضه شد. توشیبا نخستین تلویزیون تخت را نیز در سال ۱۹۹۸ به بازار ارائه کرد. با ورود به هزاره جدید تولید تلویزیون دیجیتالی در دستور کار شرکت قرار گرفت. در سال ۲۰۰۵، توشیبا در عرضه اچ‌دی – دی‌وی‌دی سرآمد گشت. امروزه شرکت توشیبا در حوزه صنعت الکترونیک و تجهیزات برقی پس از زیمنس، سامسونگ، هیتاچی، ماتسوشیتا، سونی و ال‌جی در مقام هفتم جهان ایستاده است.
در سال‌های آغازین هزاره نو، توشیبا همکاری مشارکتی با پاناسونیک را برای یکپارچه سازی کسب‌وکار تولید ال‌سی‌دی در دستور کار قرار داد. تولید حافظه‎‌های کوچک فلش با ظرفیت‌های مختلف از فعالیت‌های شرکت توشیبا بود. ظرفیت ۸ گیگابایتی این نوع حافظه‌ها در سال ۲۰۰۵ توسط این شرکت به بازار عرضه شد.
در سال ۲۰۰۴ کوچکترین سلول سوختی متانول با خروجی انرژی ۱۰۰ مگاوات تکمیل و توسعه یافت. توشیبا در سال ۲۰۰۶، کسب‌‎وکار نیروگاه هسته‌ای وستینگهاوس را خریداری کرد. این شرکت در سال ۲۰۰۹ بخش تولید دیسک سخت شرکت فوجیتسو را نیز، به‌دست آورد.
شرکت پزشکی توشیبا (Toshiba Medical) زیرمجموعه‌ دیگری از توشیبا است که به صورت اختصاصی در زمینه تولید دستگاه‌های تصویربرداری فعالیت می‌کند. Toshiba Medical در سال ۲۰۱۶ میلادی توسط شرکت کانن (Canon) خریداری شد. اکنون این شرکت، Canon Medical Systems نامیده می‌شود.

## اختراعات
نخستین تلفن تصویری رنگی٬ تلویزیون رنگی گسترده، تلویزیون رنگی سی‌آرتی، نخستین دیسک نوری بایگانی اطلاعات٬ نخستین سامانه اوسی‌آر با قابلیت خواندن حروف چینی٬ نخستین دیسک‌های ۰٫۸۵ اینچی که در موبایل آی‌پاد به‌کار می‌روند و نخستین دی‌وی‌دی، نمونه‌هایی از نوآوری‌هایی است، که در طول دهه اخیر، توسط توشیبا عرضه شده‌است.
این شرکت دارای ۳۹ مرکز تحقیق و توسعه در سراسر جهان بوده، که بیش از ۴٫۱۸۰ نفر در این مراکز، مشغول به‌کارند.

## آمار

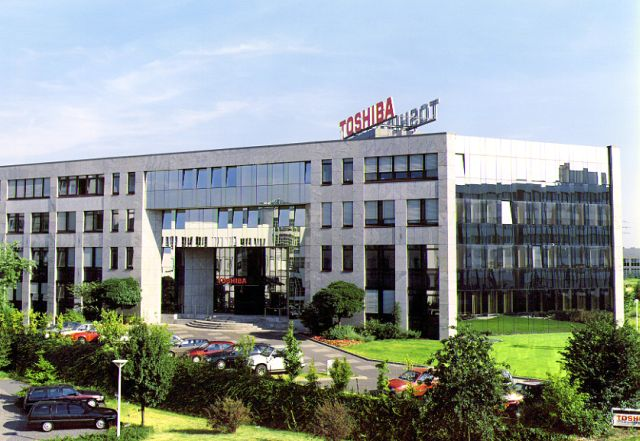
مرکز شرکت توشیبا اروپا، مستقر در آلمان

شرکت توشیبا به عنوان برترین شرکت در زمینه ماشین‌های ادارای در سال ۲۰۰۲ معرفی شد. در سال ۲۰۰۶ از لحاظ میزان درآمد ۸۷امین شرکت جهان شناخته شد. در زمینه تولید تراشه، کارخانه‌های تراشه توشیبا پس از شرکت‌های اینتل، سامسونگ و تگزاس اینسترومنتس، چهارمین تولیدکننده بزرگ در حوزه تولید تراشه در جهان است.
این شرکت هم‌اکنون، (۲۰23) دارای ۲۱۰ هزار پرسنل است، که در شعب، دفاتر و کارخانجات مختلف توشیبا که در بیش از ۳۰۰ نقطه جهان مستقر می‌باشند، اشتغال دارند.

## حوزه‌های فعالیت
عمده‌ترین حوزه‌های فعالیت توشیبا عبارت است از: 
- دستگاه‌ها و اجزای الکترونیکی: حافظه‌های جانبی، کارت‌های حافظه، صفحات نمایشگر ال‌سی‌دی، سلول‌های سوختی برای تجهیزات تلفن همراه، نیمه‎هادی‌ها.
- سامانه‌های زیرساخت اجتماعی : سامانه‌های برق قدرت، صنعتی، آسانسور، تجهیزات پزشکی، توربین‌های نیروگاه‌های برق حرارتی، اسکنرهای دقیق پزشکی، کارت‌های آی‌سی ورودی درها.
- محصولات دیجیتالی : شبکه‌های دیجیتالی و رایانه‌ای، تجهیزات ارتباطات تلفن همراه، دی‌وی‌دی خوان‌ها، لپ‌تاپ‌ها.
- لوازم خانگی : پلوپز با فشار خلاء، ماشین لباسشویی با مصرف کم انرژی، یخچال، تهویه مطبوع.

## تحقیق و توسعه
پایه حرکت تحقیق و توسعه در توشیبا، «فناوری انسان محور» است. اصلی‌ترین حوزه‌های تحقیق و توسعه در توشیبا عبارت است از: 
- شبکه و بی‌سیم
- حوزه انسانی
- حوزه مواد اولیه نو
- سامانه‌ها و محیط
- ذخیره‌سازی اطلاعات

## نگارخانه

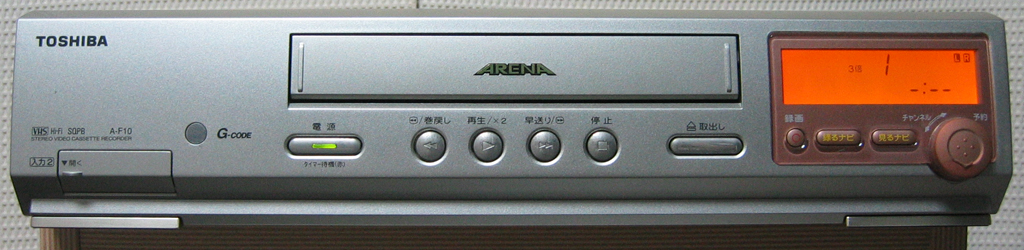
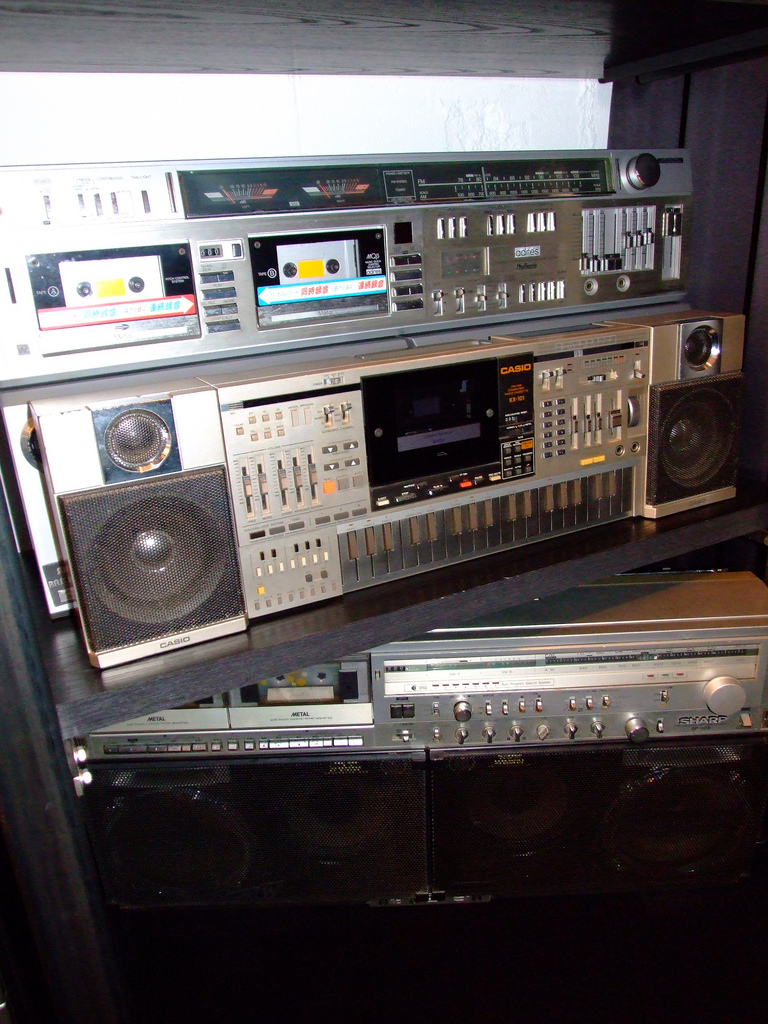
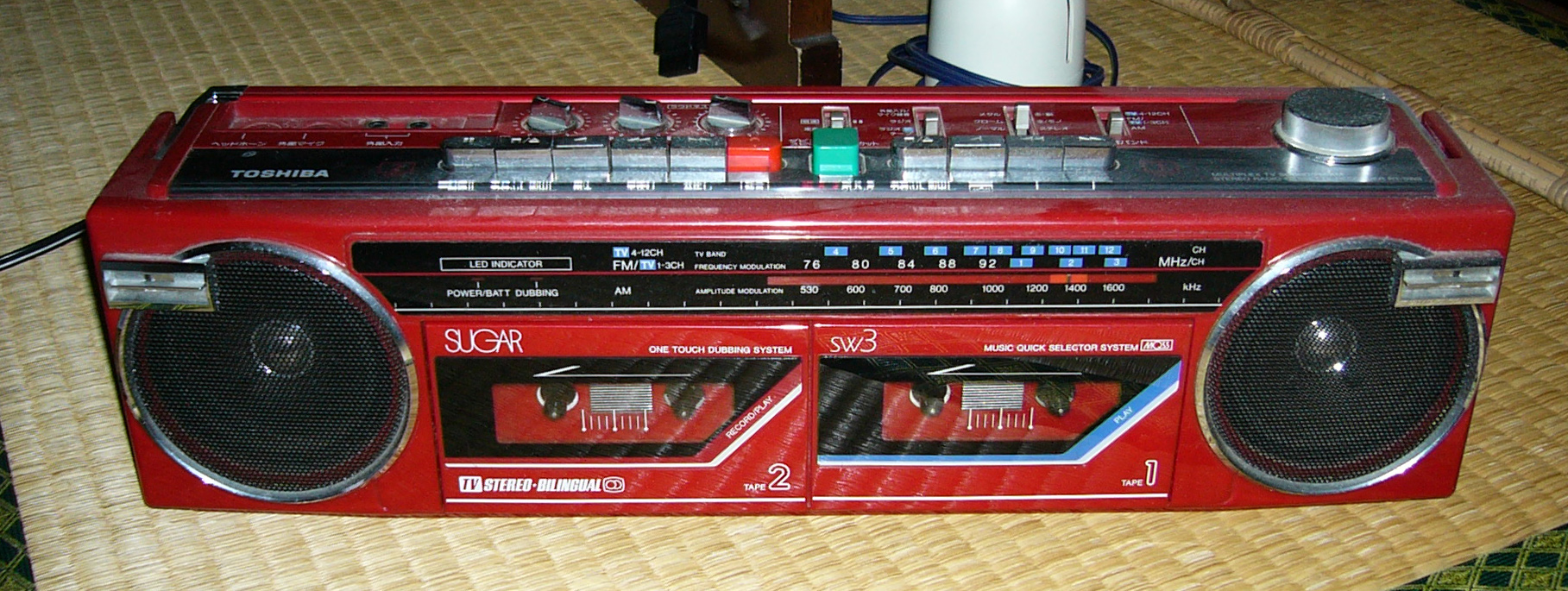
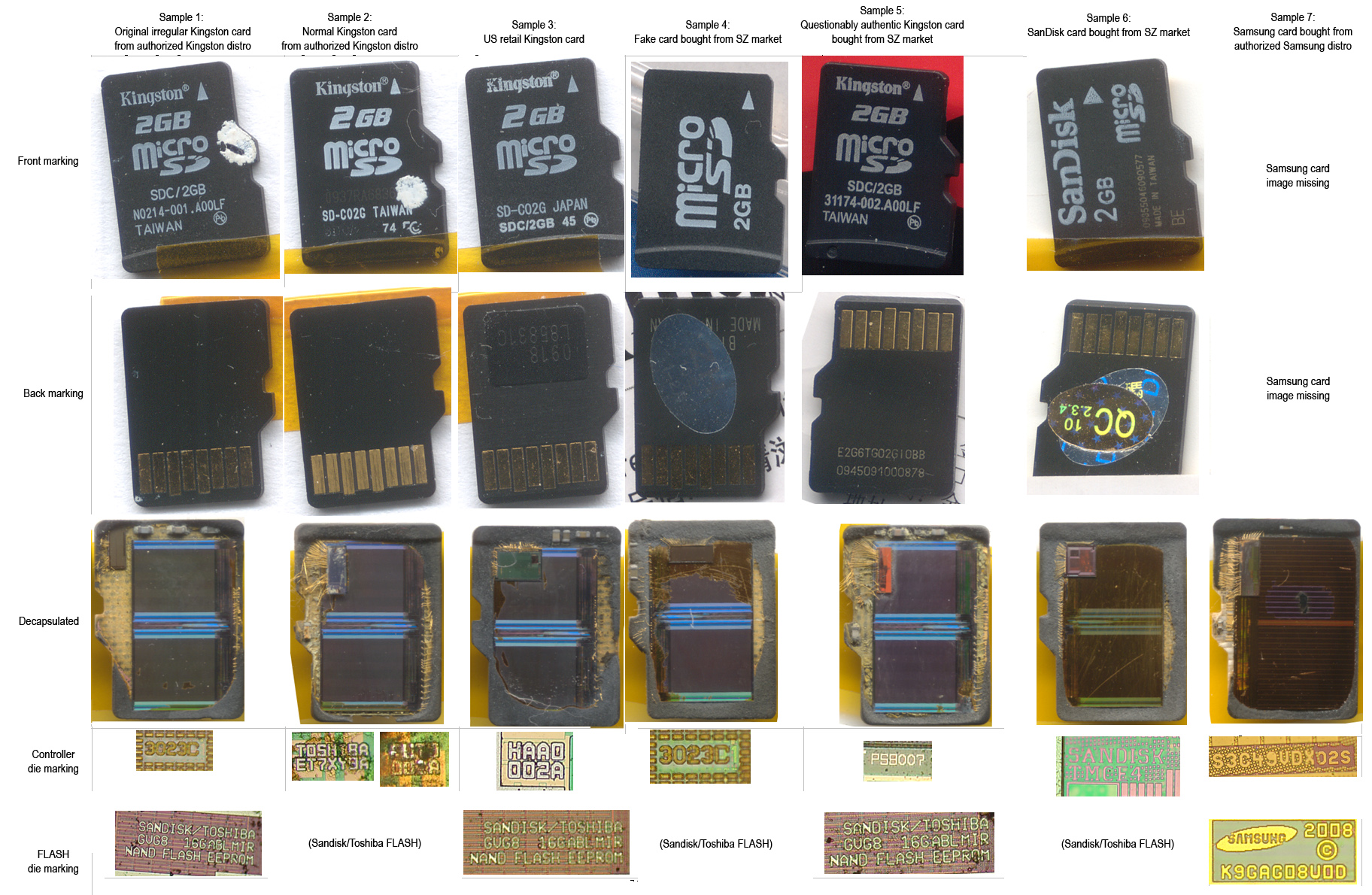
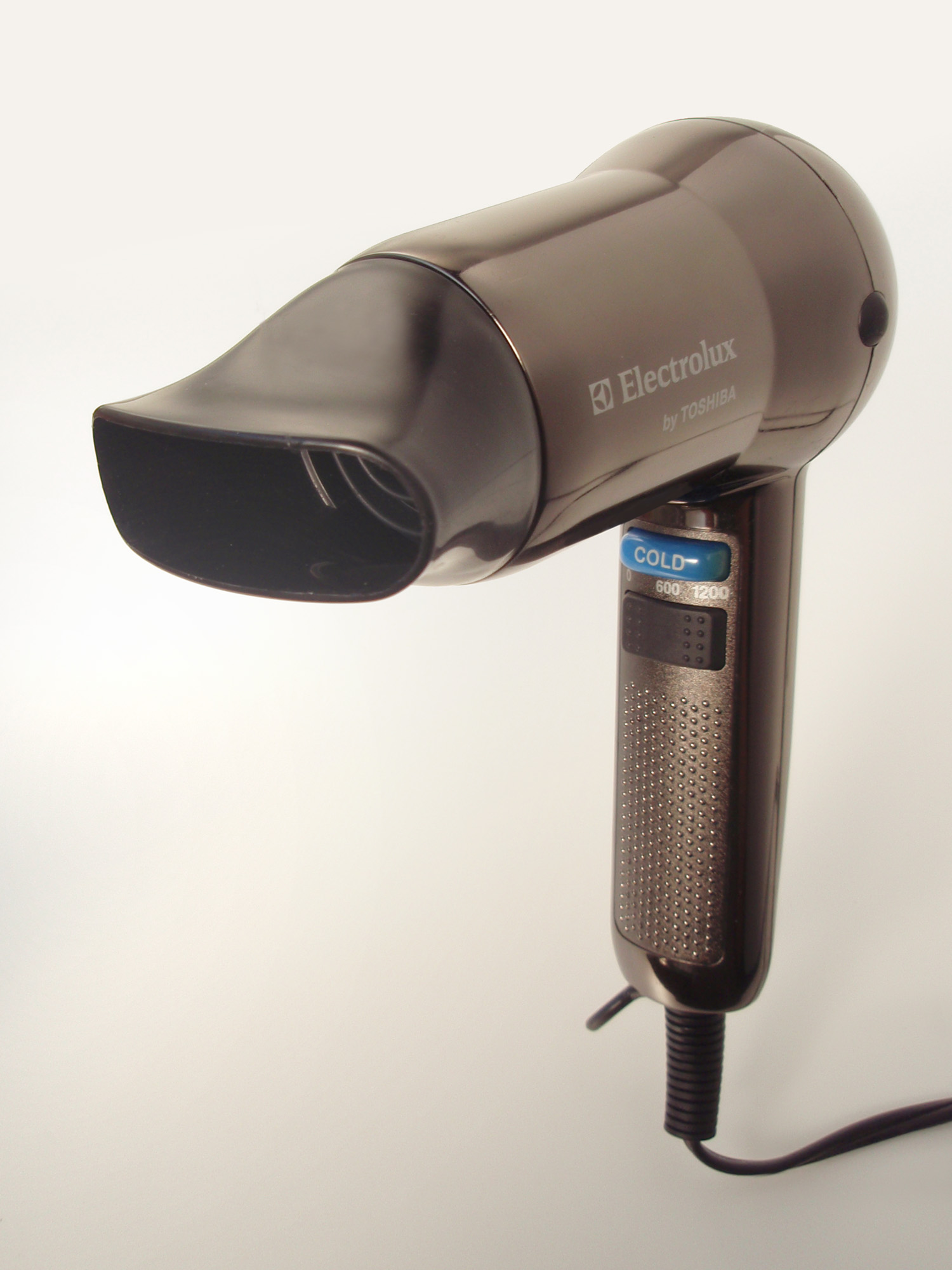
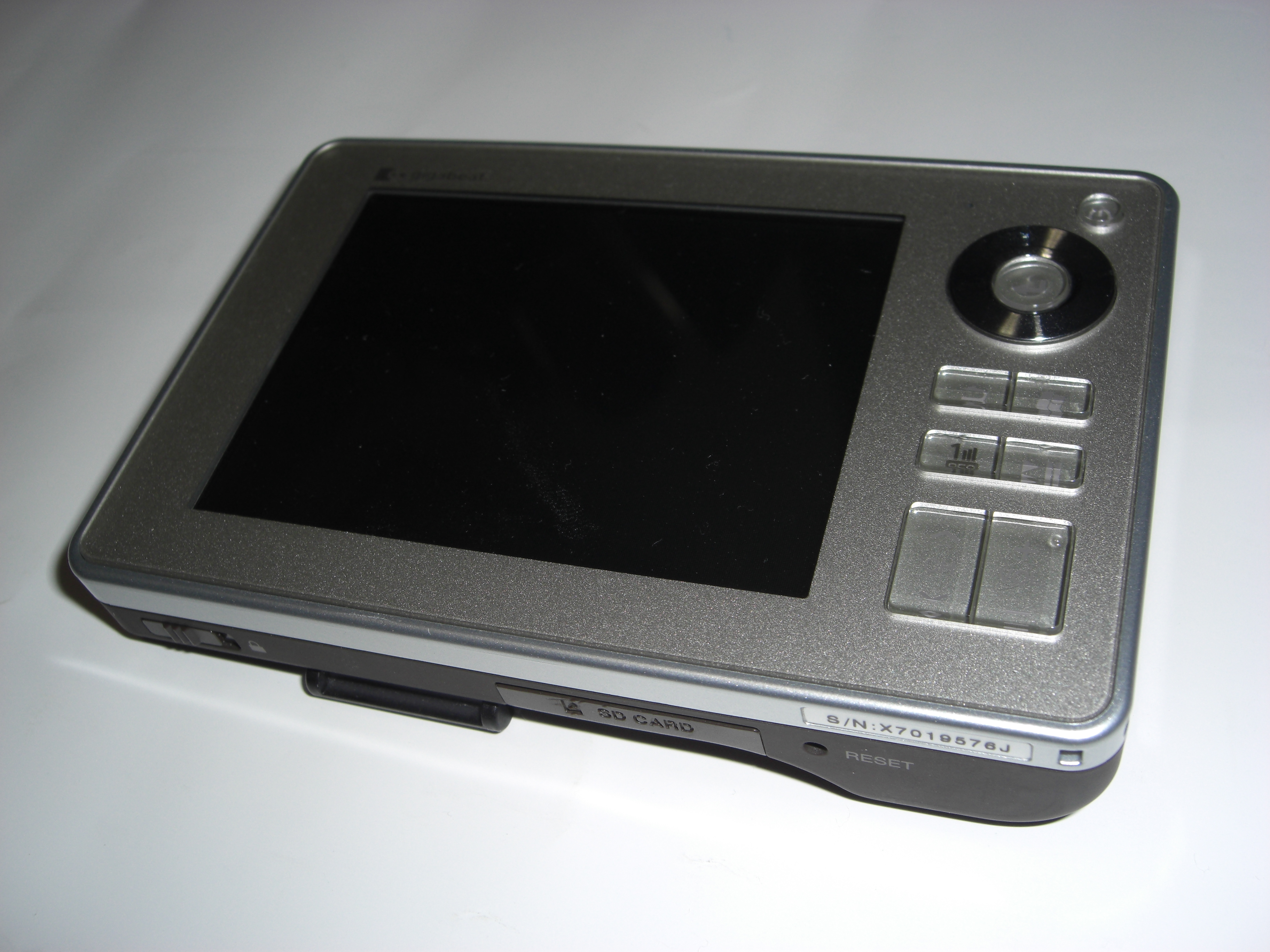
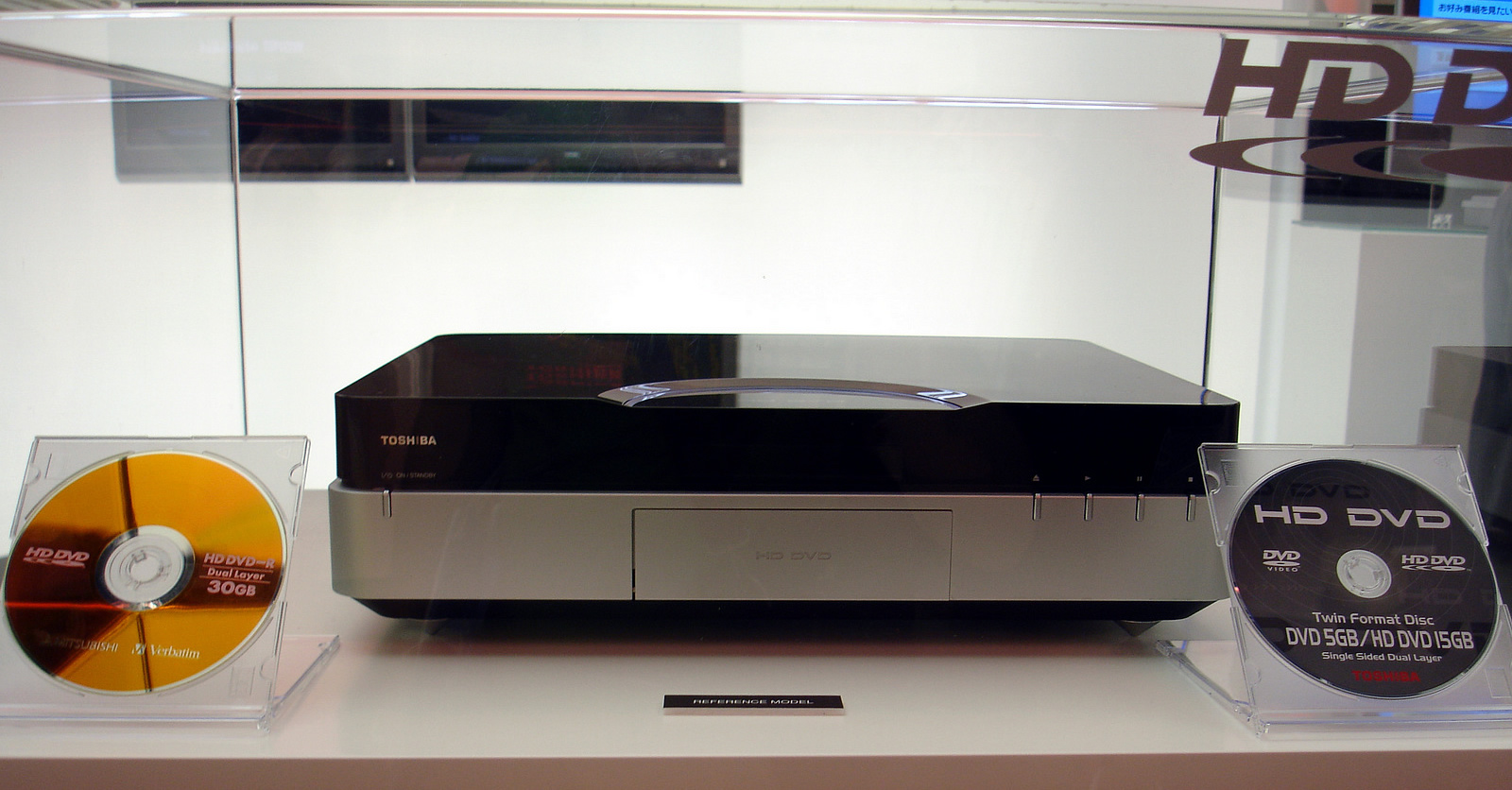
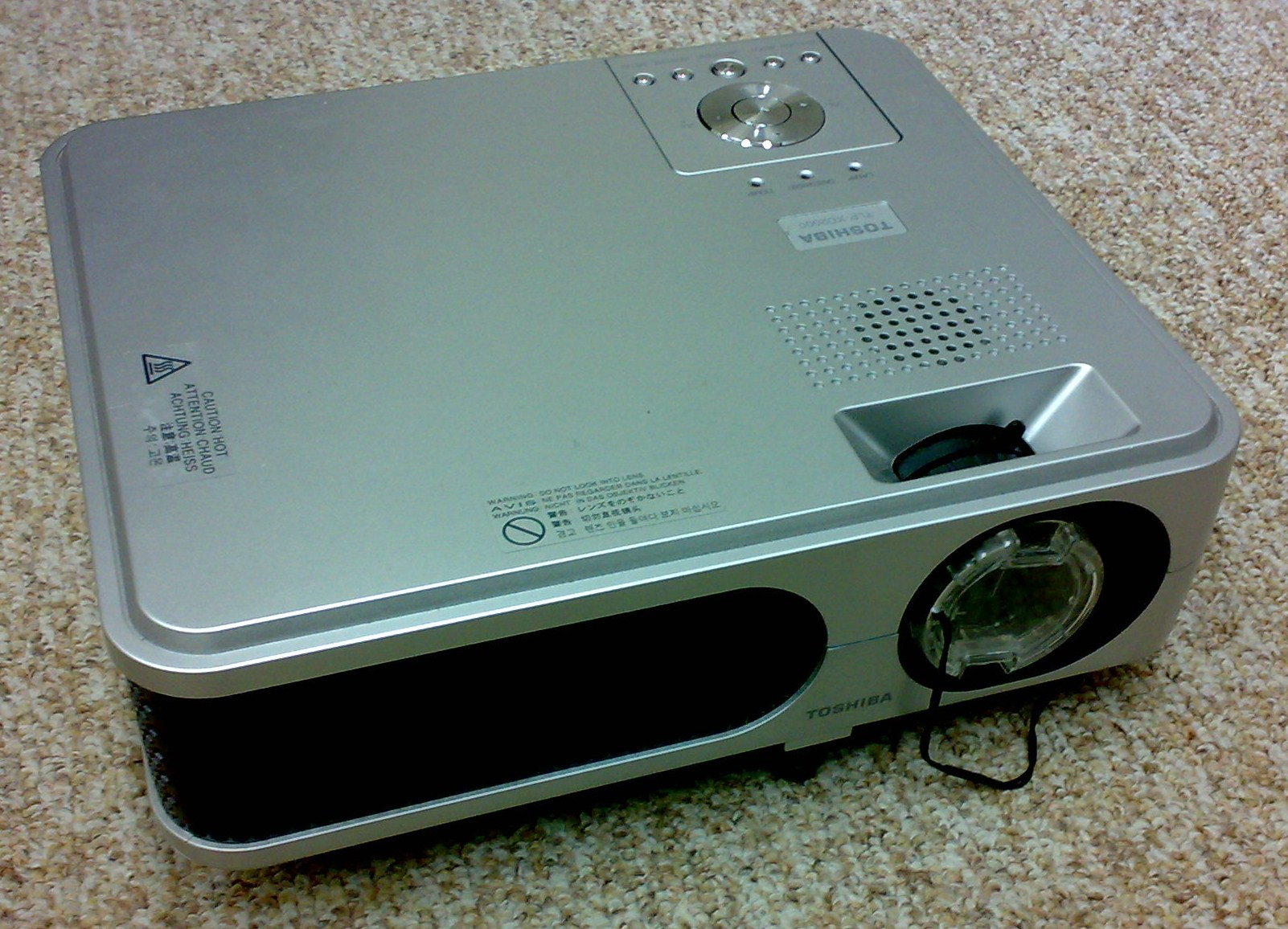
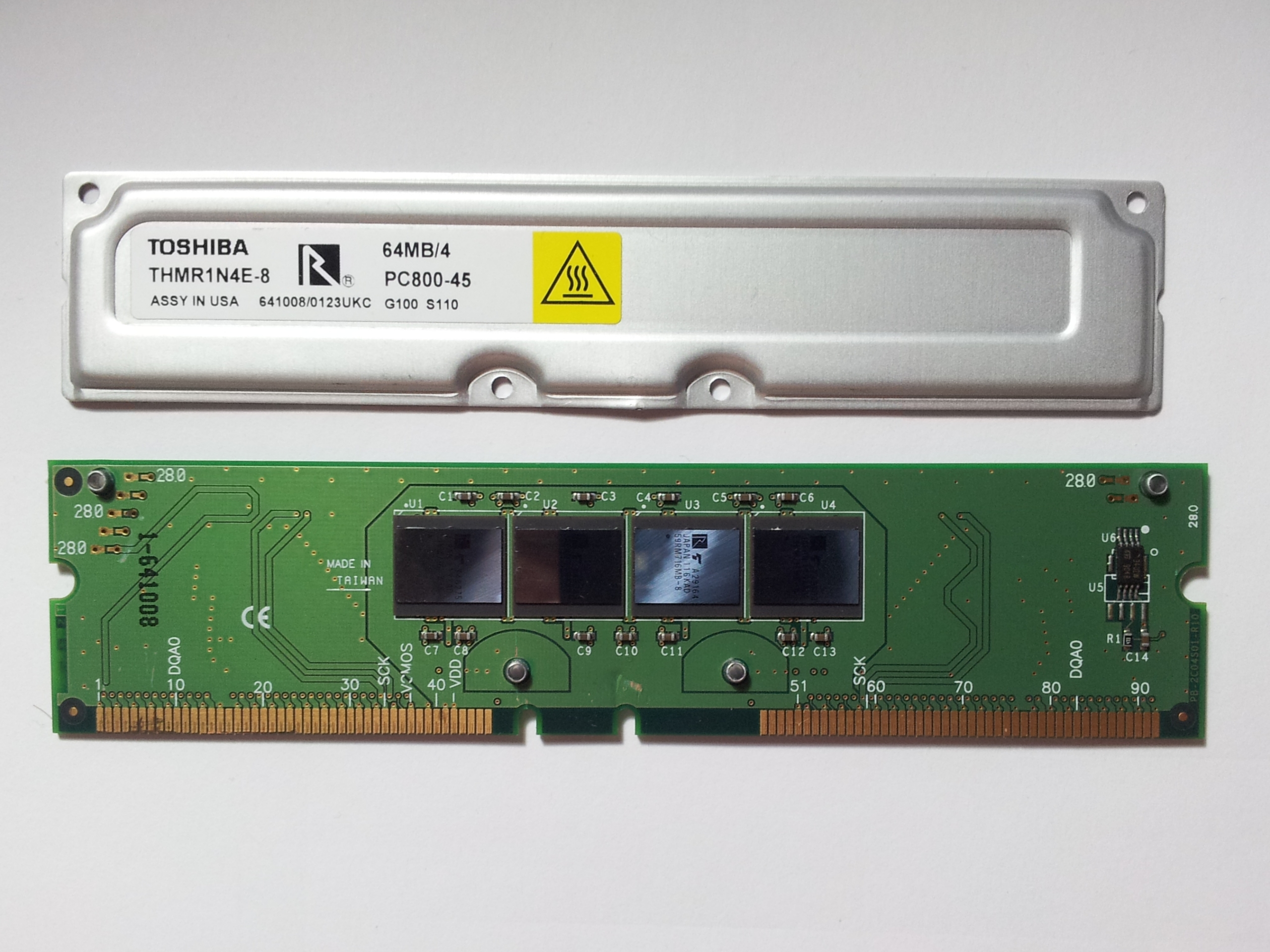
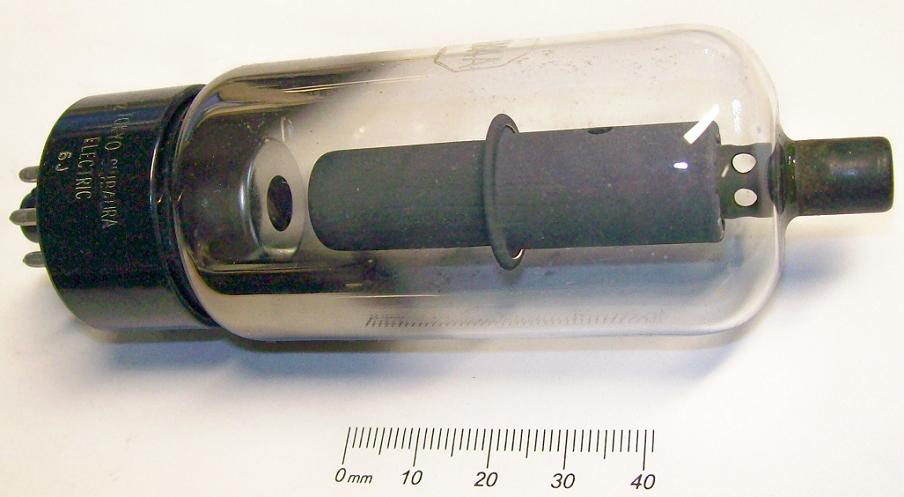
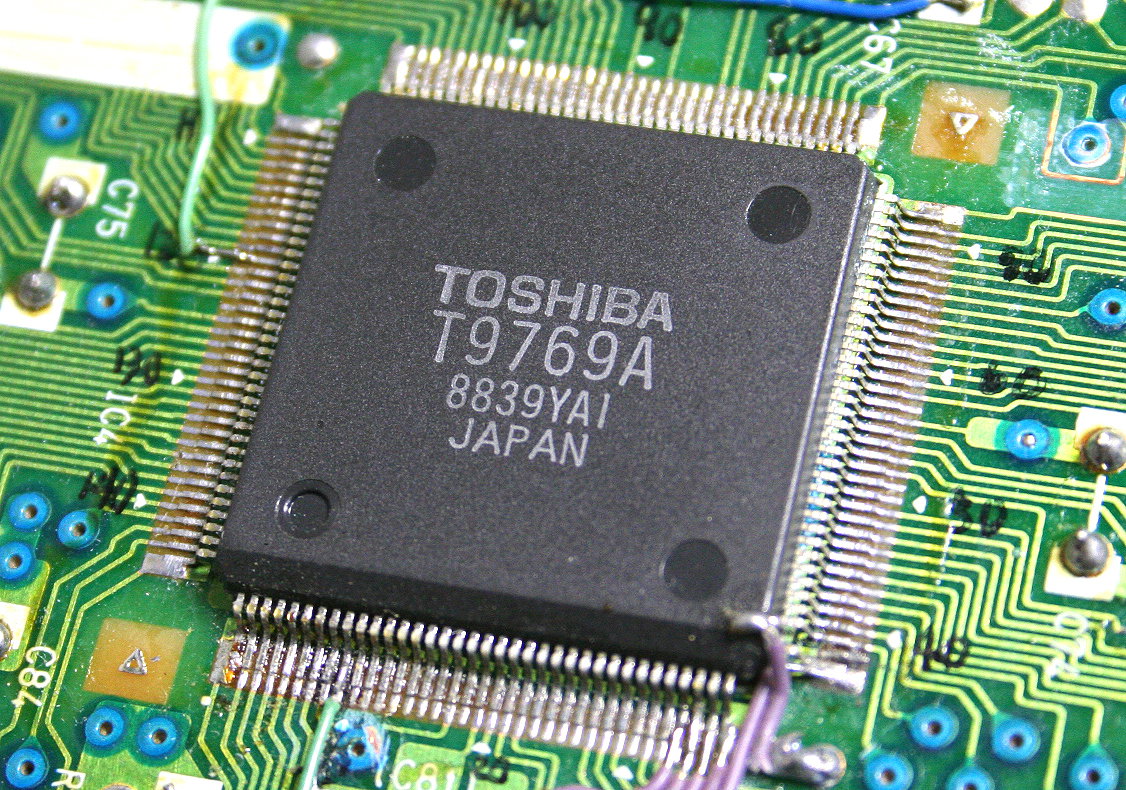
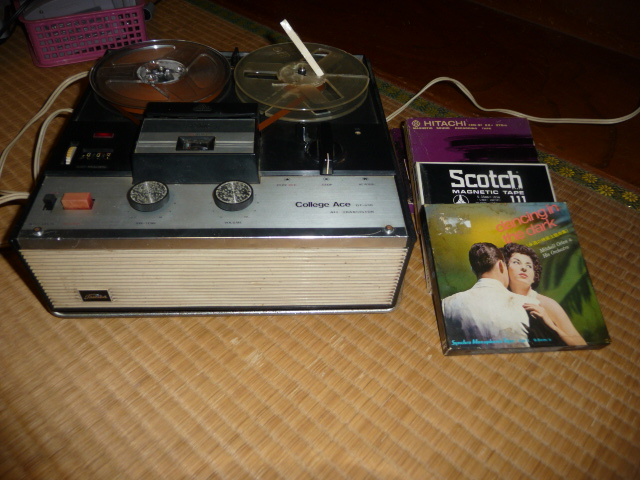
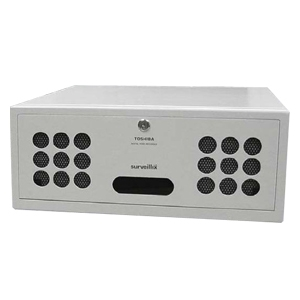
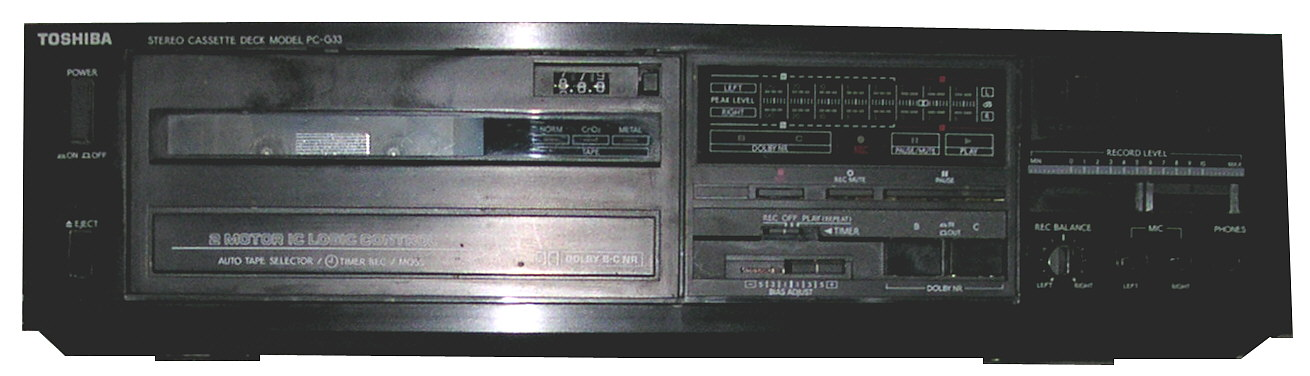
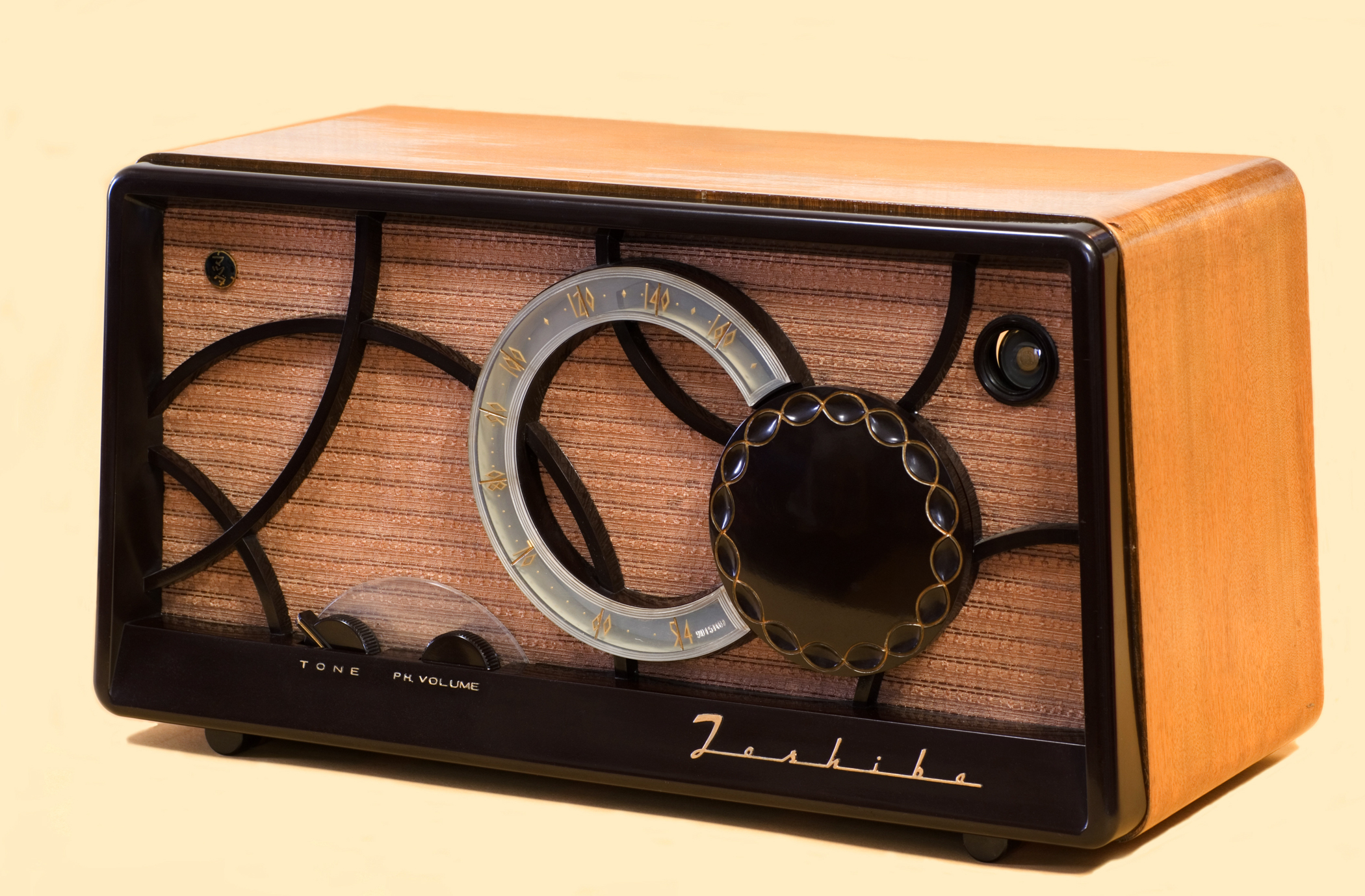
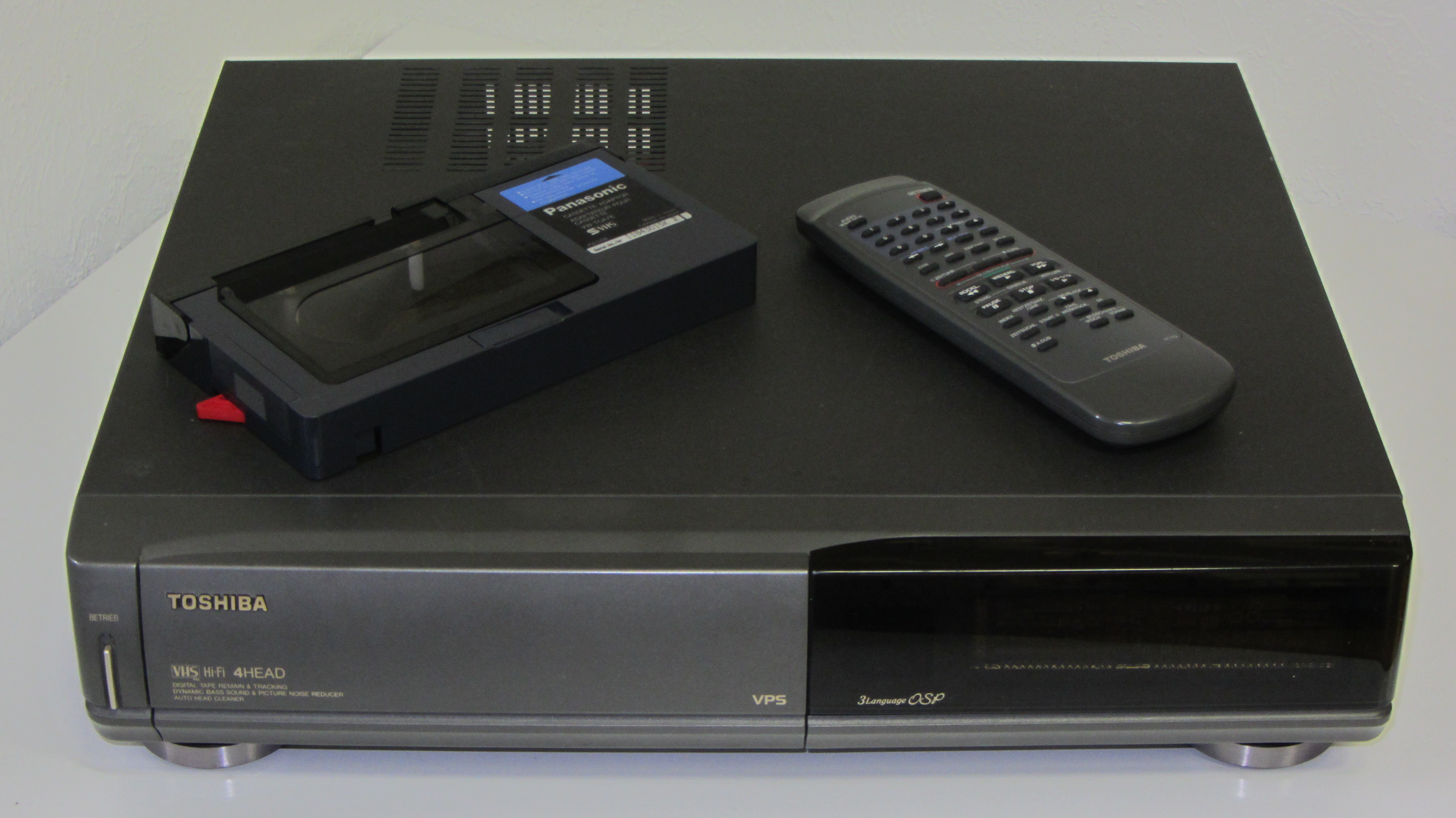
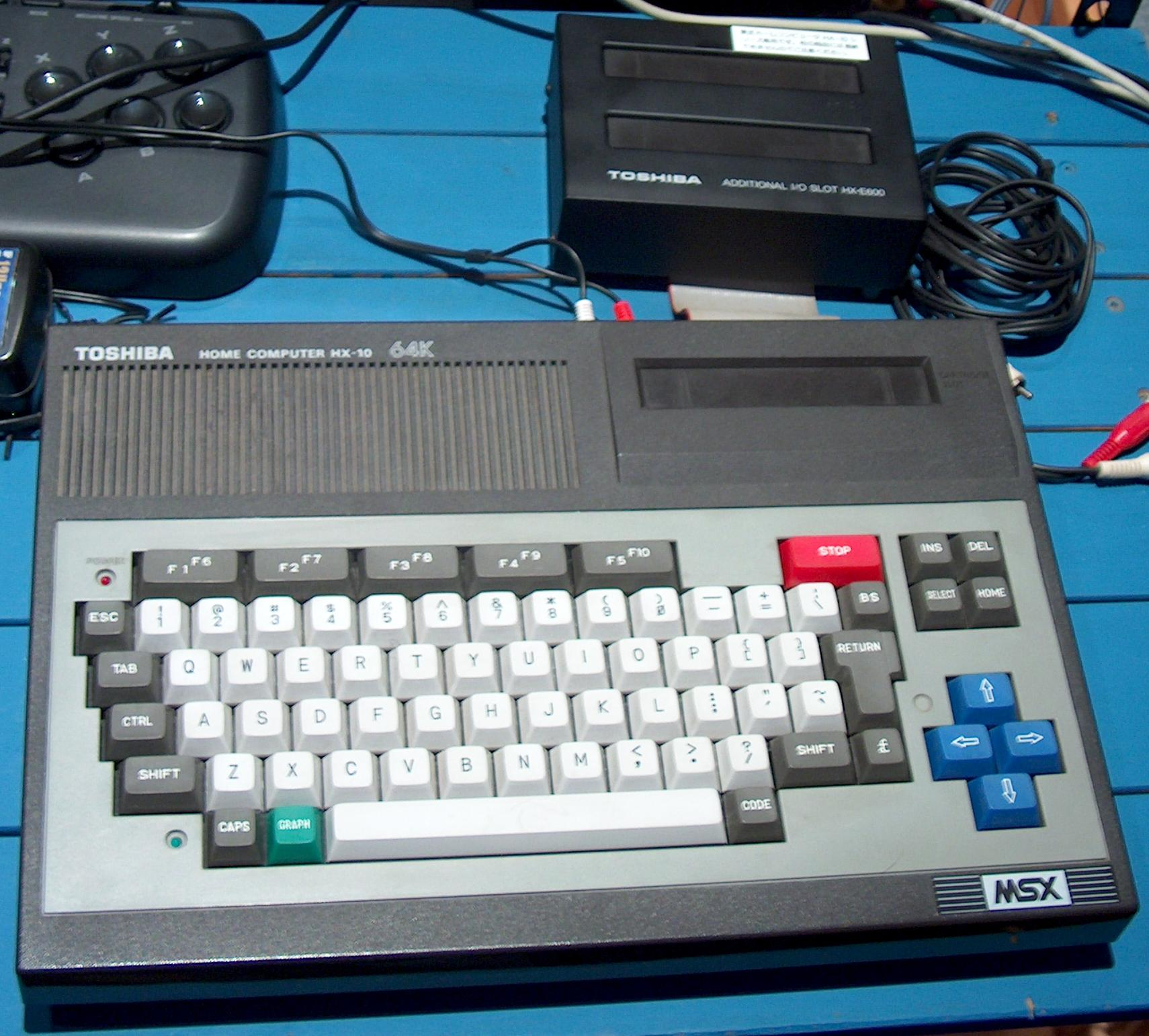
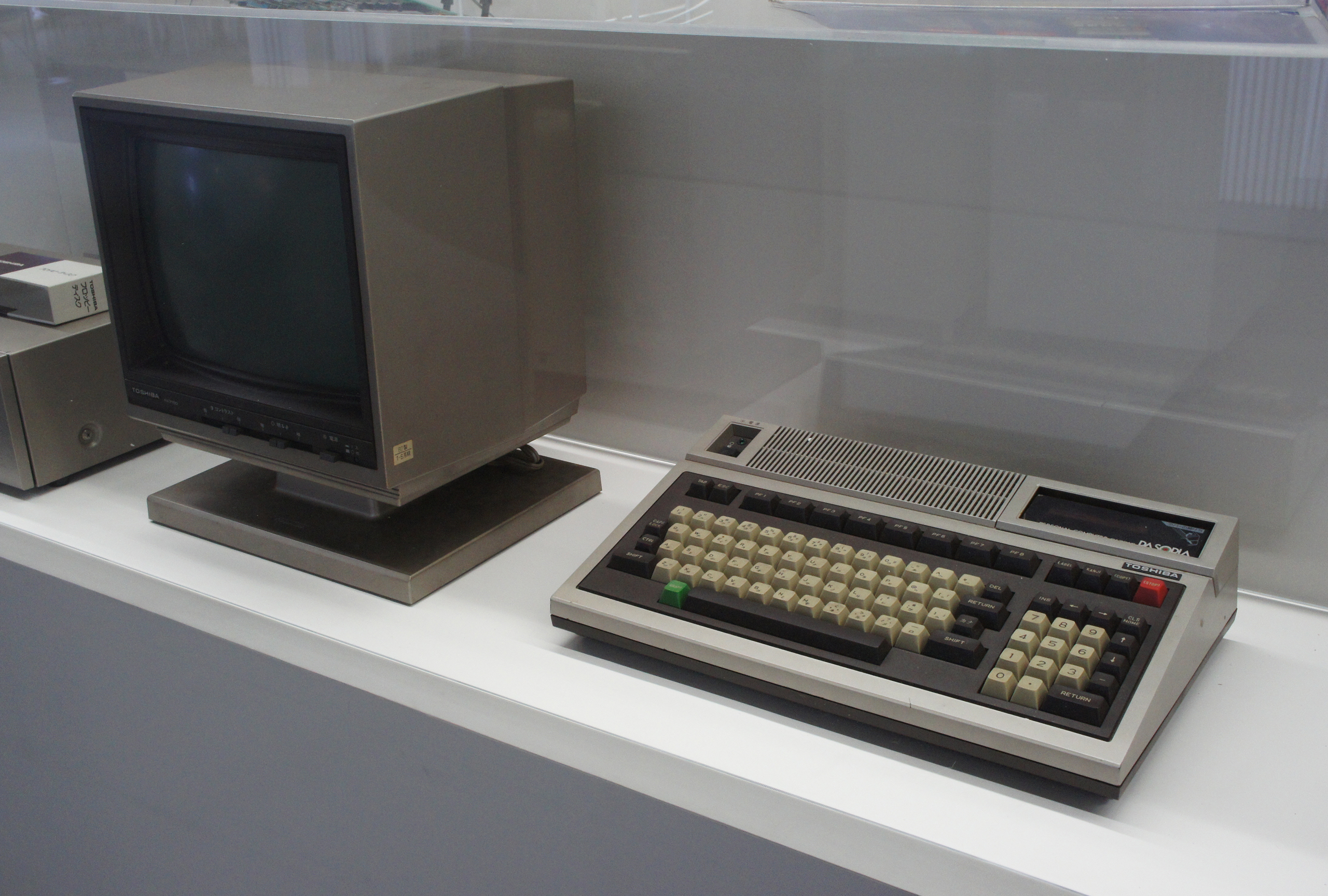
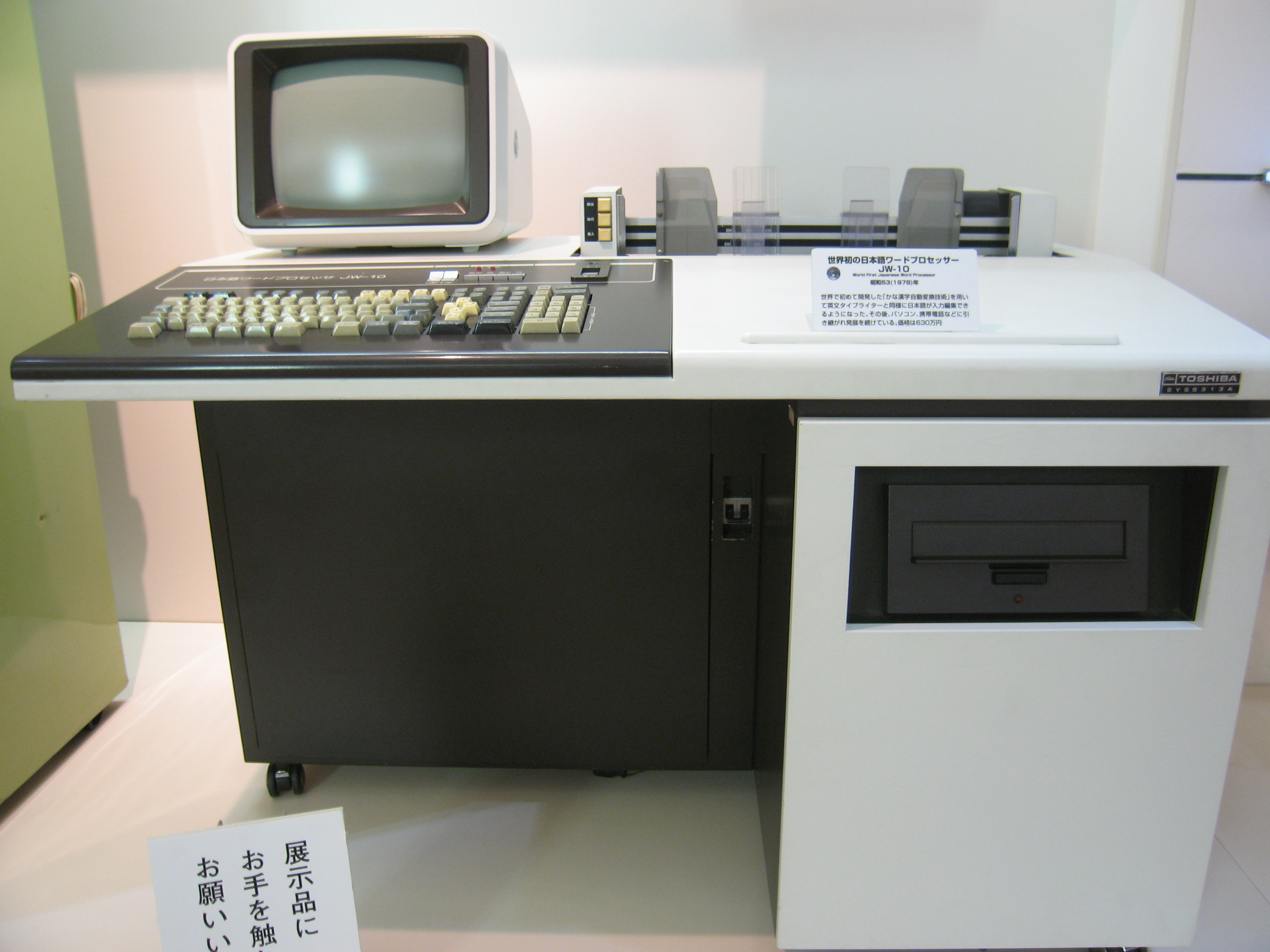
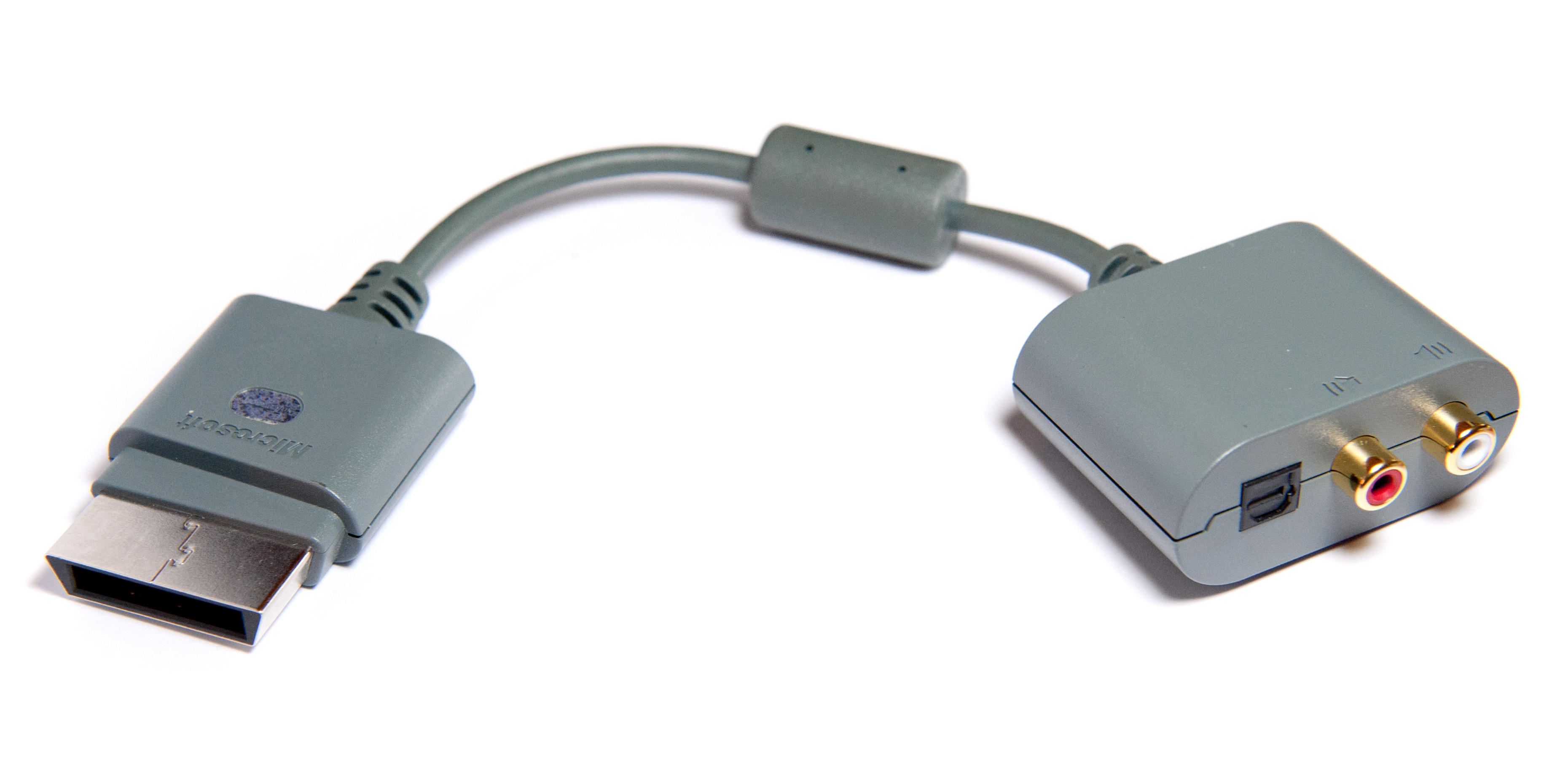
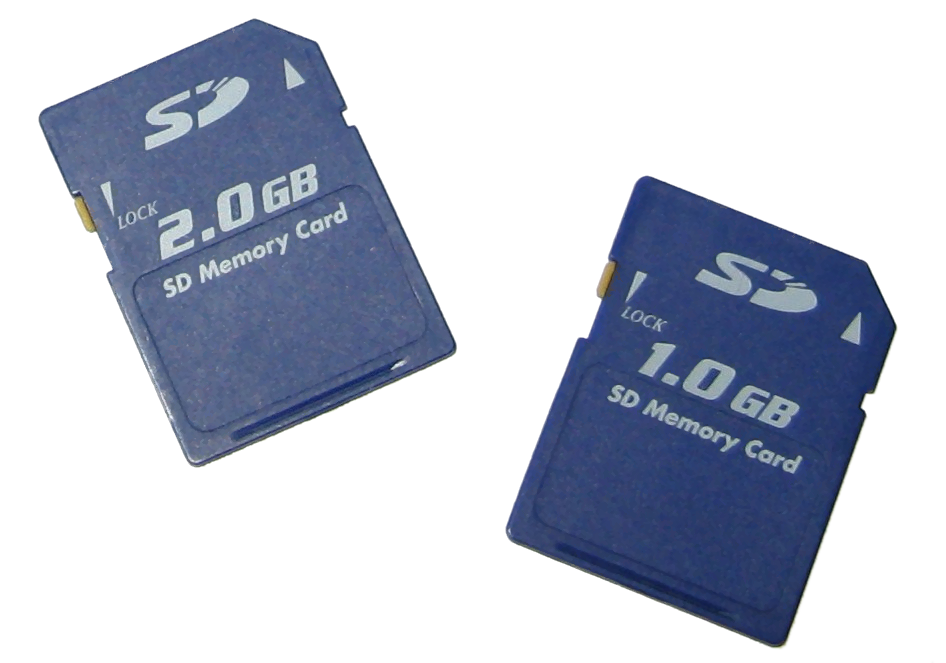
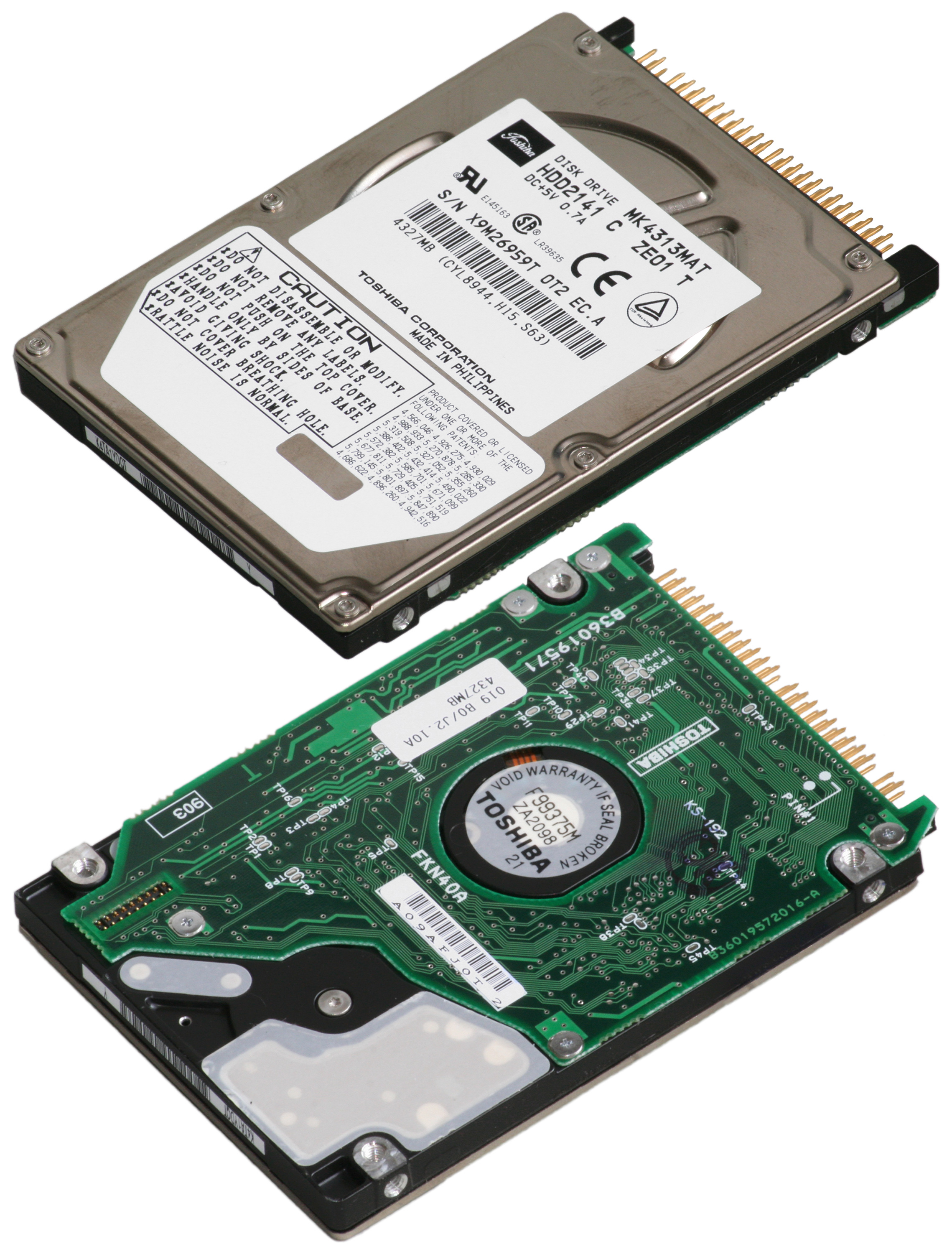
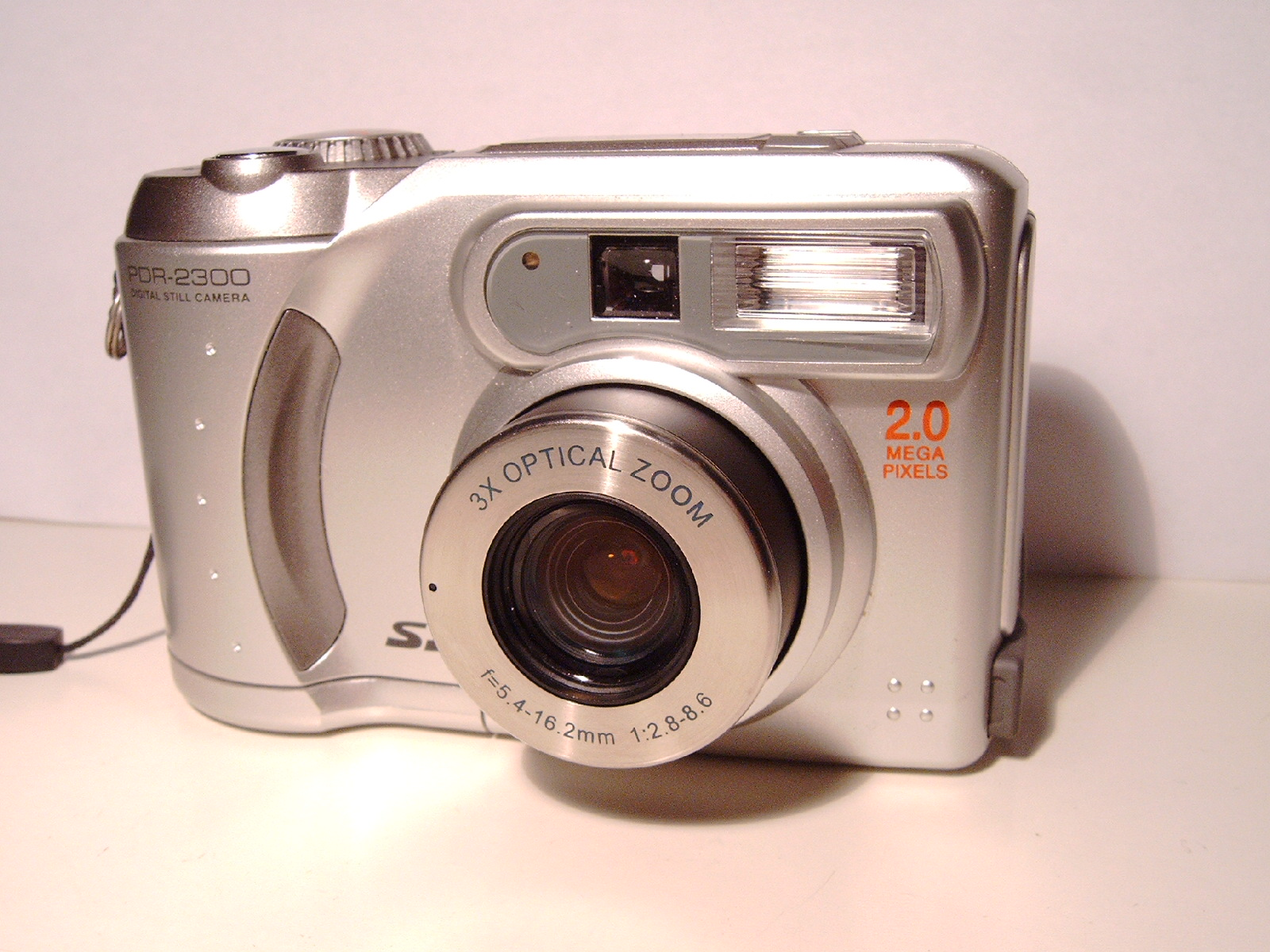
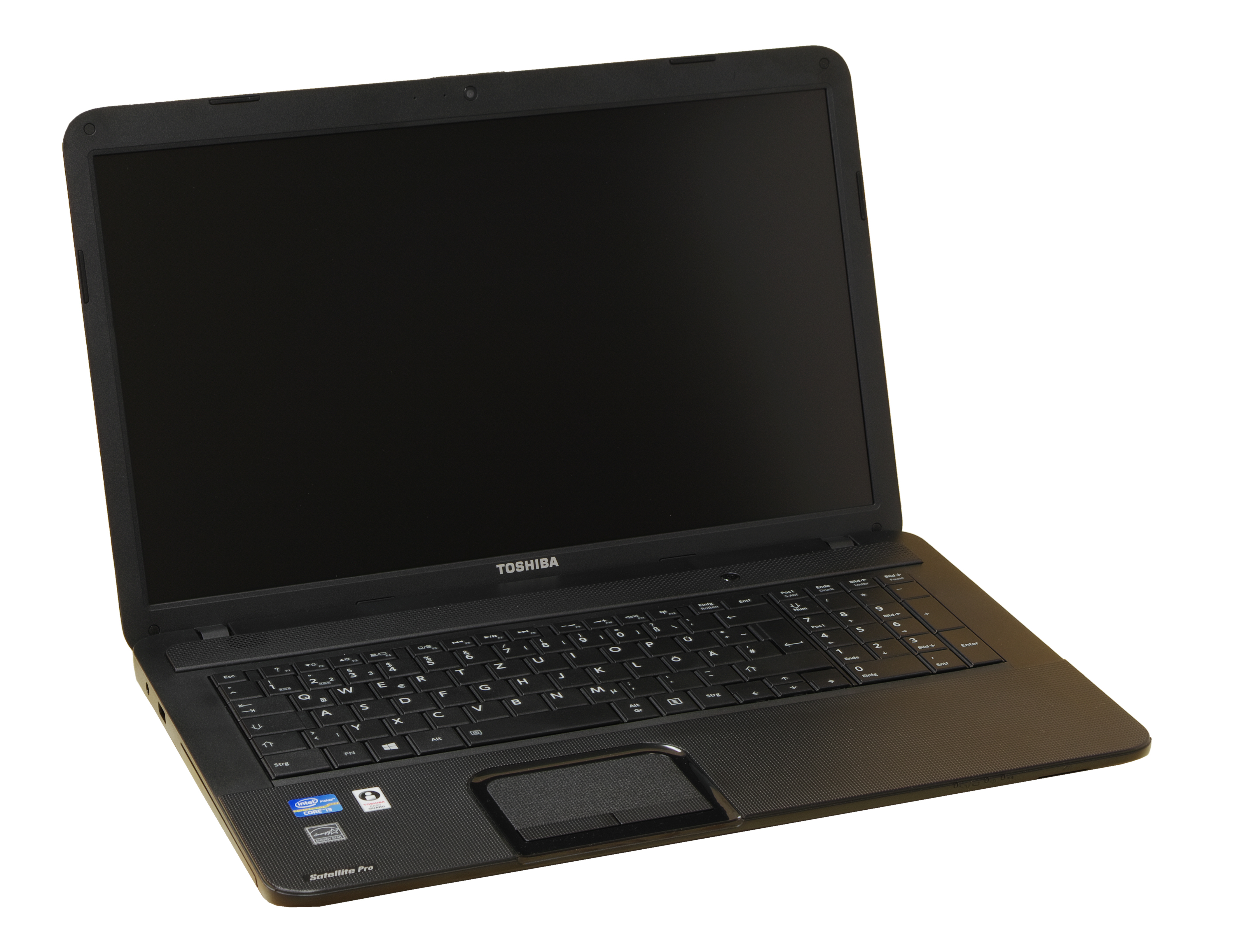
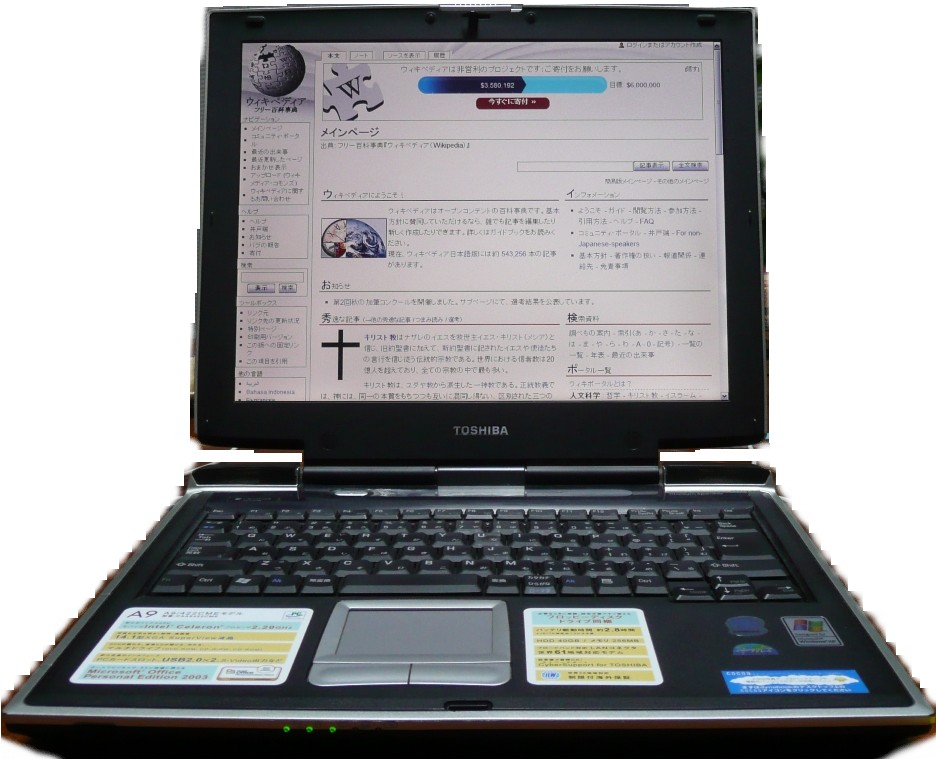
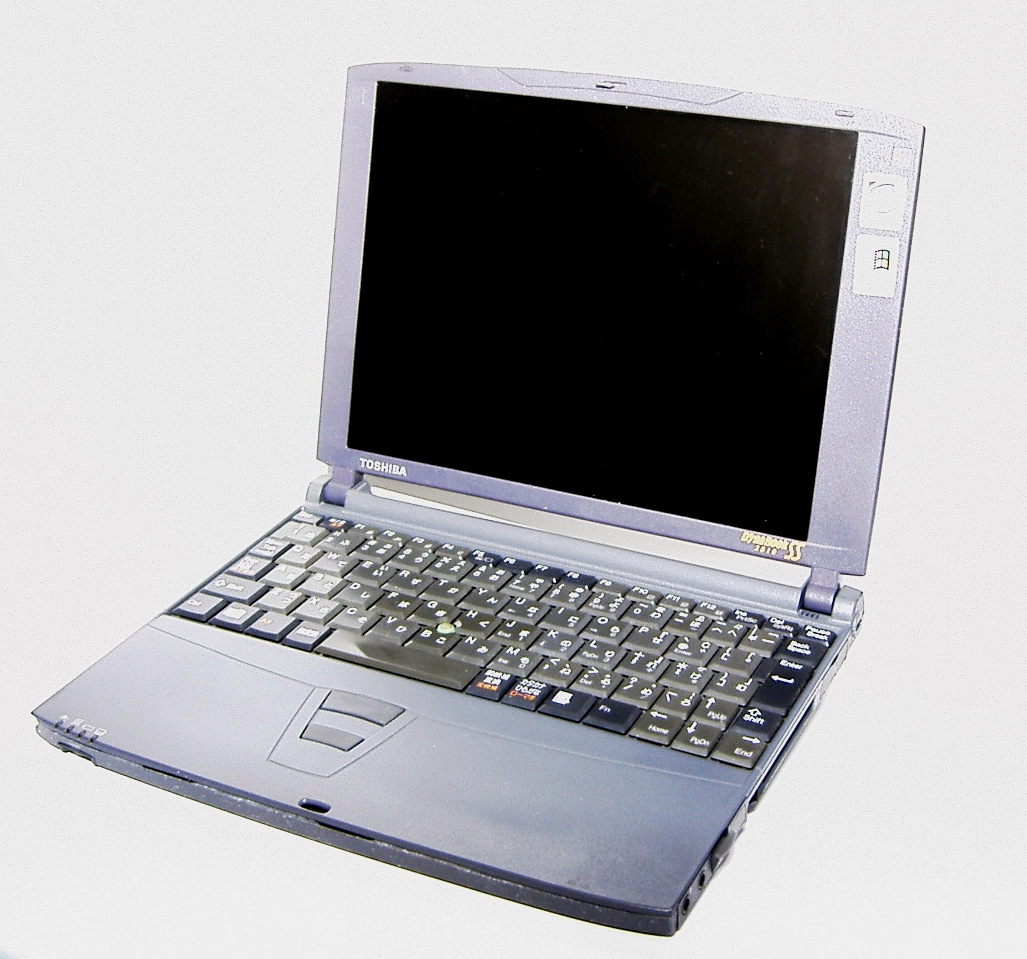
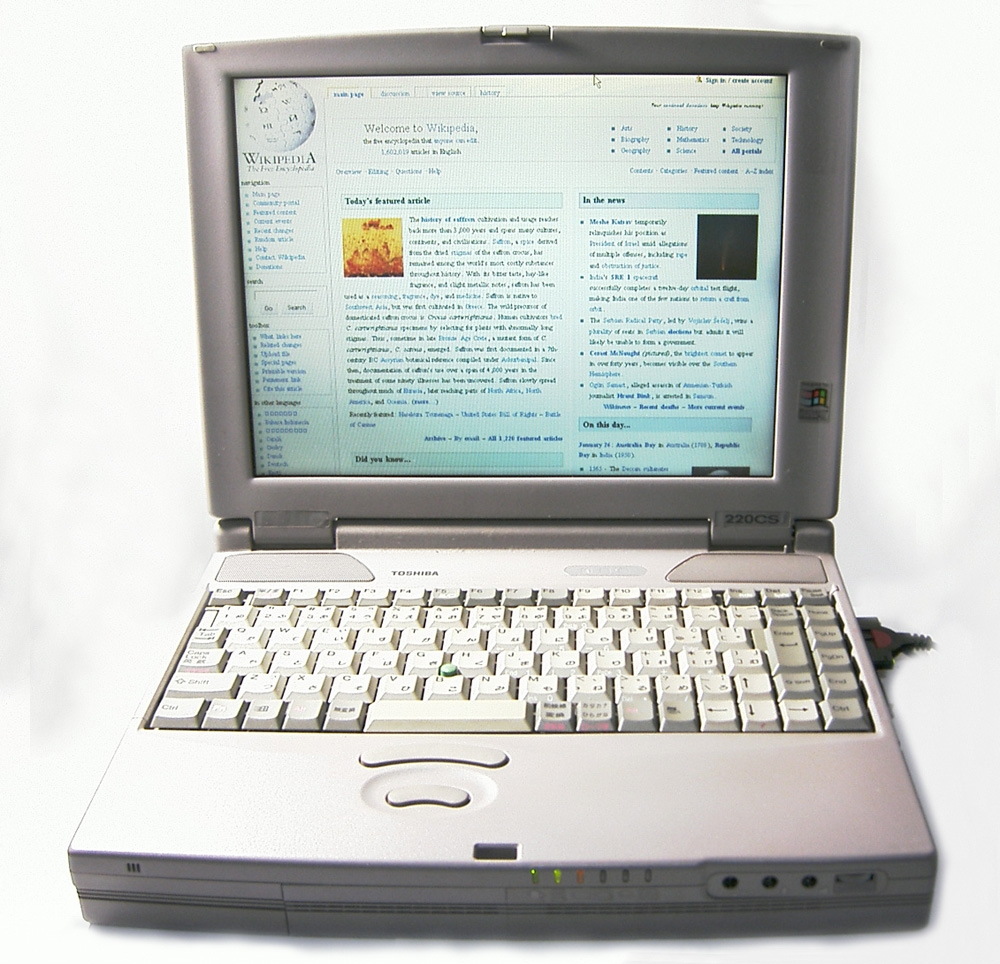
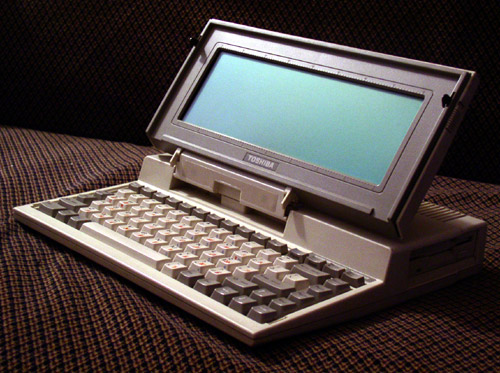
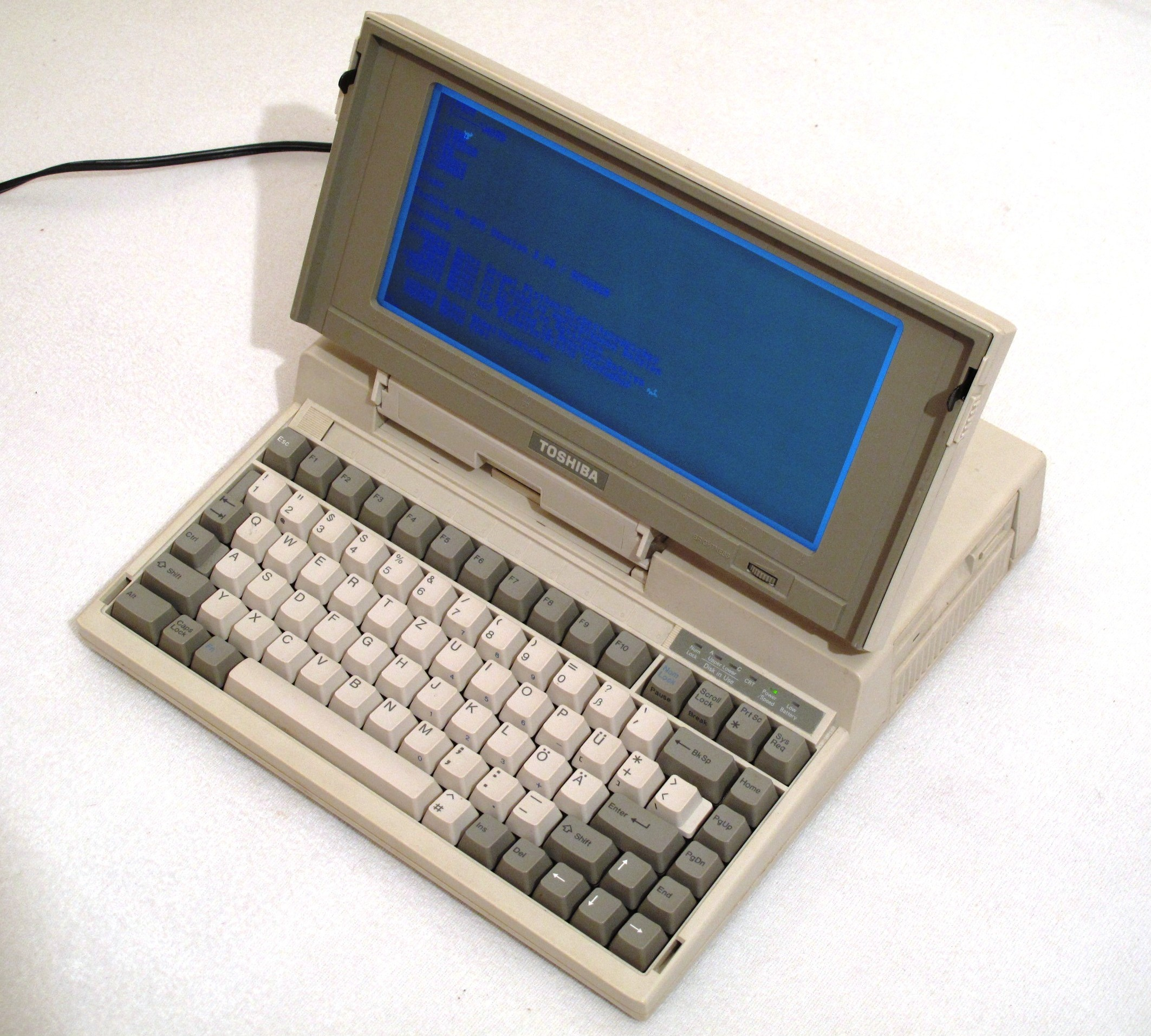
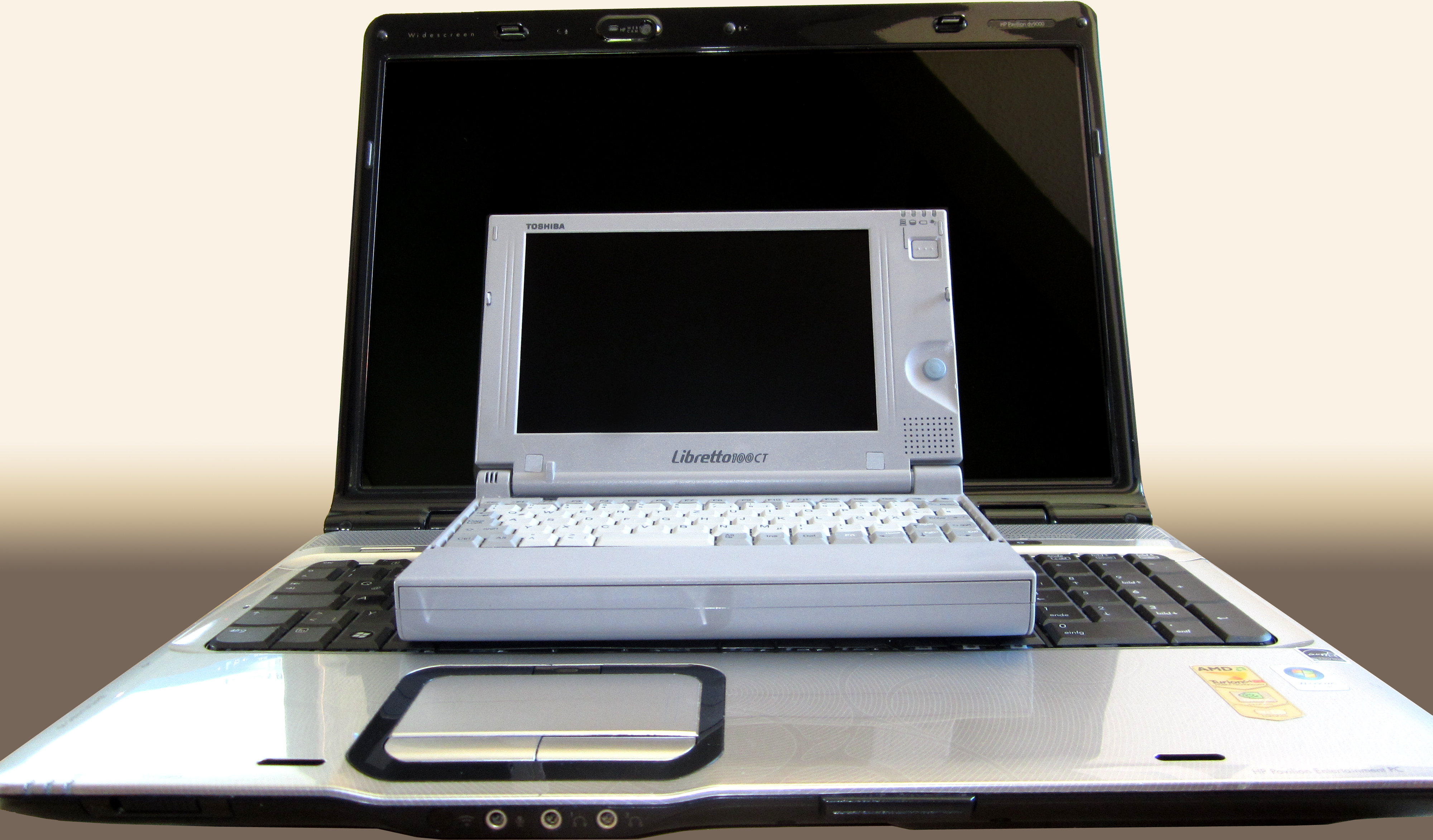
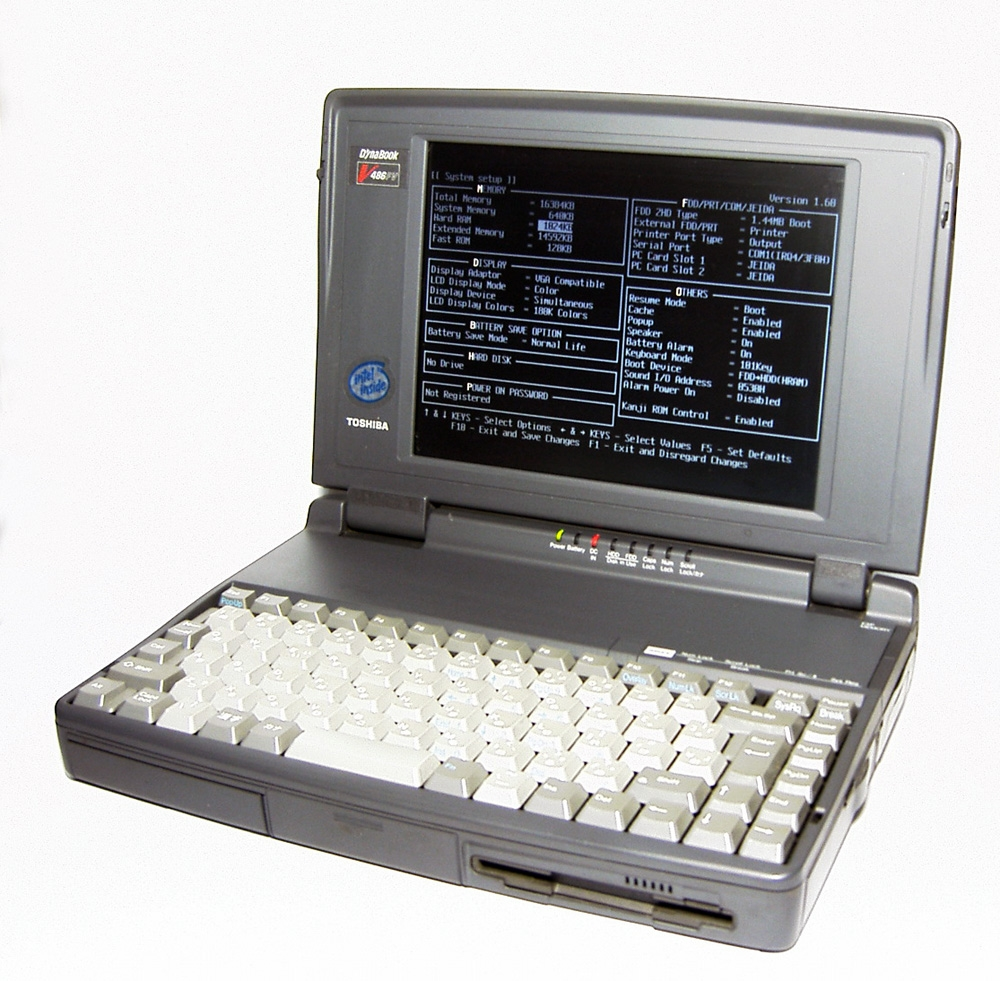
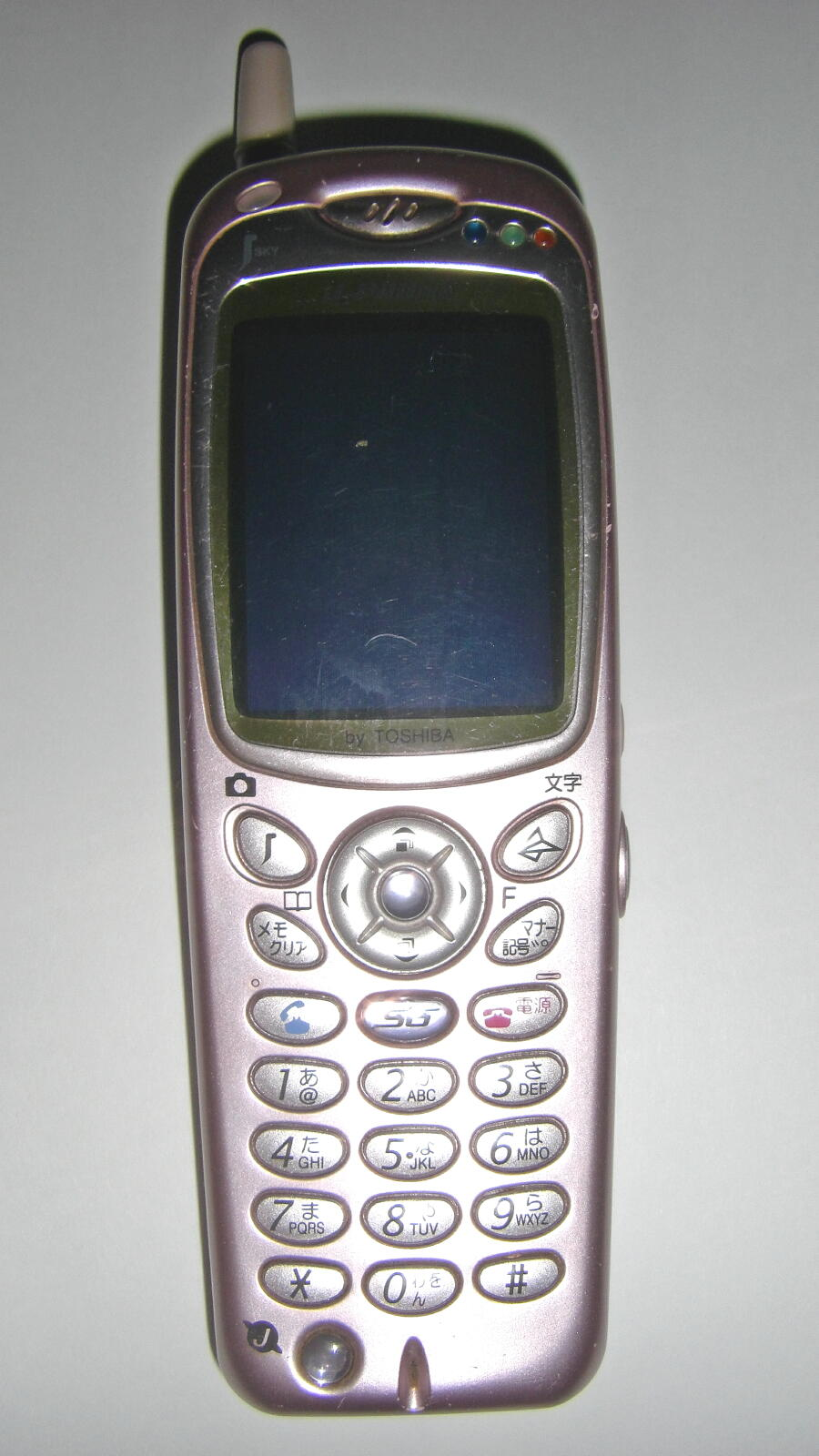
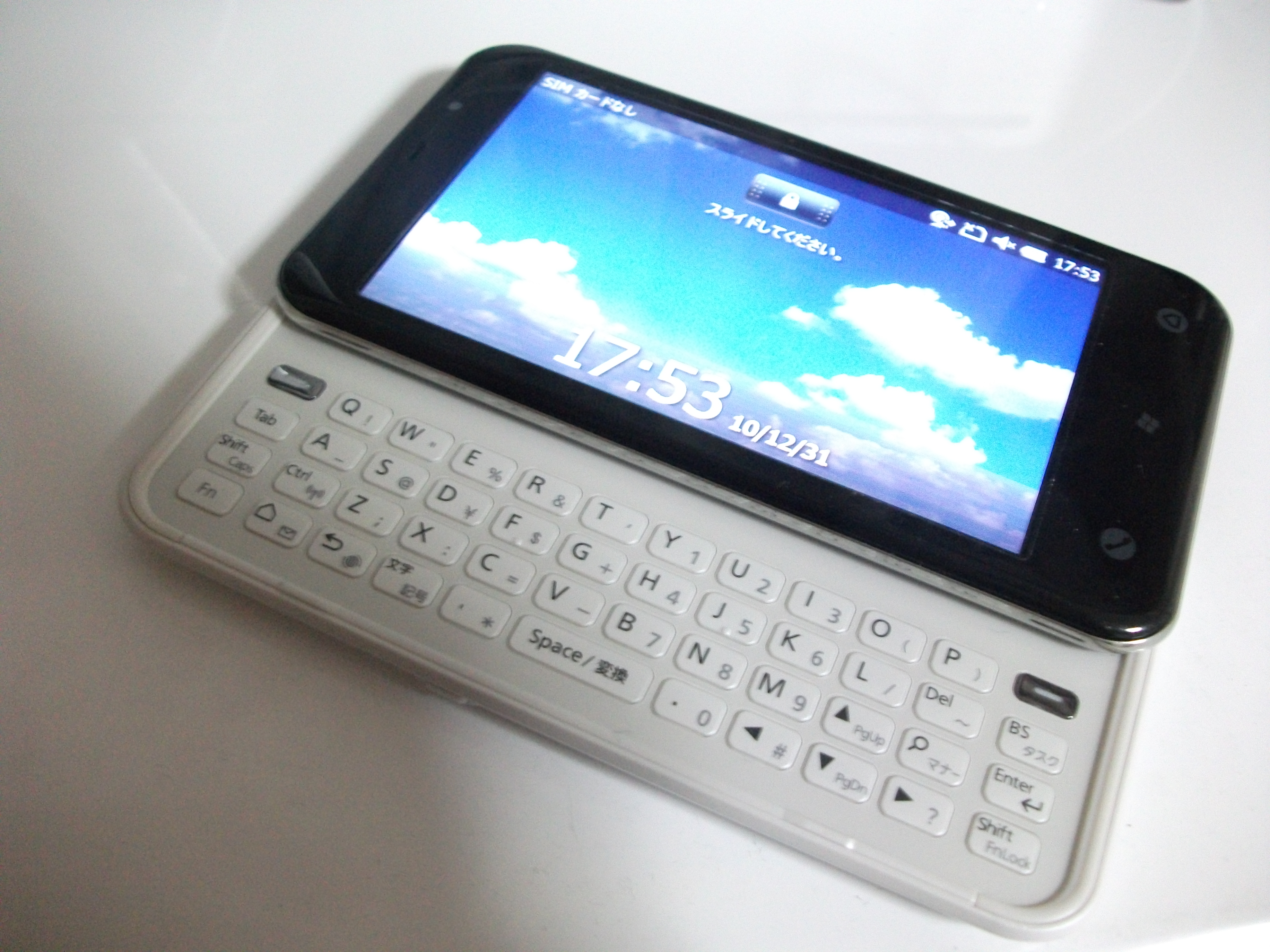
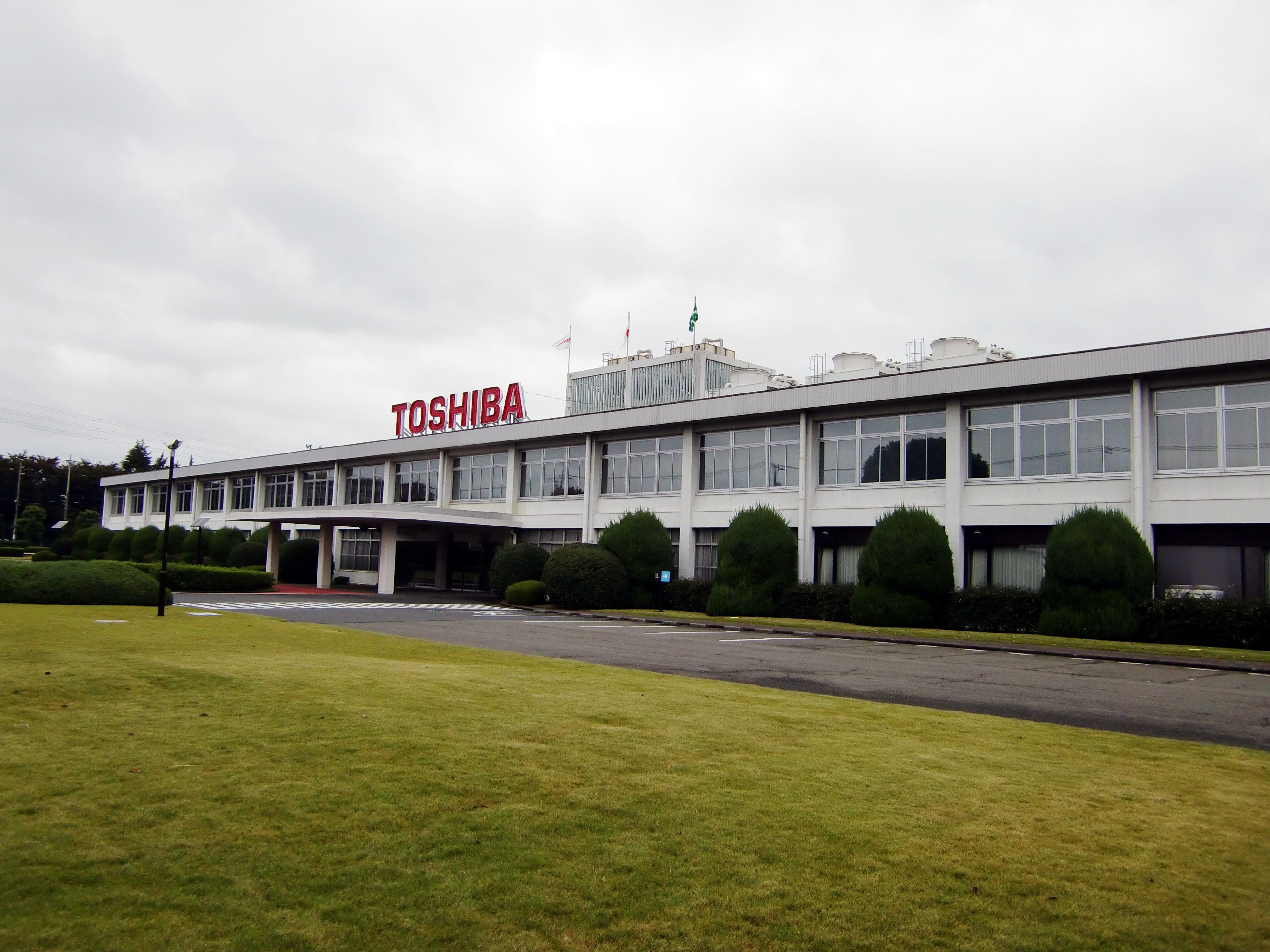
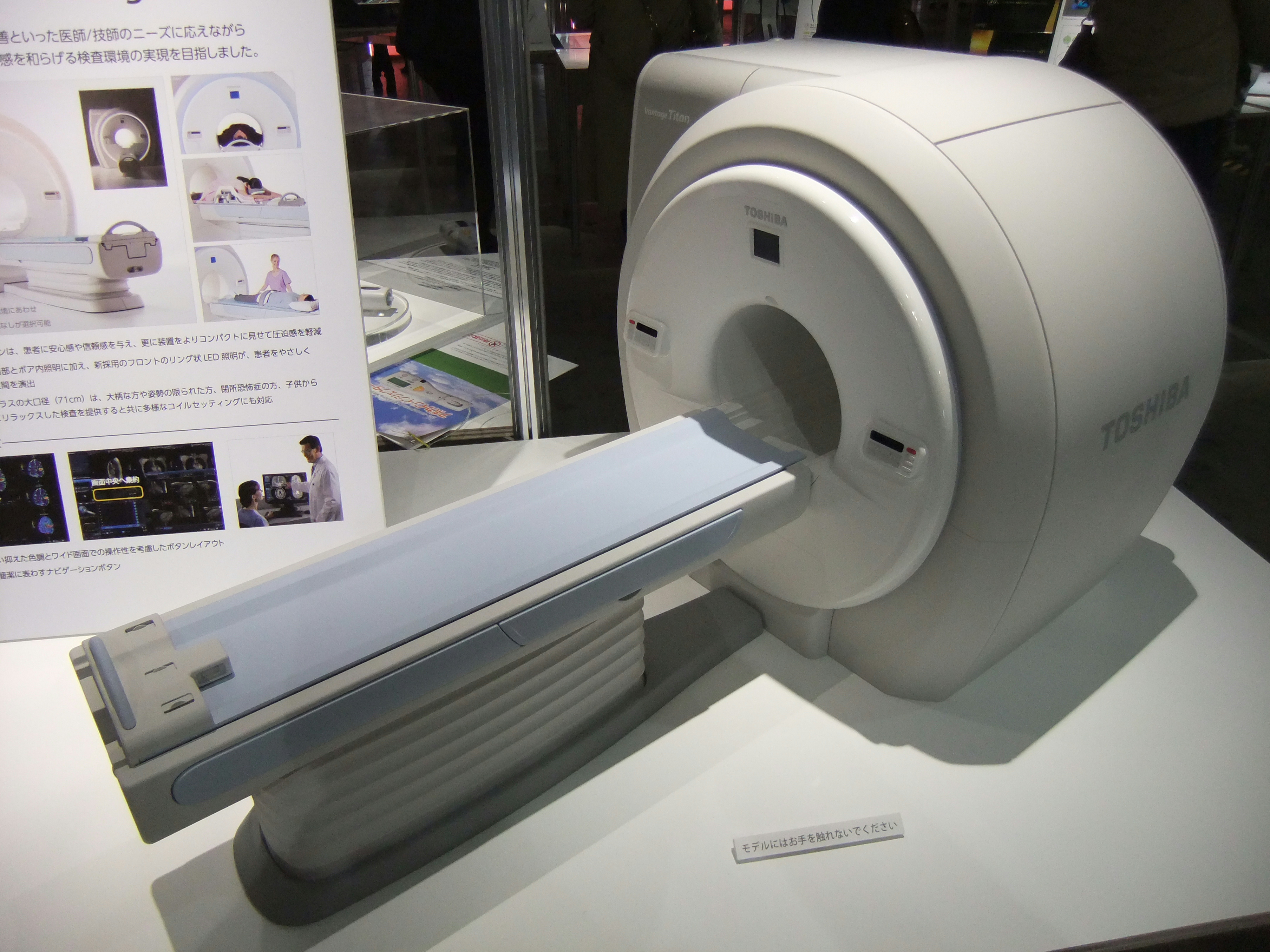
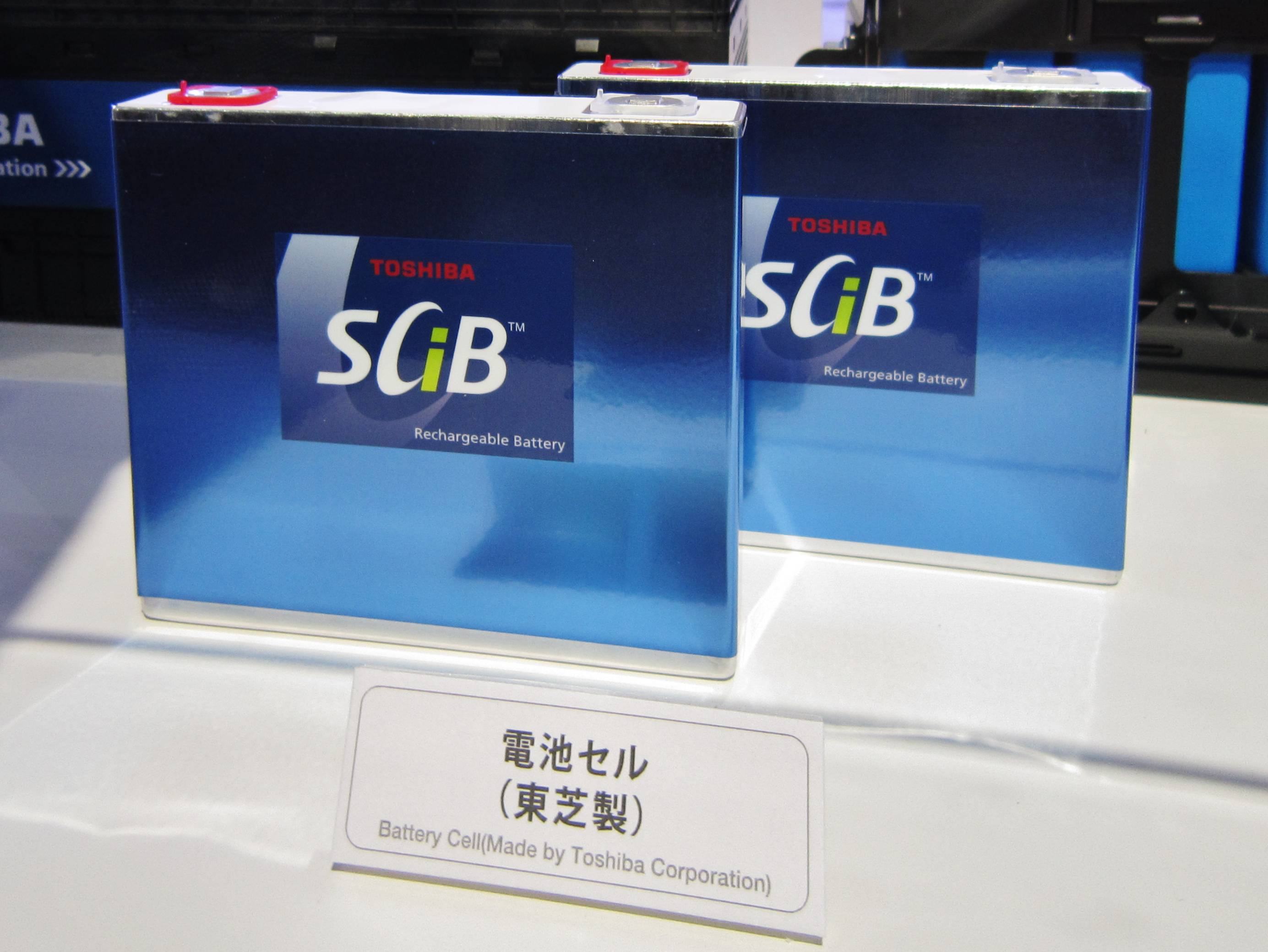
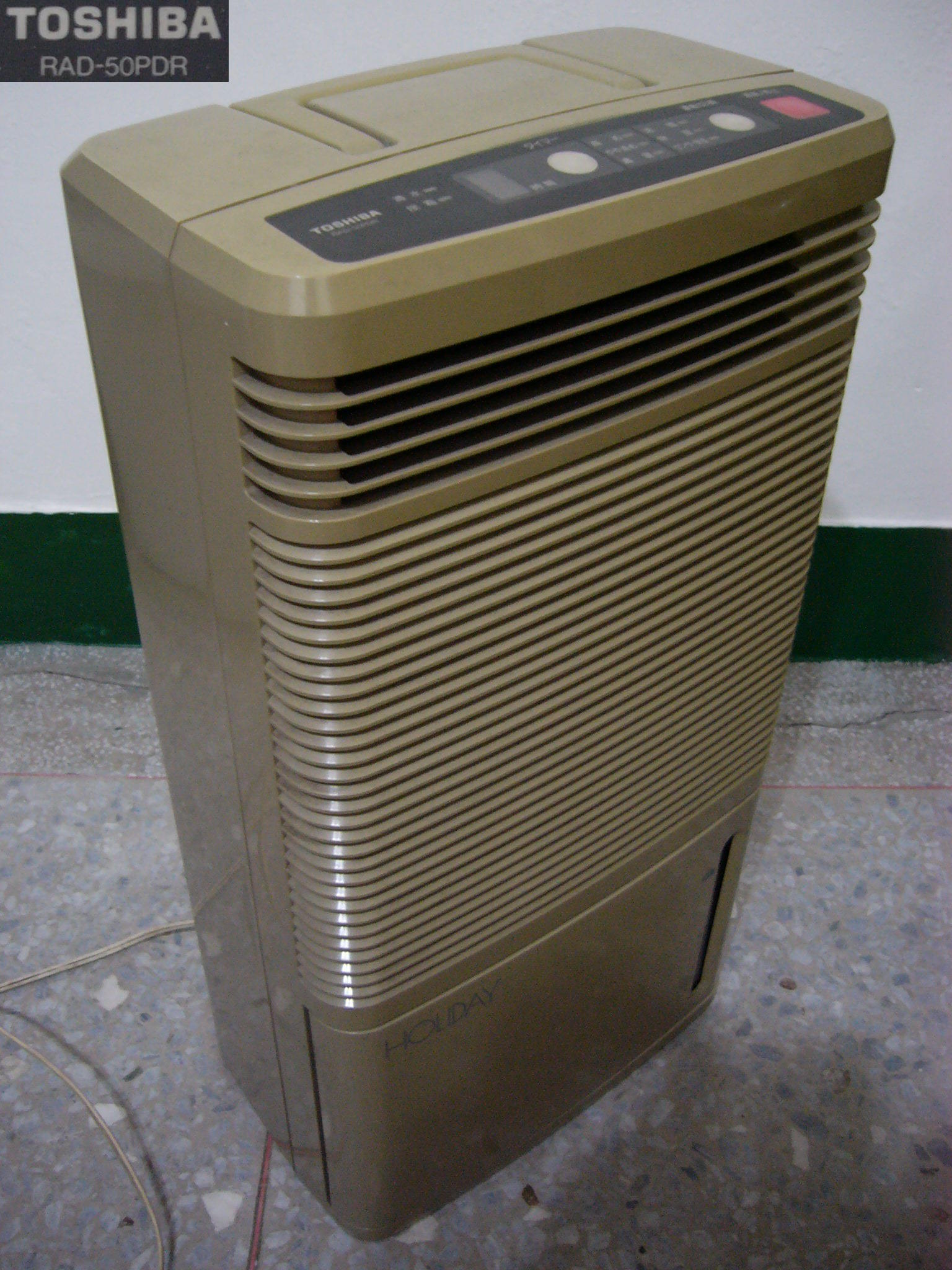
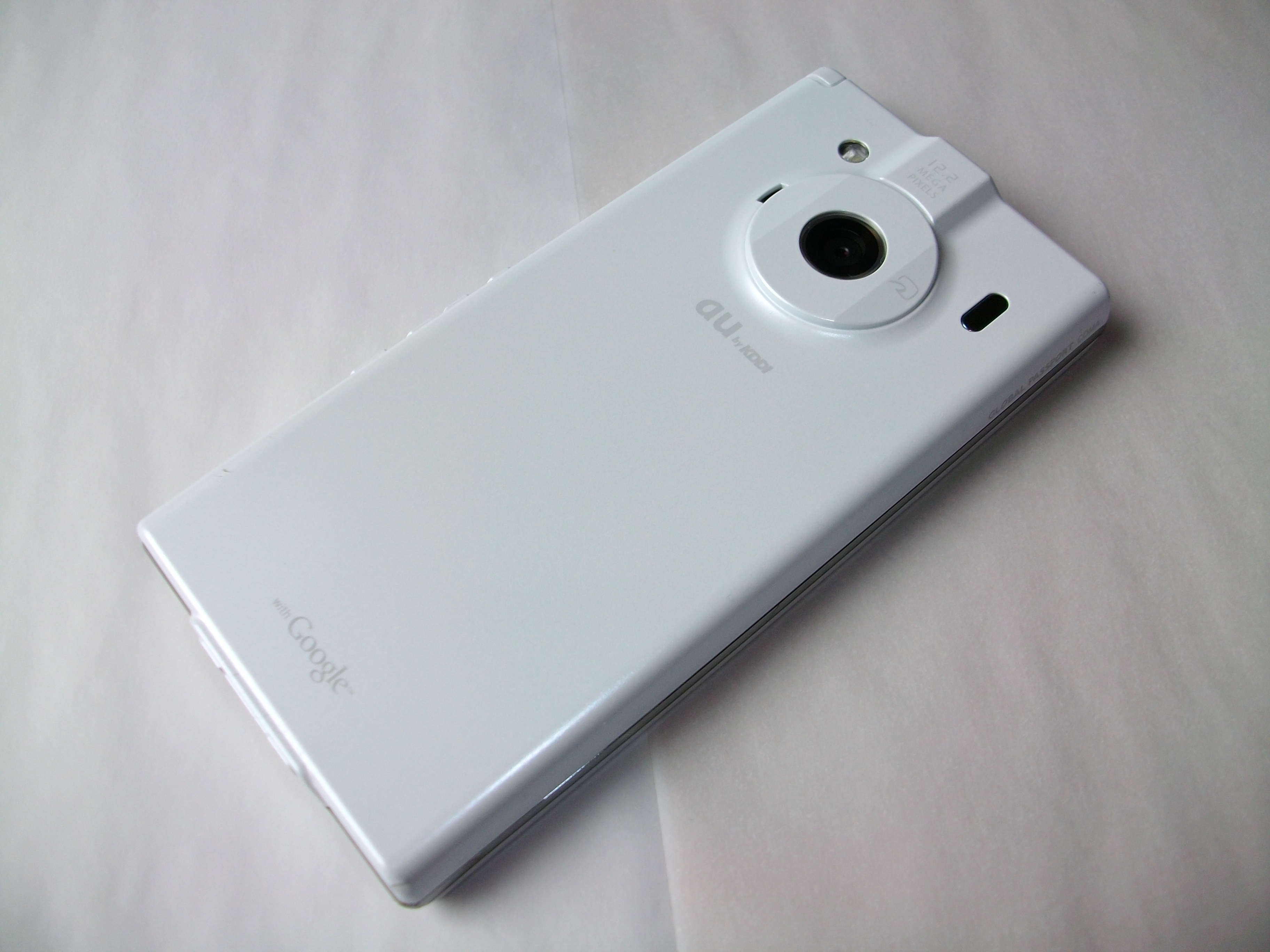
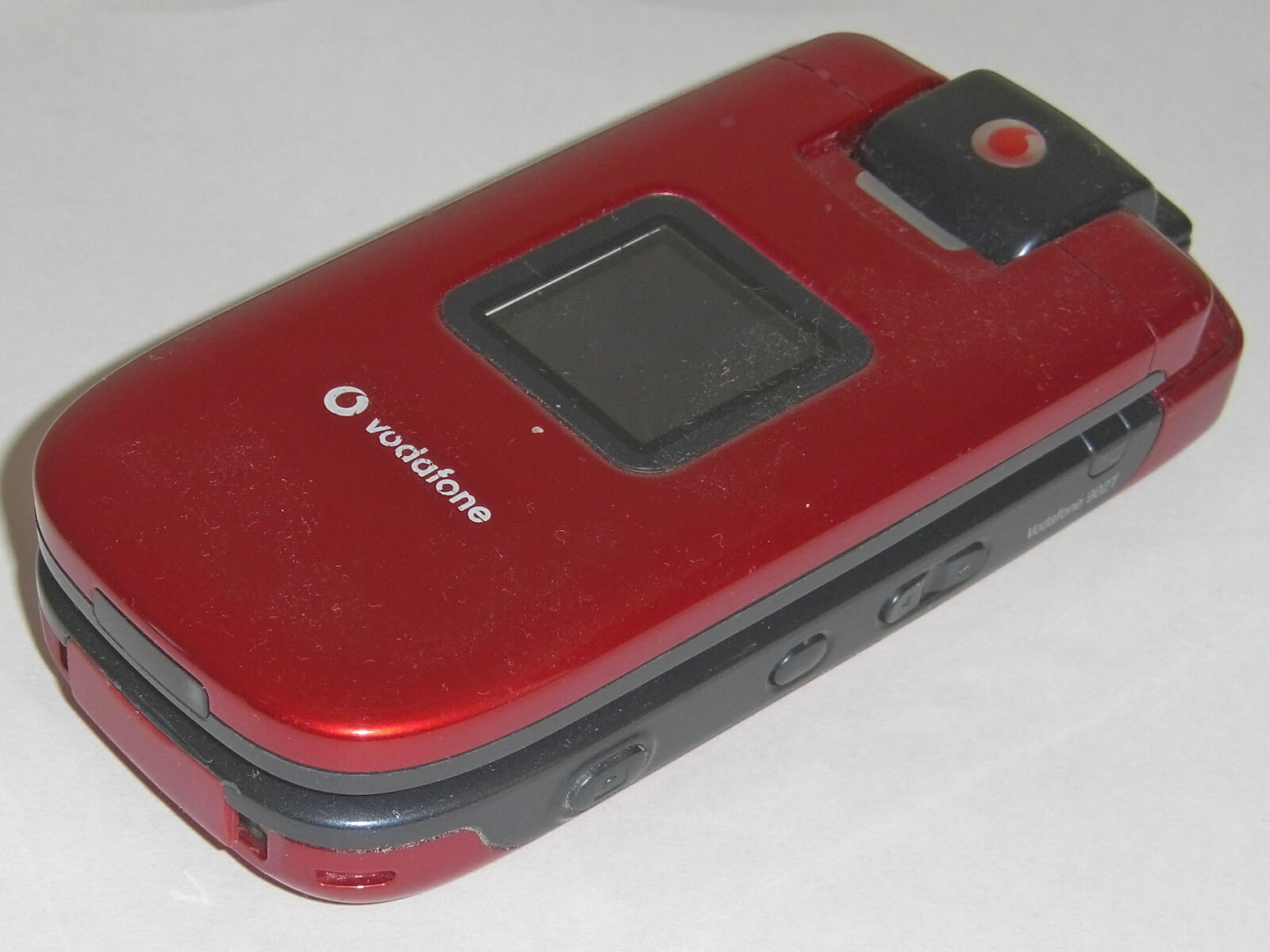
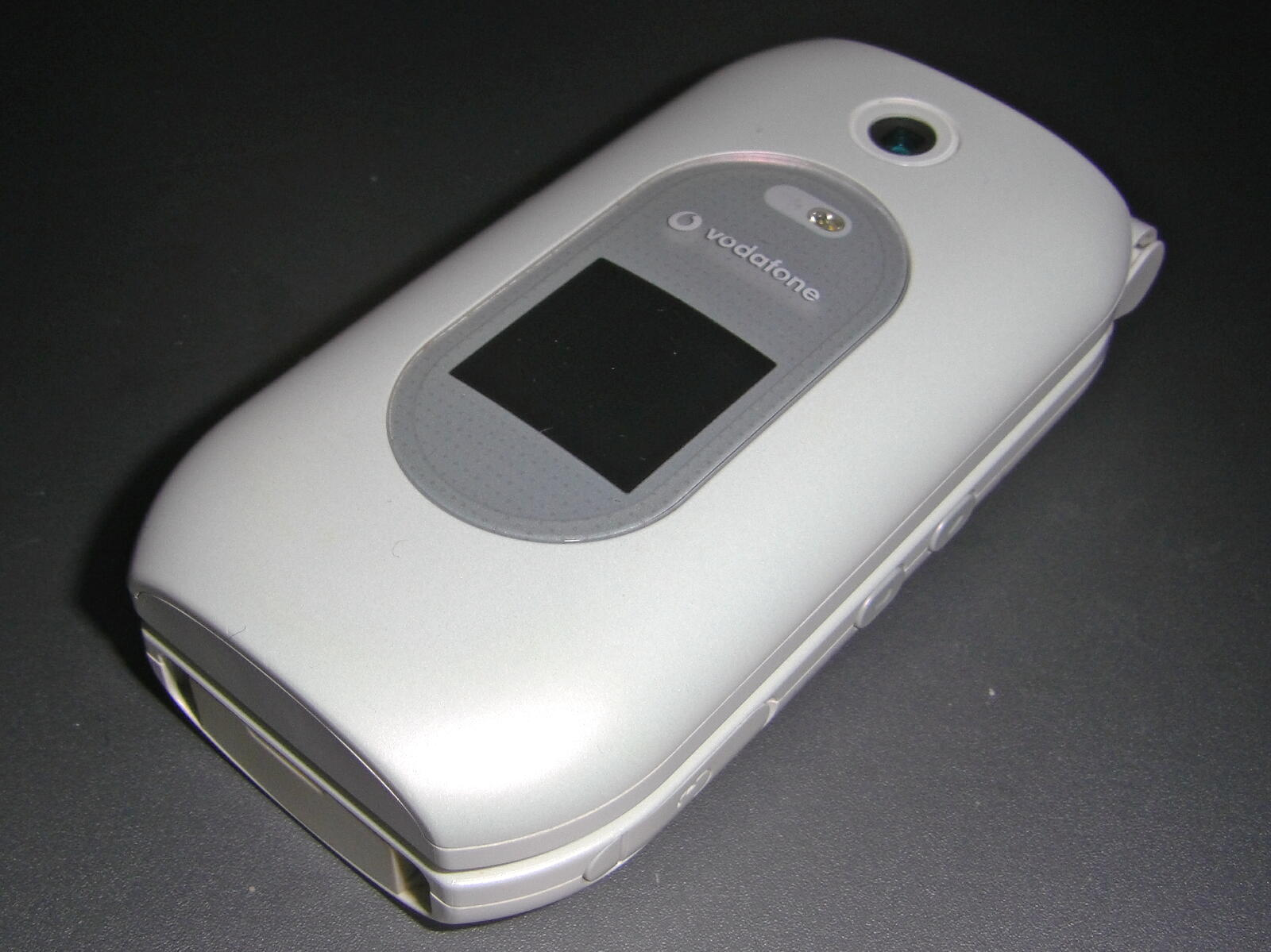
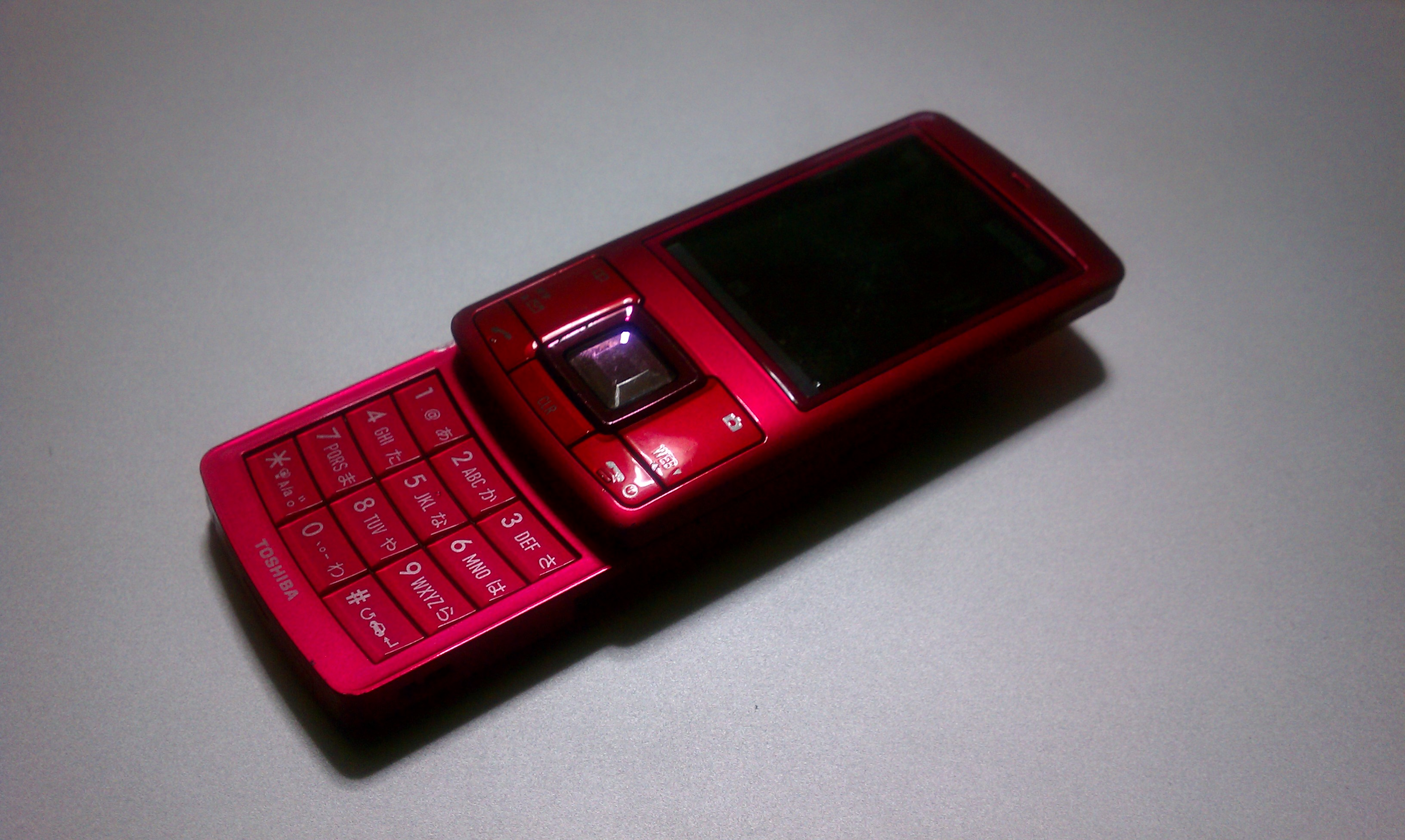
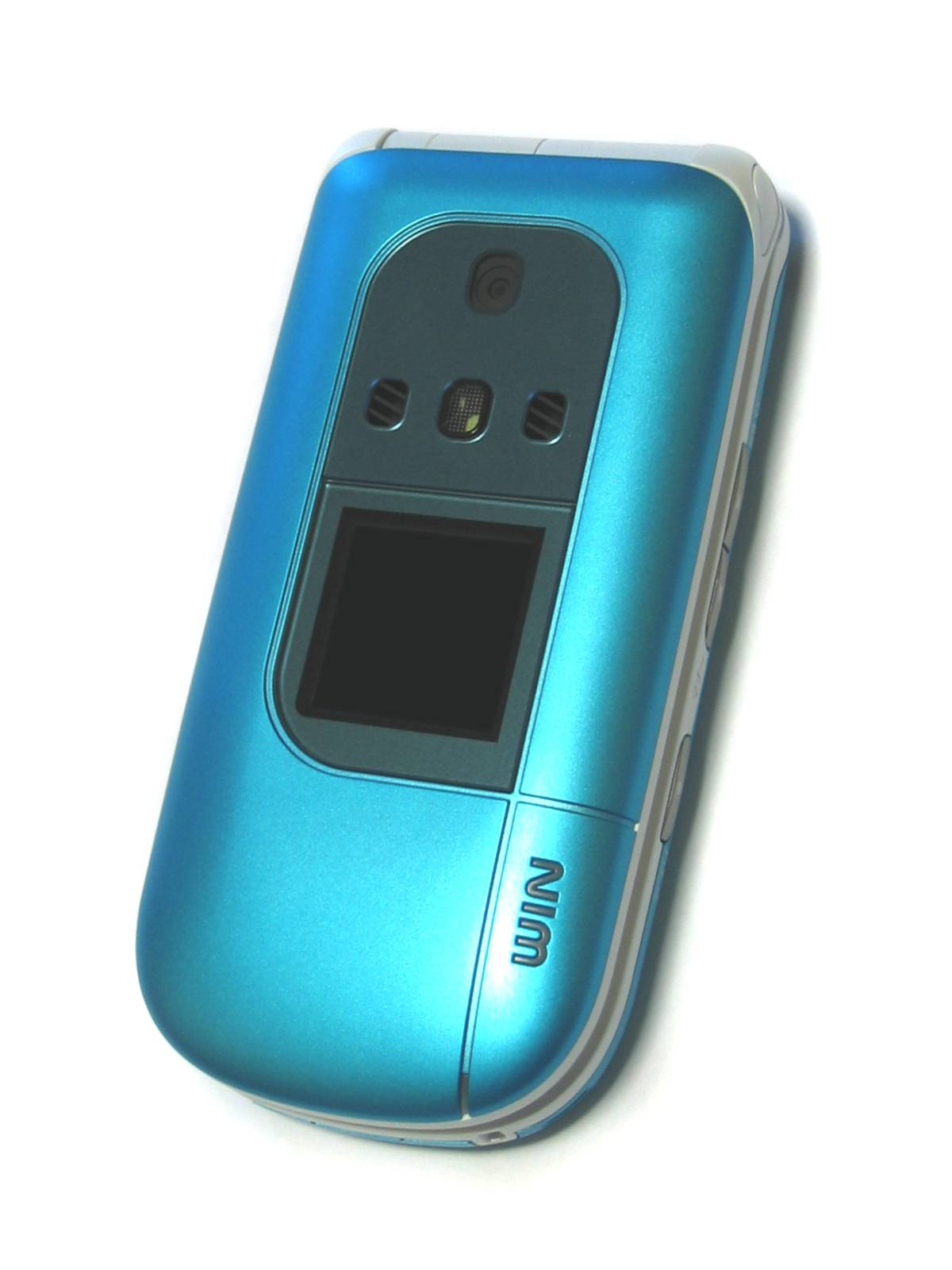
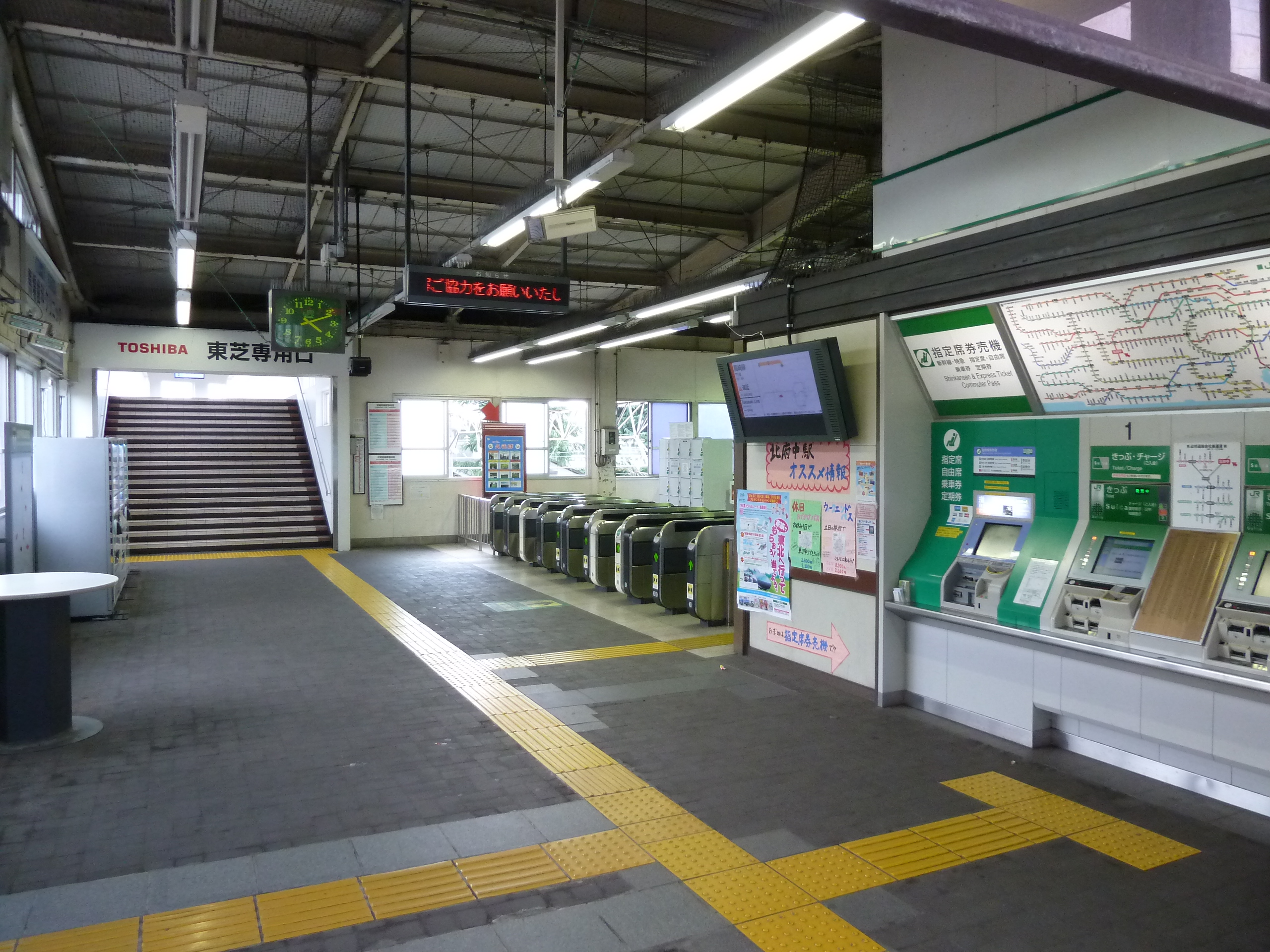
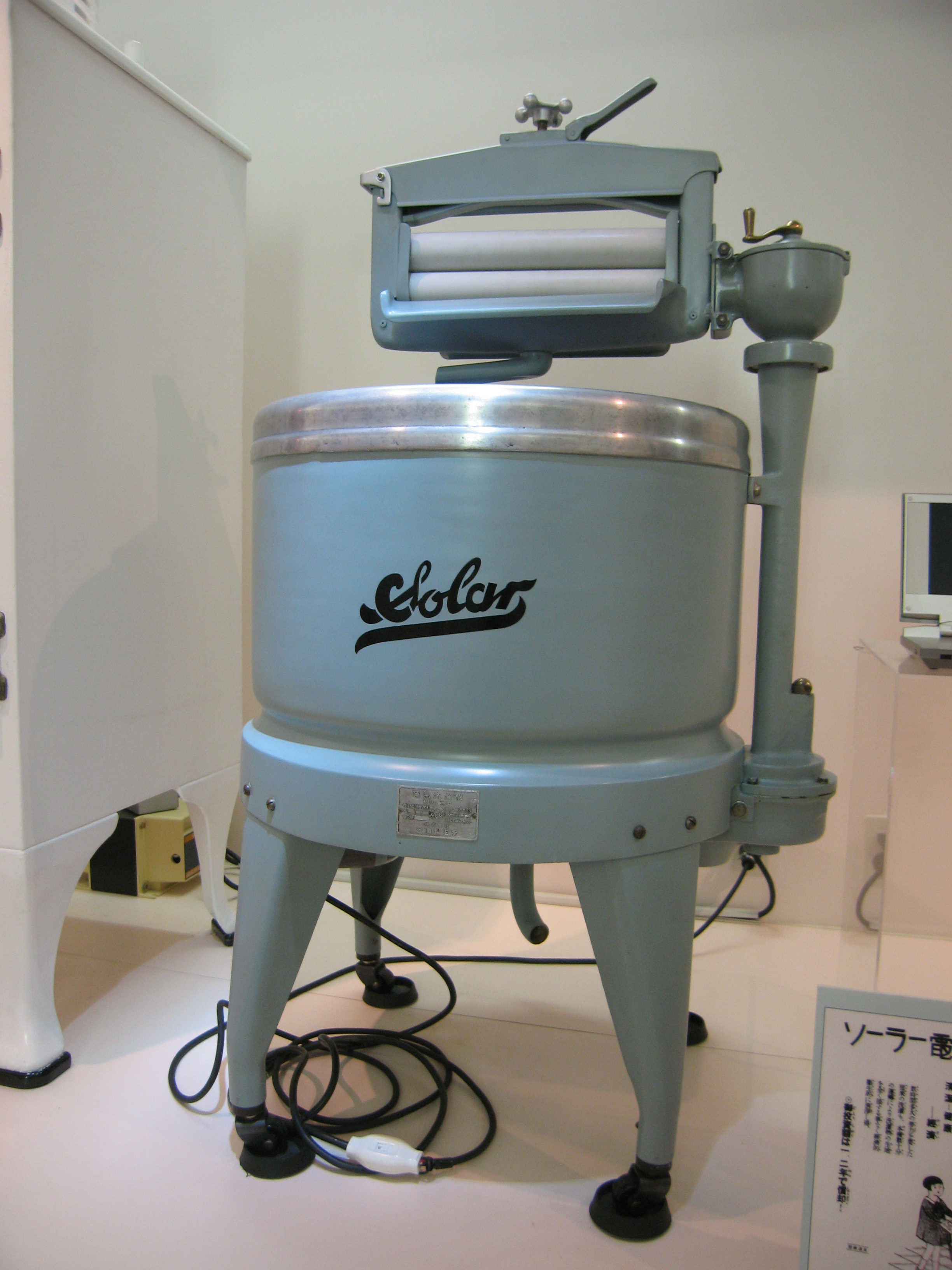
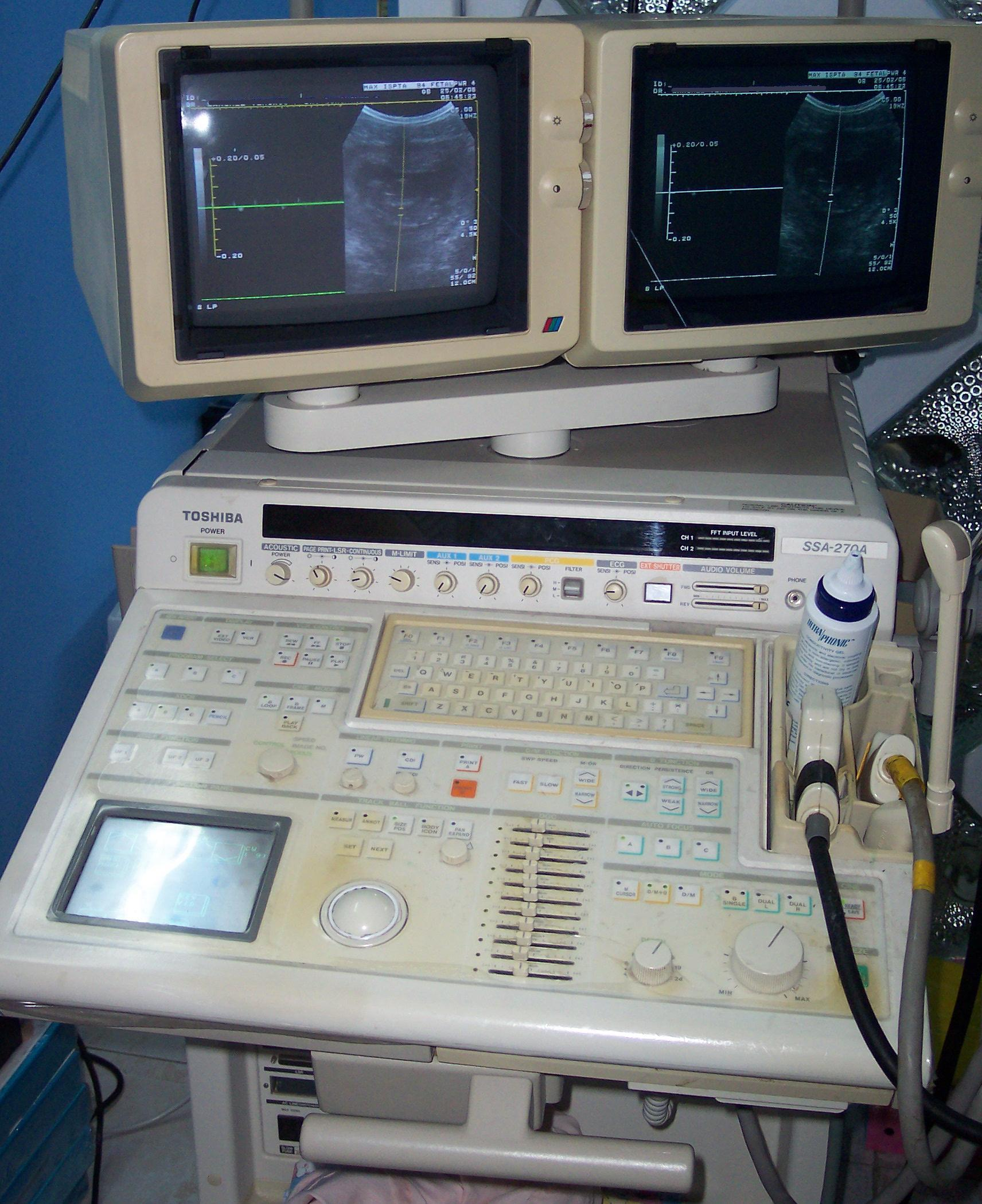
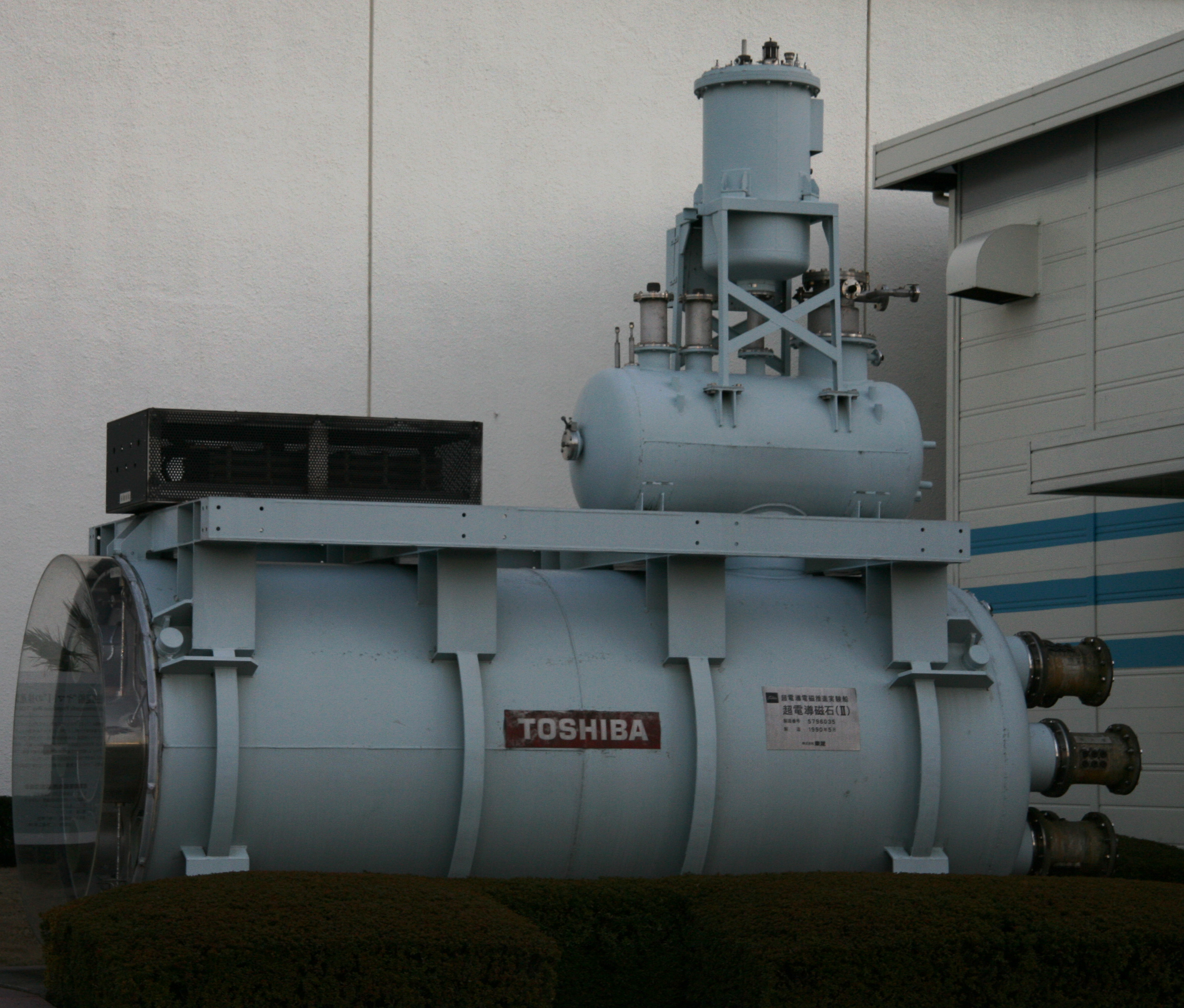
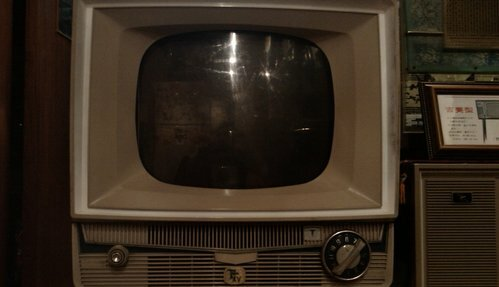
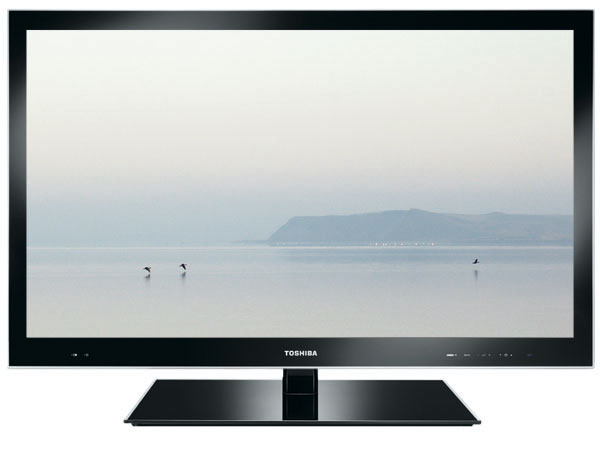
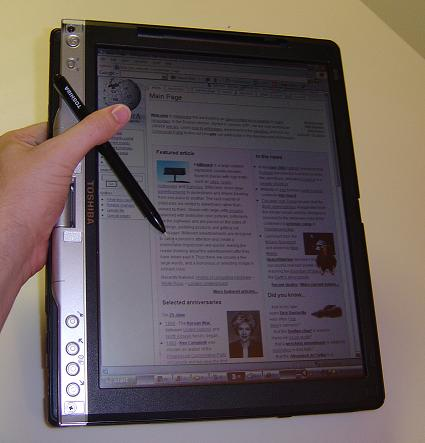
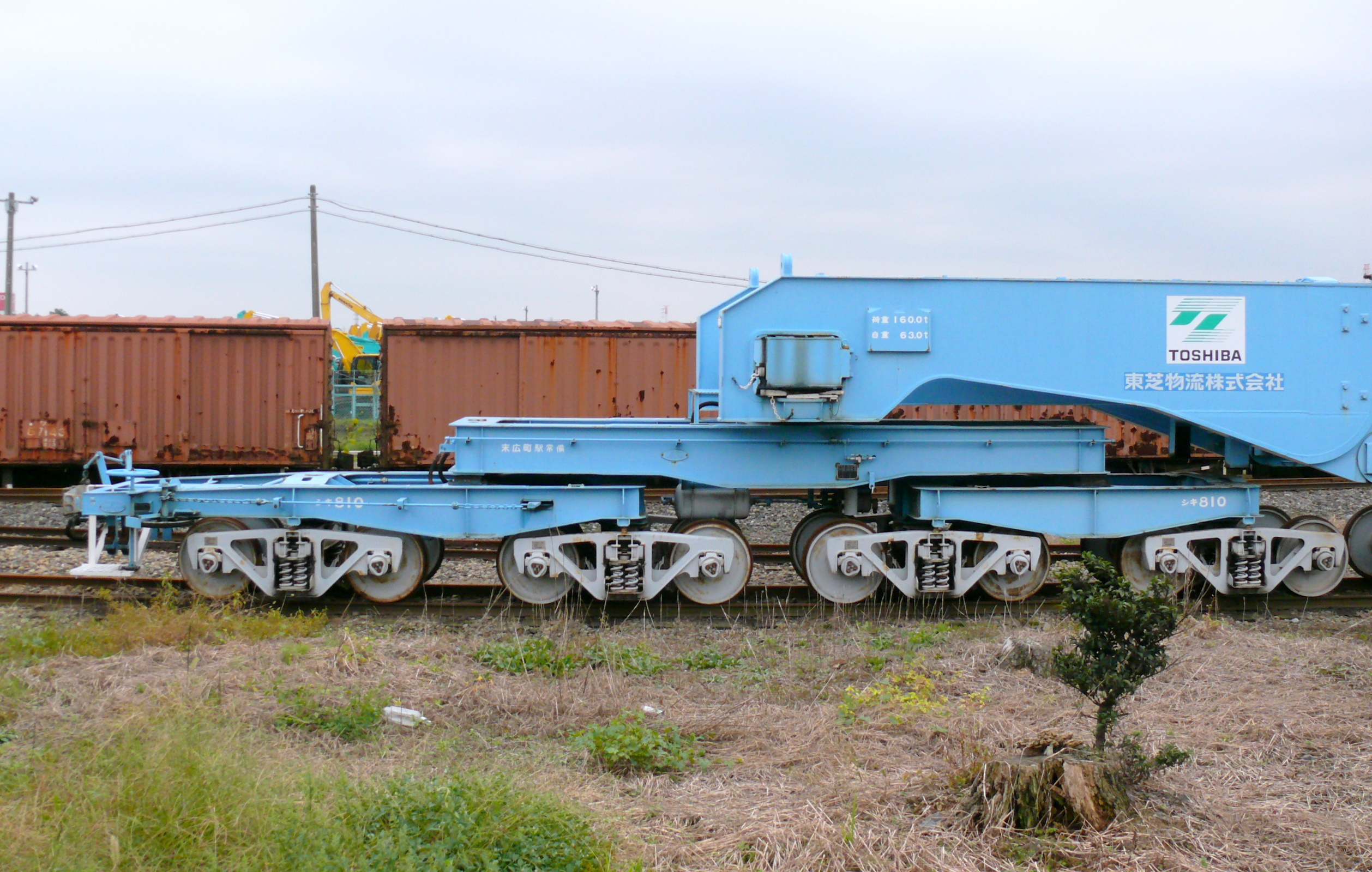
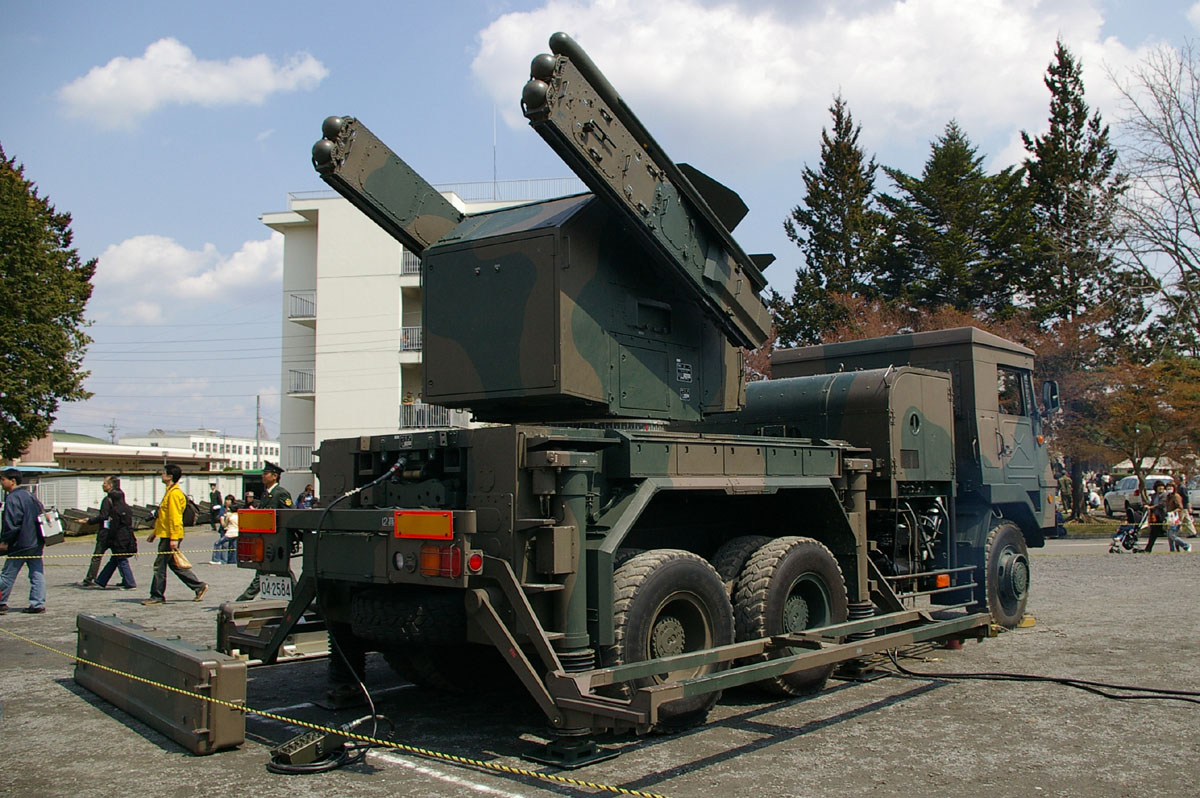
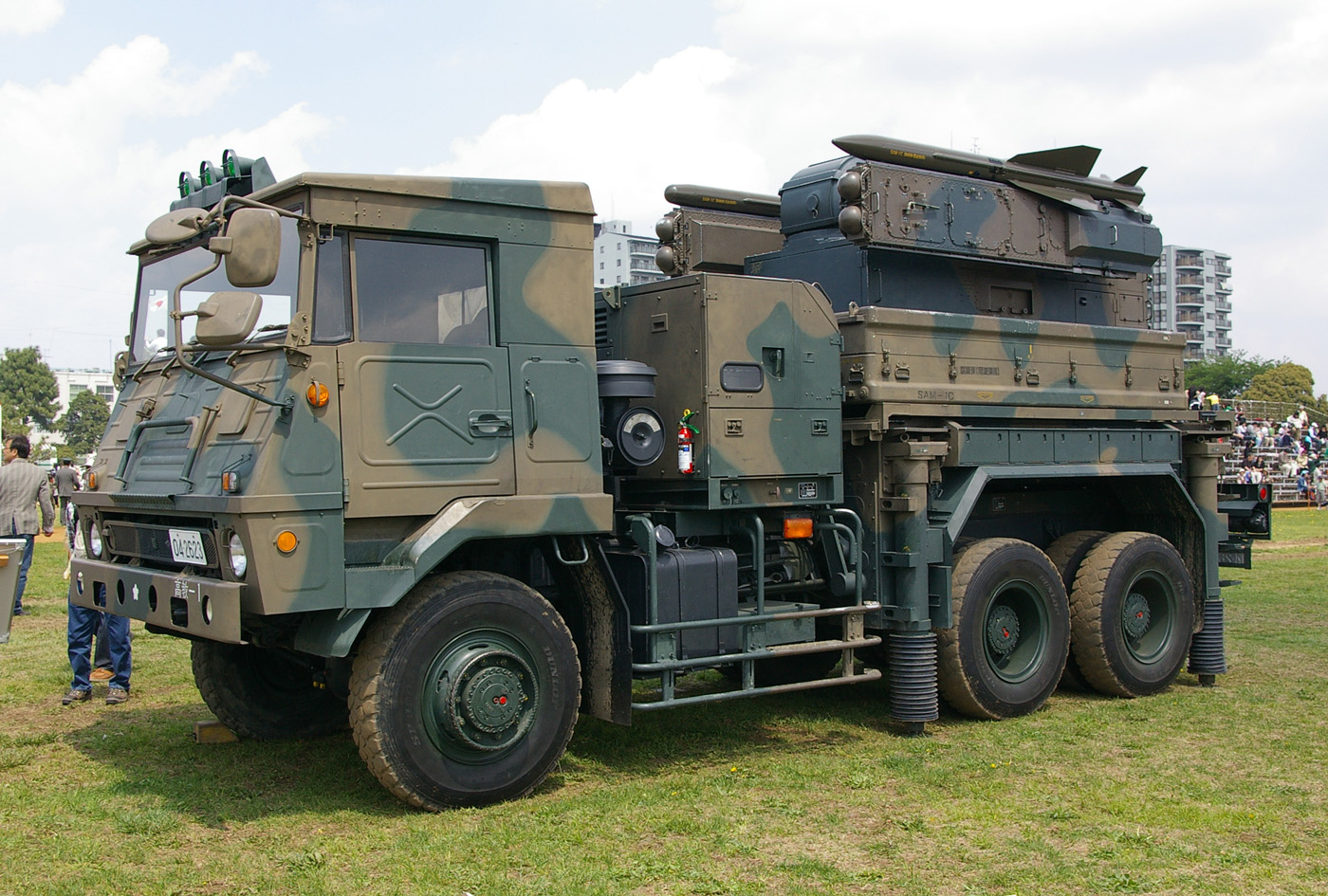
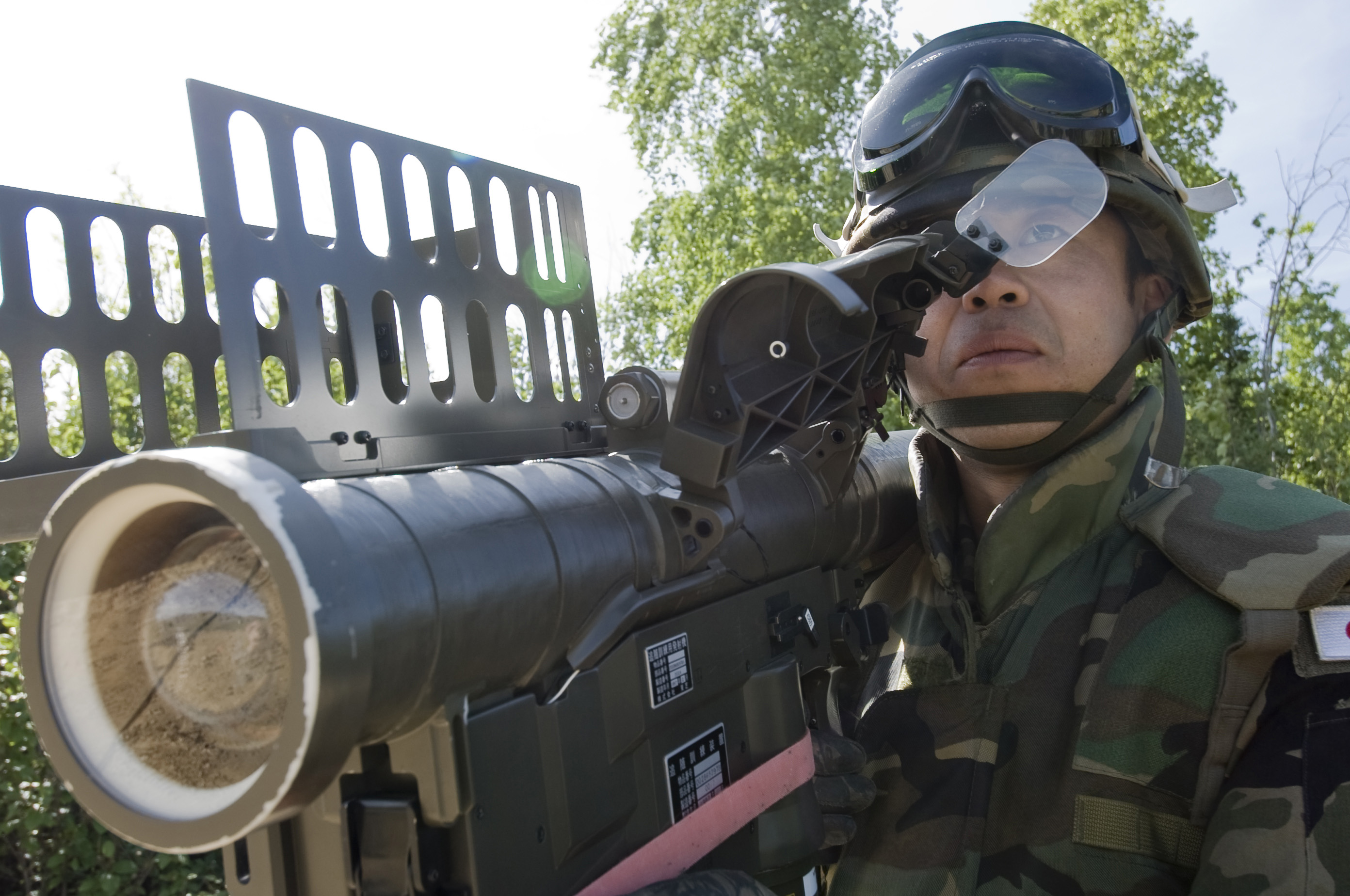
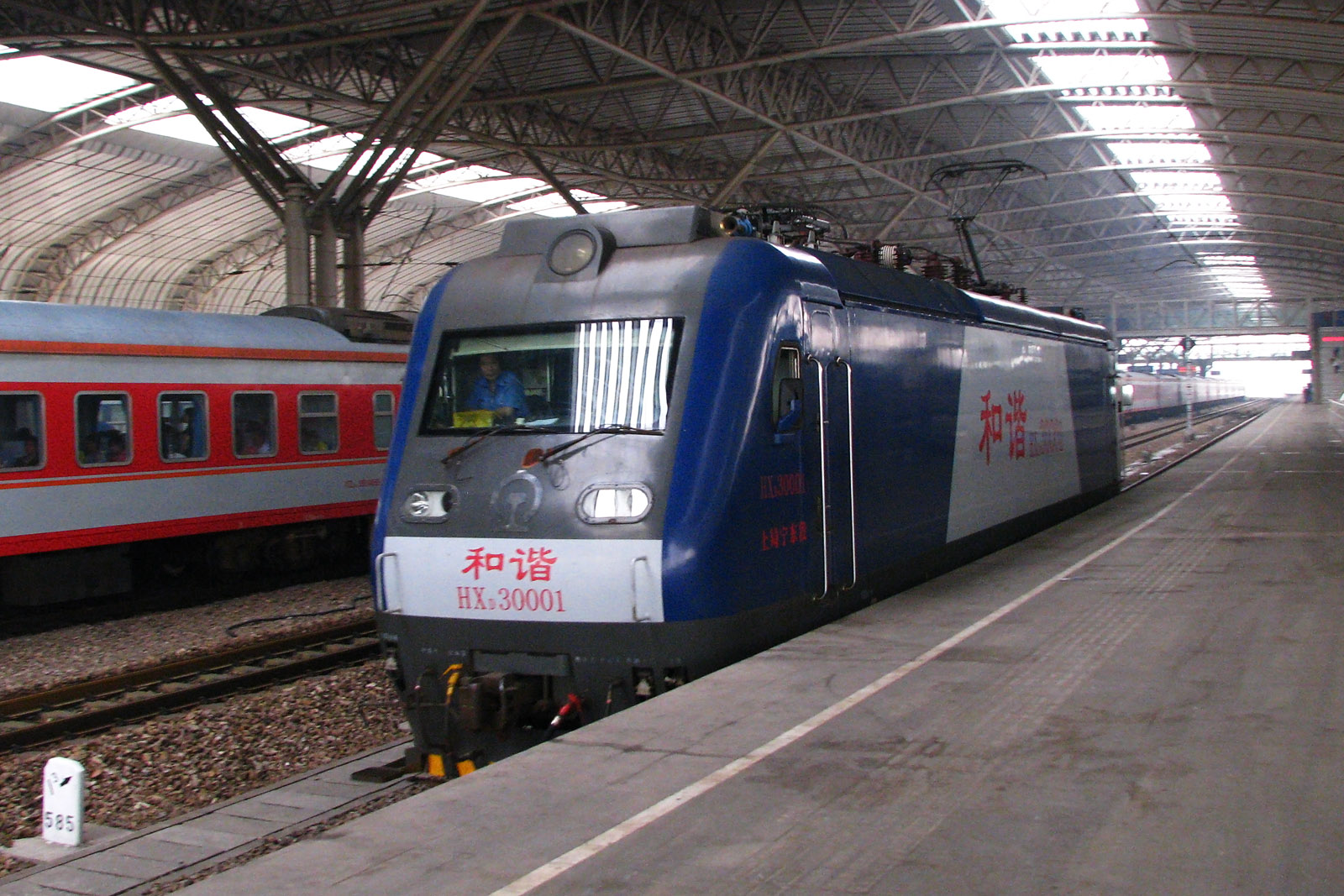
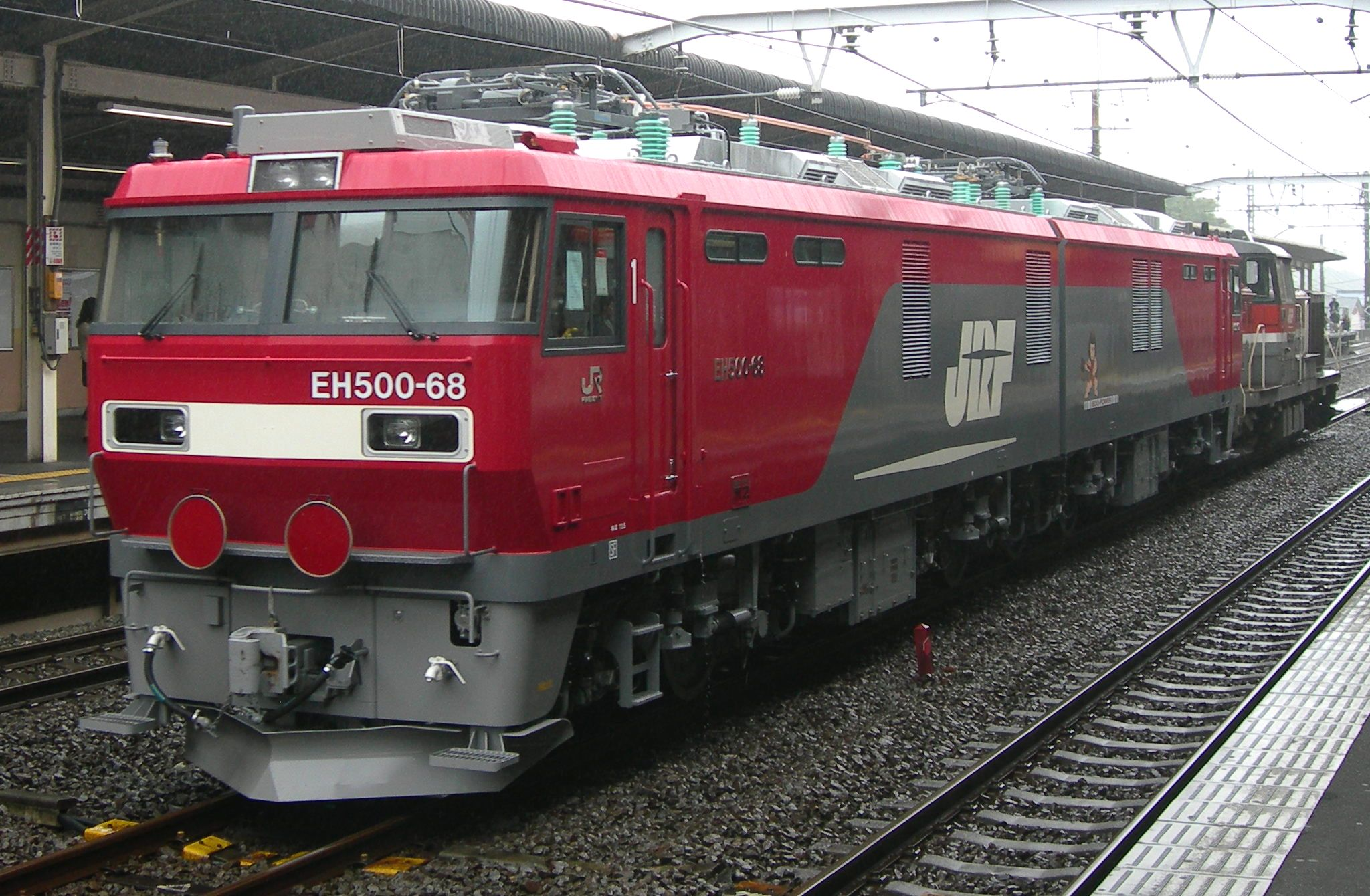
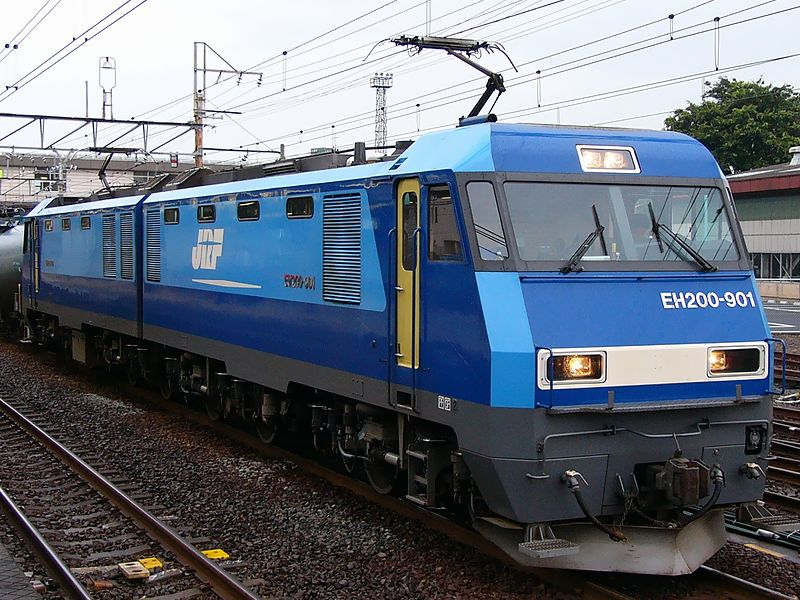
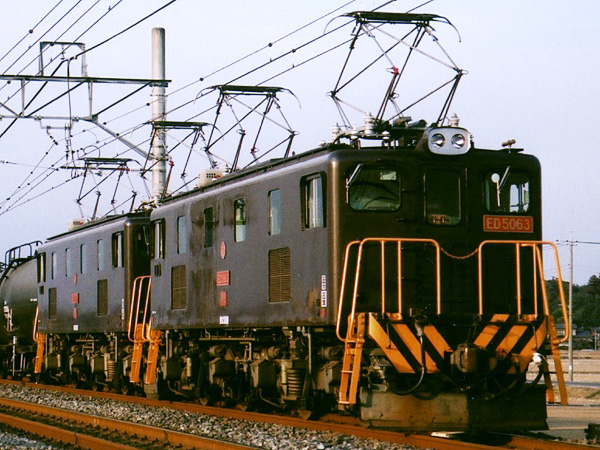
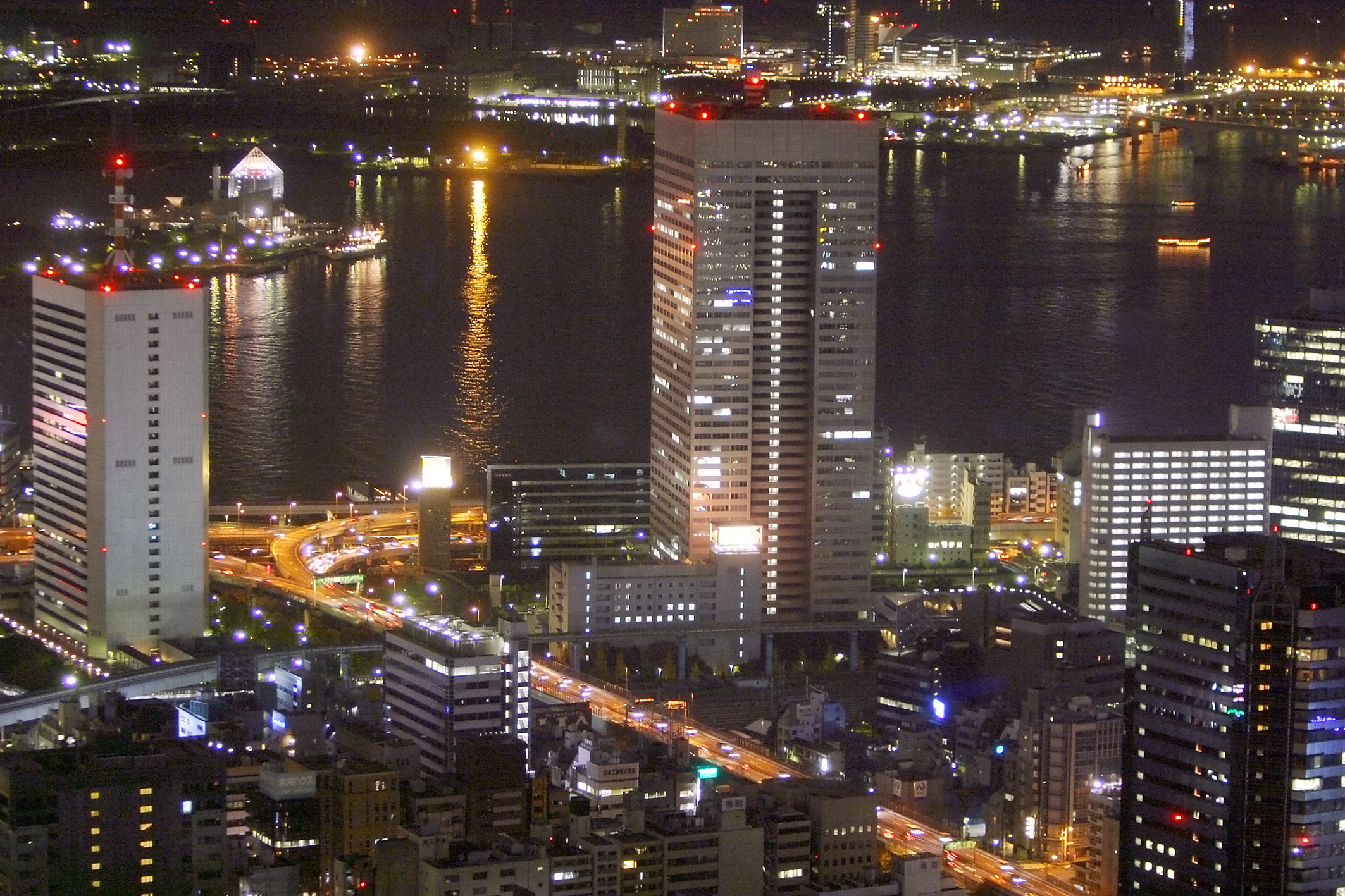
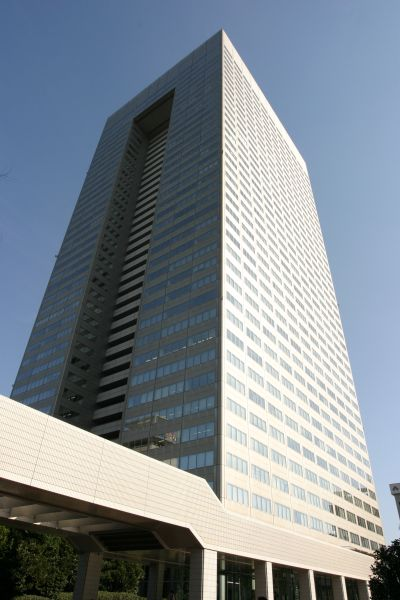
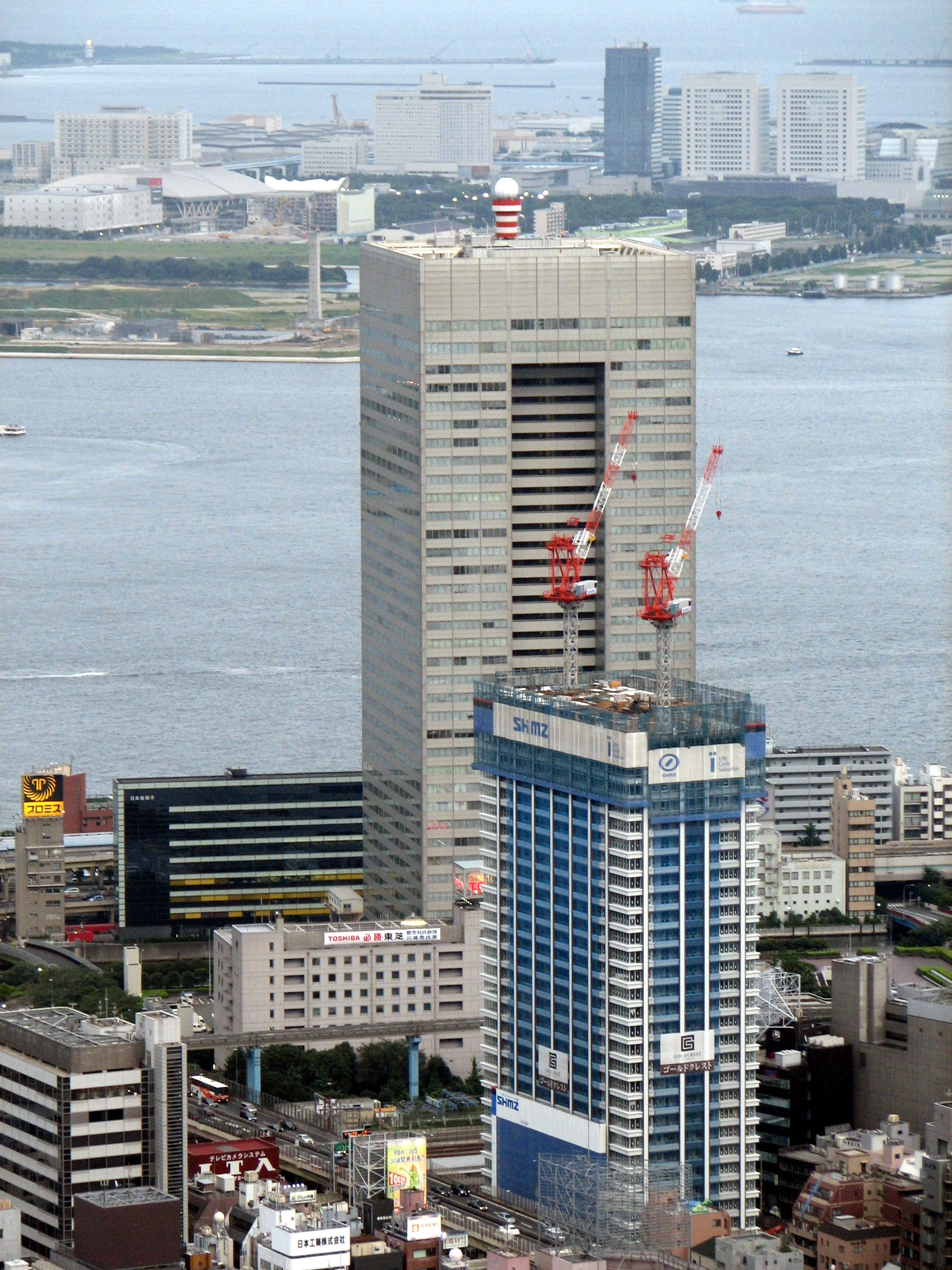
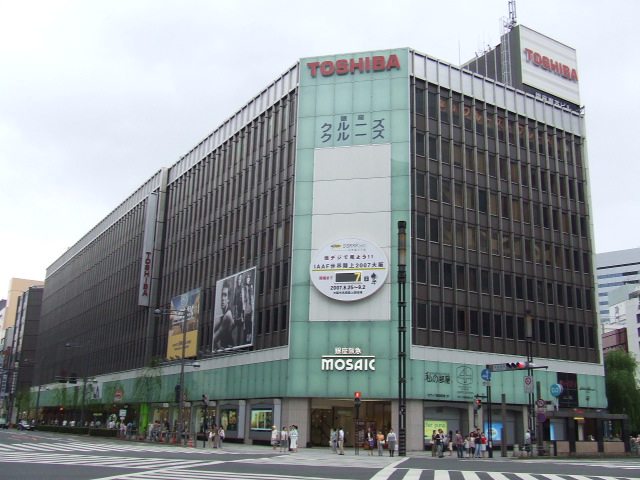
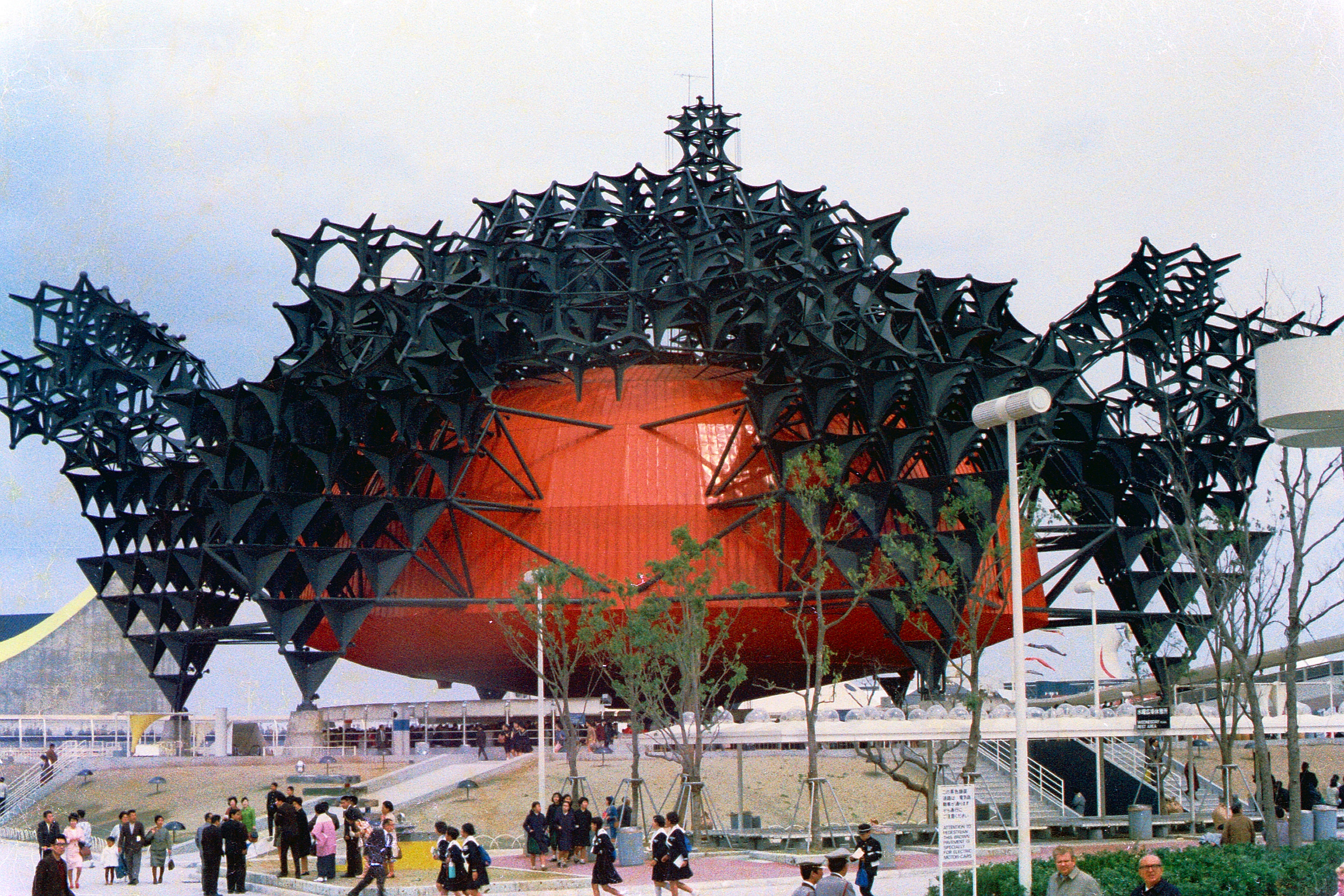
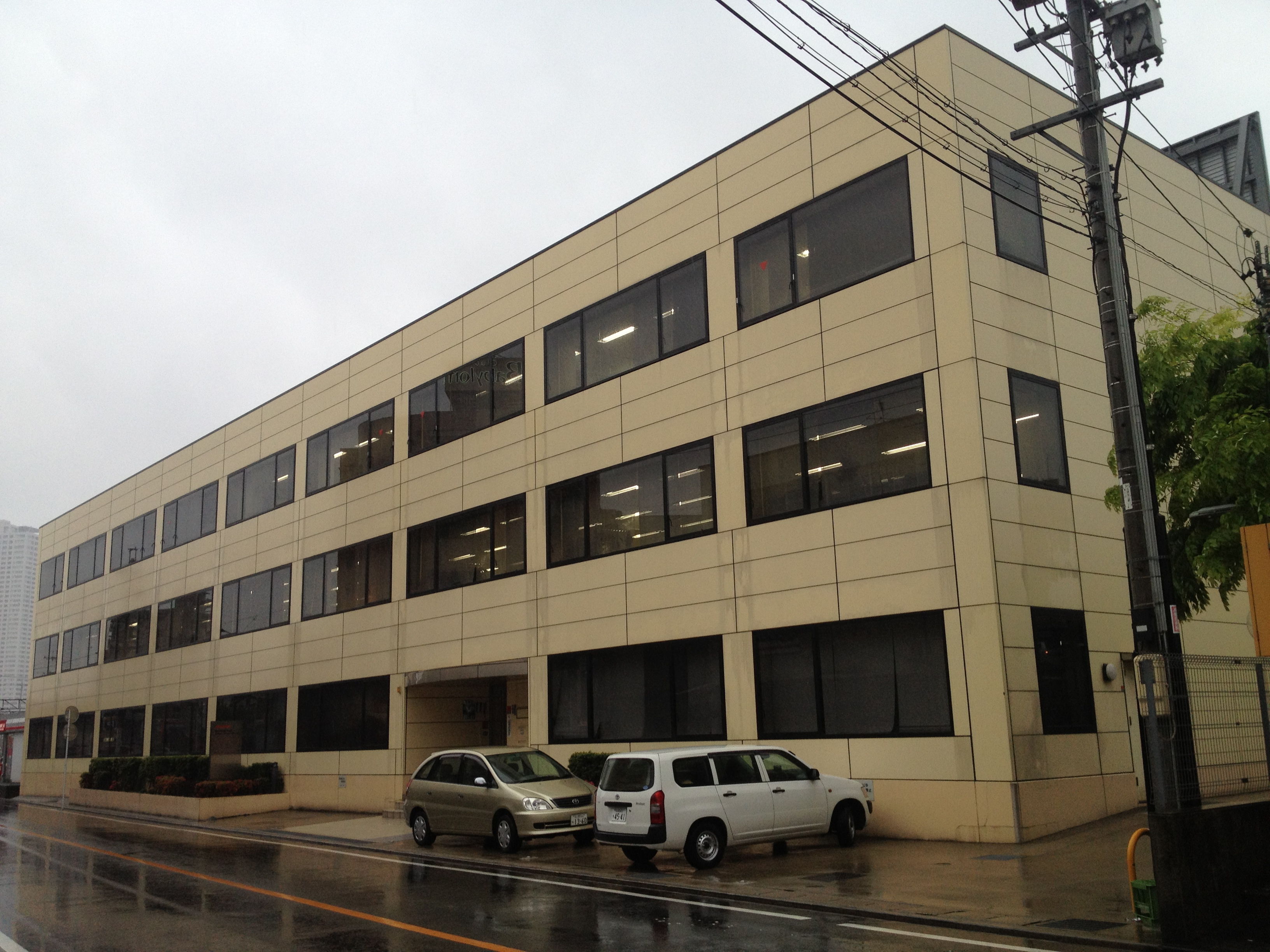
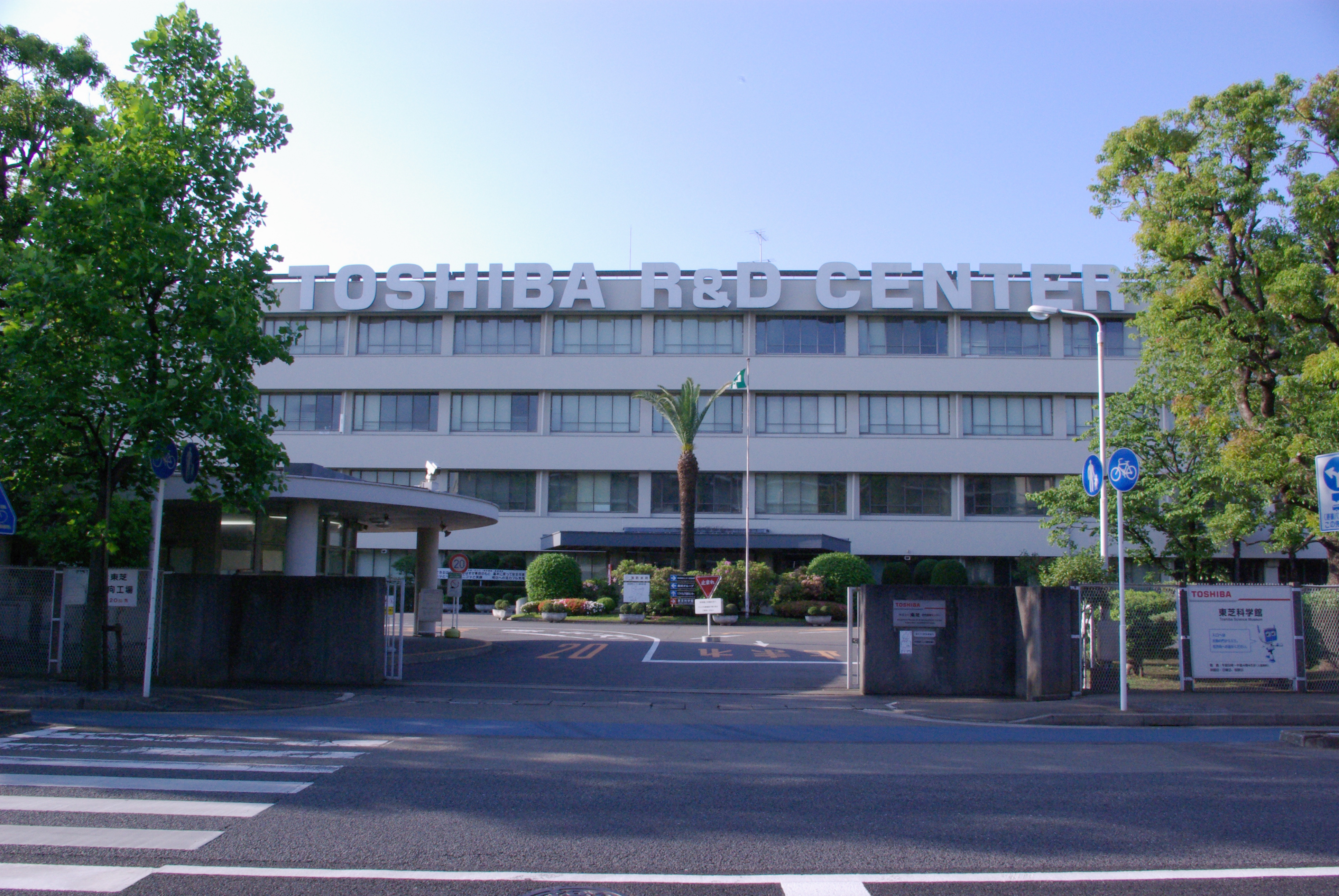
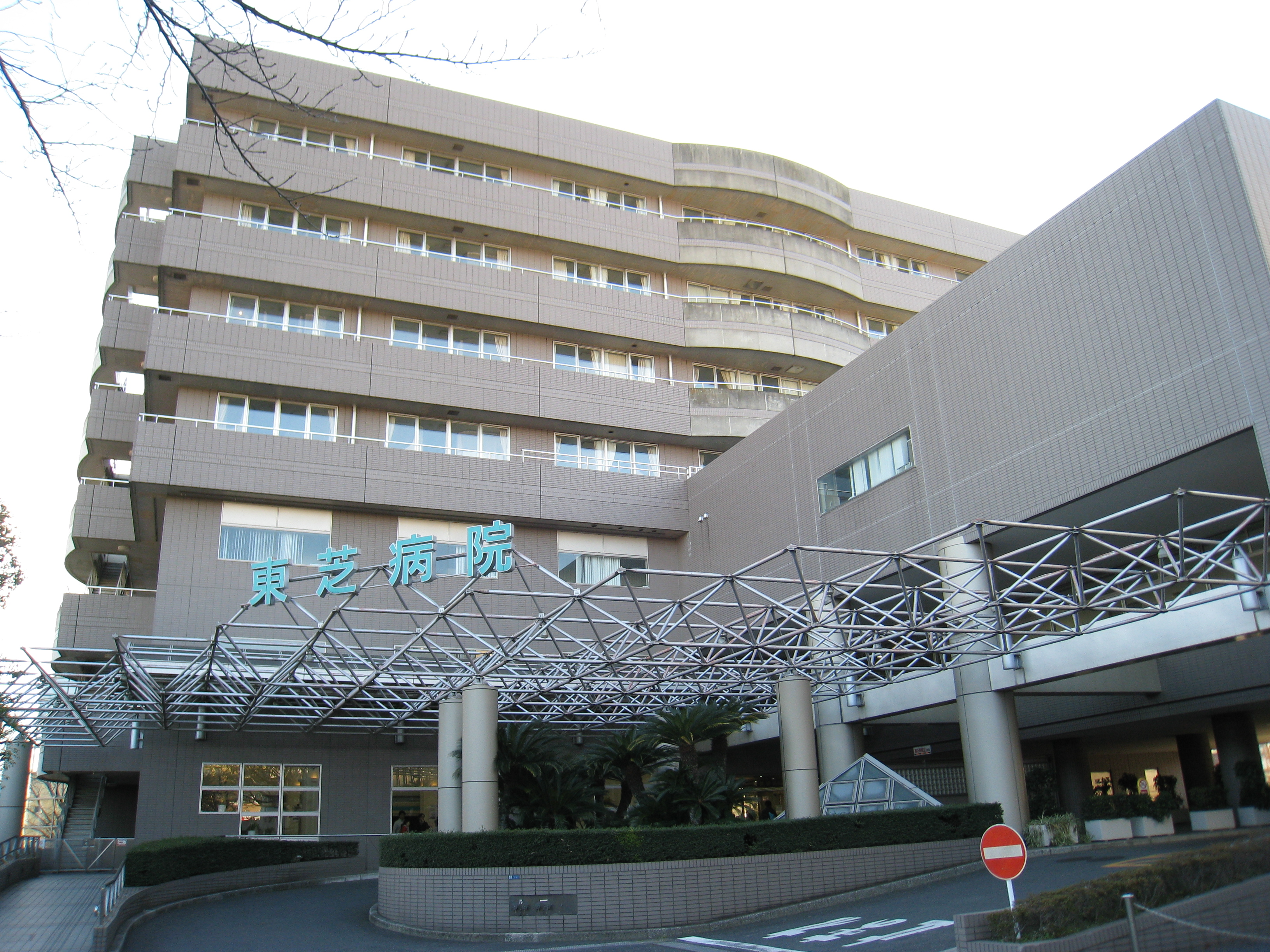
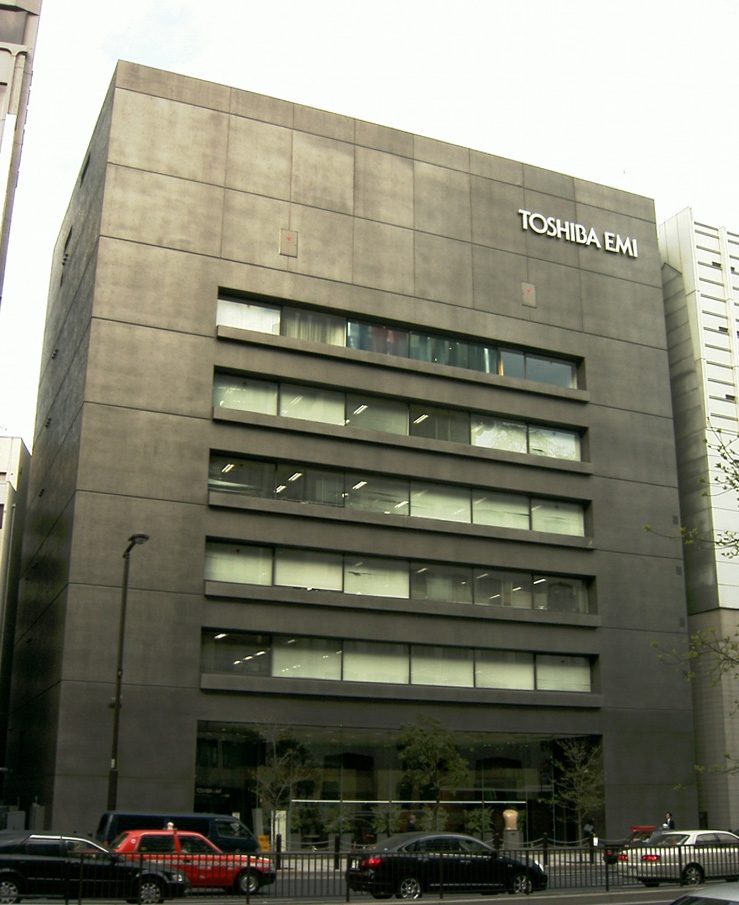
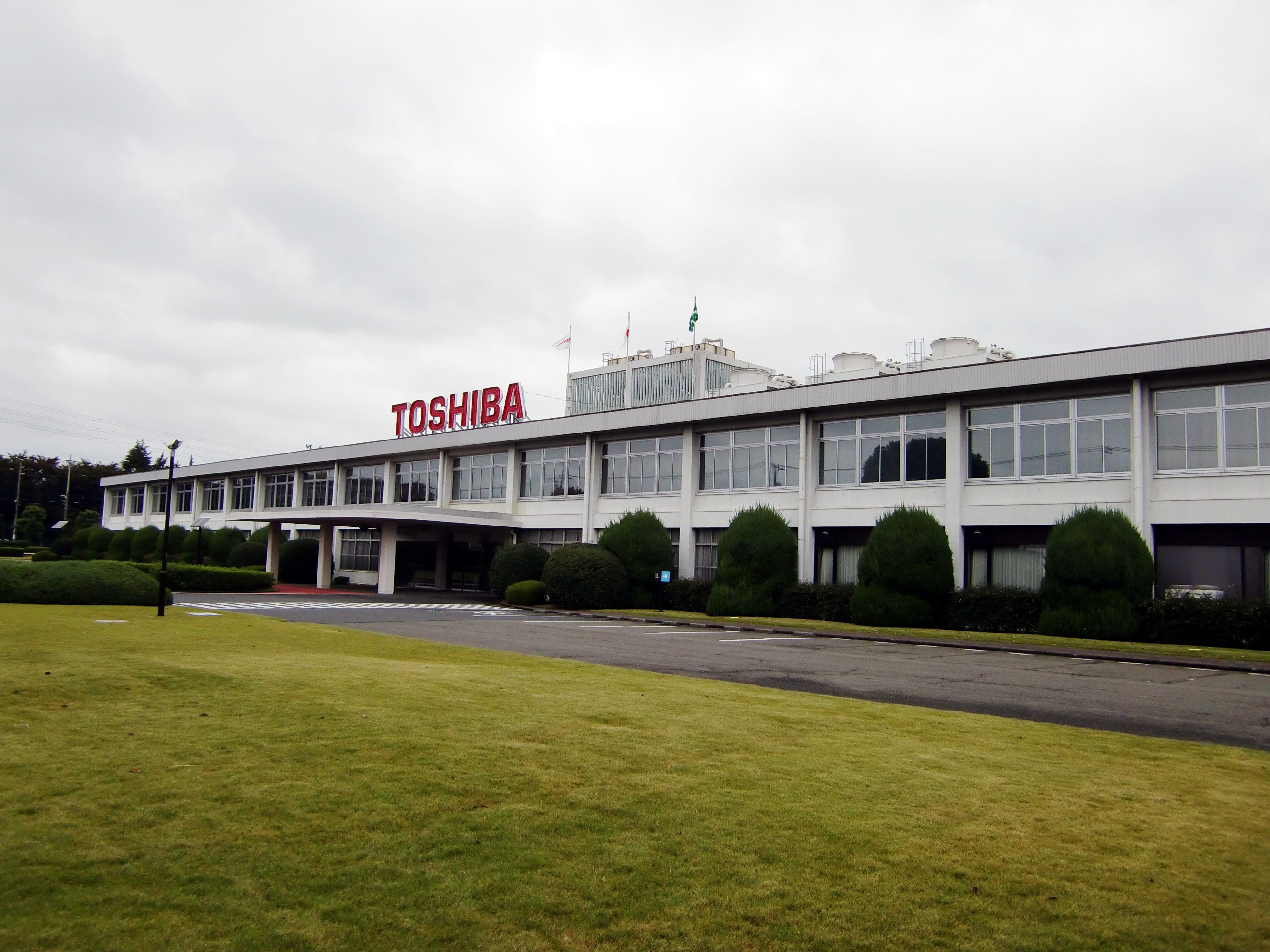
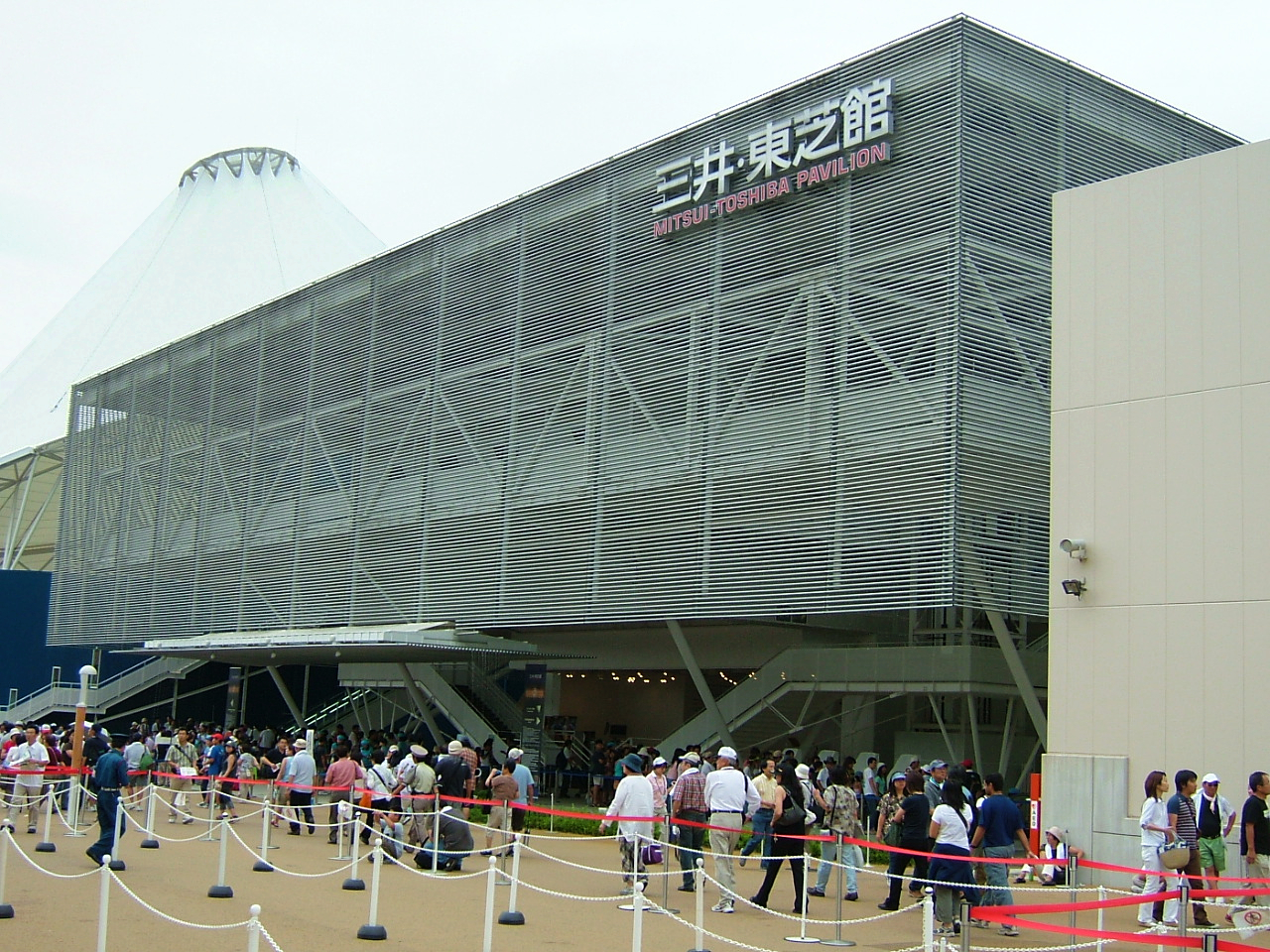
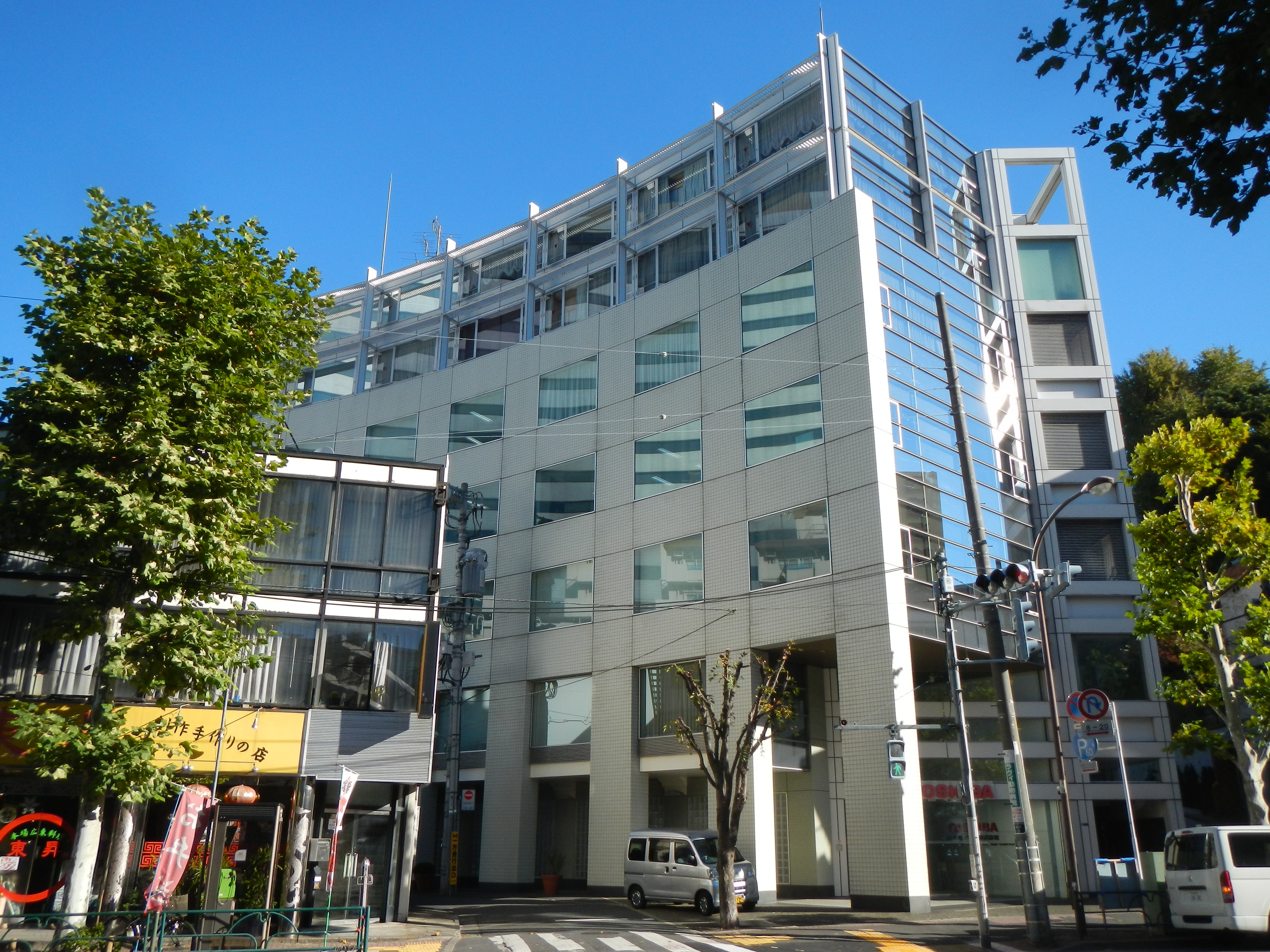
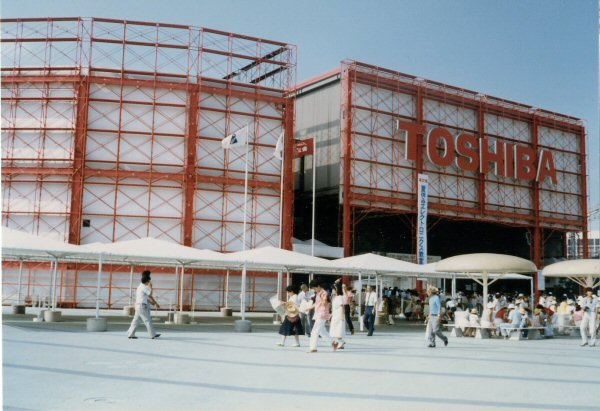
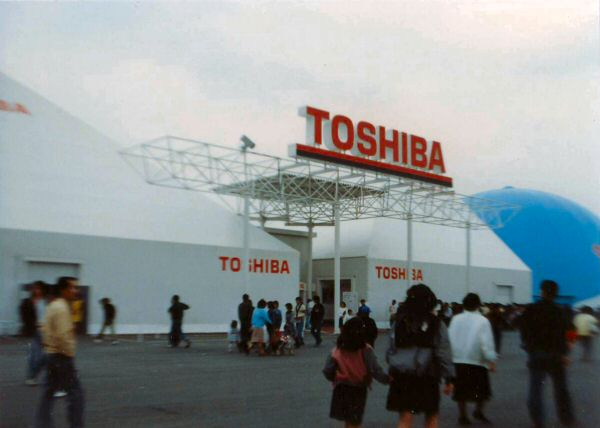